# Attentat contre Charlie Hebdo
Pour un article plus général, voir Attentats de janvier 2015 en France.
L’attentat contre Charlie Hebdo est une attaque terroriste islamiste perpétrée contre le journal satirique Charlie Hebdo le 7 janvier 2015 à Paris, jour de la sortie du numéro 1 177 de l'hebdomadaire. C'est le premier et le plus meurtrier des trois attentats de janvier 2015 en France.
Vers 11 h 30, les frères Chérif et Saïd Kouachi pénètrent dans le bâtiment abritant les locaux du journal armés de fusils d’assaut. Ils assassinent douze personnes, dont huit membres de la rédaction.
Les victimes de la tuerie dans le bâtiment sont Frédéric Boisseau, un responsable des opérations de la société Sodexo chargée de la maintenance du bâtiment (qui est la première personne à mourir), les cinq dessinateurs Cabu, Charb, Honoré, Tignous et Wolinski, la psychanalyste et chroniqueuse Elsa Cayat, l'économiste Bernard Maris, le correcteur Mustapha Ourrad (ces huit personnes étant membres du journal), le policier Franck Brinsolaro qui assurait la protection de Charb et Michel Renaud, cofondateur du festival Rendez-vous du carnet de voyage, invité à assister à la conférence de rédaction.
Un gardien de la paix, Ahmed Merabet, est tué sur le boulevard Richard-Lenoir par l'un des deux terroristes au cours de leur fuite. Le bilan final est de douze personnes assassinées et de onze blessées, dont quatre grièvement.
Les deux auteurs du massacre sont tués deux jours plus tard — au nord de Paris, à Dammartin-en-Goële — par les membres du GIGN qu'ils attaquaient au fusil d'assaut en sortant de l'imprimerie où ils s'étaient retranchés. Les assassins se réclamaient d'Al-Qaïda dans la péninsule Arabique (AQPA), qui revendique ensuite officiellement l'attentat.
Parallèlement, un complice des frères Kouachi, Amedy Coulibaly, assassine sur la voie publique Clarissa Jean-Philippe, une policière municipale à Montrouge le 8 janvier puis, le lendemain, tue quatre personnes de confession juive au cours d'une prise d'otages dans une supérette casher porte de Vincennes, qui s'achève le même jour avec sa mort lors de l'assaut policier.

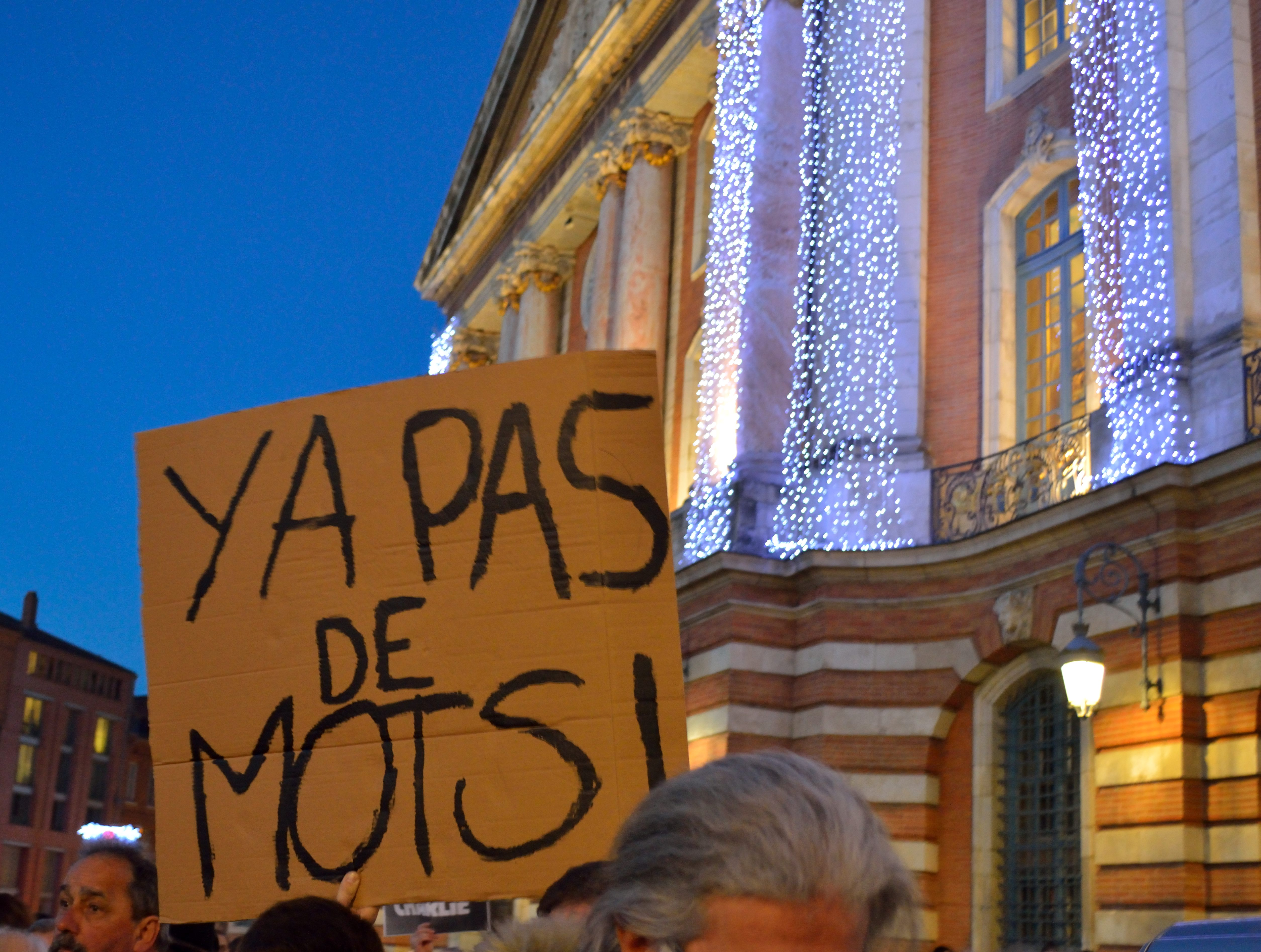
Pancarte à Toulouse, 7 janvier 2015

Le retentissement de ces événements est considérable, aussi bien en France qu'à l'étranger : des manifestations de soutien ont lieu dans de nombreuses villes de France et dans le monde. Quarante-quatre chefs d'État et de gouvernement participent à Paris à une « marche républicaine » le dimanche 11 janvier 2015, qui rassemble plus d'un million et demi de personnes, tandis que sur deux journées, plus de quatre millions de Français défilent sur tout le territoire.
Le numéro 1 178 de Charlie Hebdo, publié le 14 janvier, est tiré à près de huit millions d'exemplaires et l'intégralité des recettes du premier million a été versée aux familles des victimes.

## Contexte
La France a été menacée à de nombreuses reprises lors de ses différentes opérations extérieures en Afrique et au Moyen-Orient par des mouvances terroristes islamistes (Al-Qaïda, Daech…) allant jusqu'à annoncer des attaques sur le sol français. De nombreux projets d'attentats ont ainsi été déjoués durant les semaines précédant cette fusillade,.
Charlie Hebdo fait régulièrement l'objet de menaces et de procès, notamment de la part du monde politique, en particulier de l'extrême droite. Le journal, dont la ligne est ouvertement athée et anticléricale, a toujours fait de la critique de la religion, et en particulier des intégristes religieux, l'un de ses chevaux de bataille, ce qui lui a valu de nombreux procès intentés notamment par des associations chrétiennes (dont l'AGRIF) et musulmanes.
En 2006, l'hebdomadaire déclenche une polémique en publiant douze caricatures de Mahomet déjà parues dans le journal danois Jyllands-Posten. Il est attaqué en justice, notamment par l'Union des organisations islamiques de France et par la Ligue islamique mondiale, qui sont déboutées en première instance et en appel.

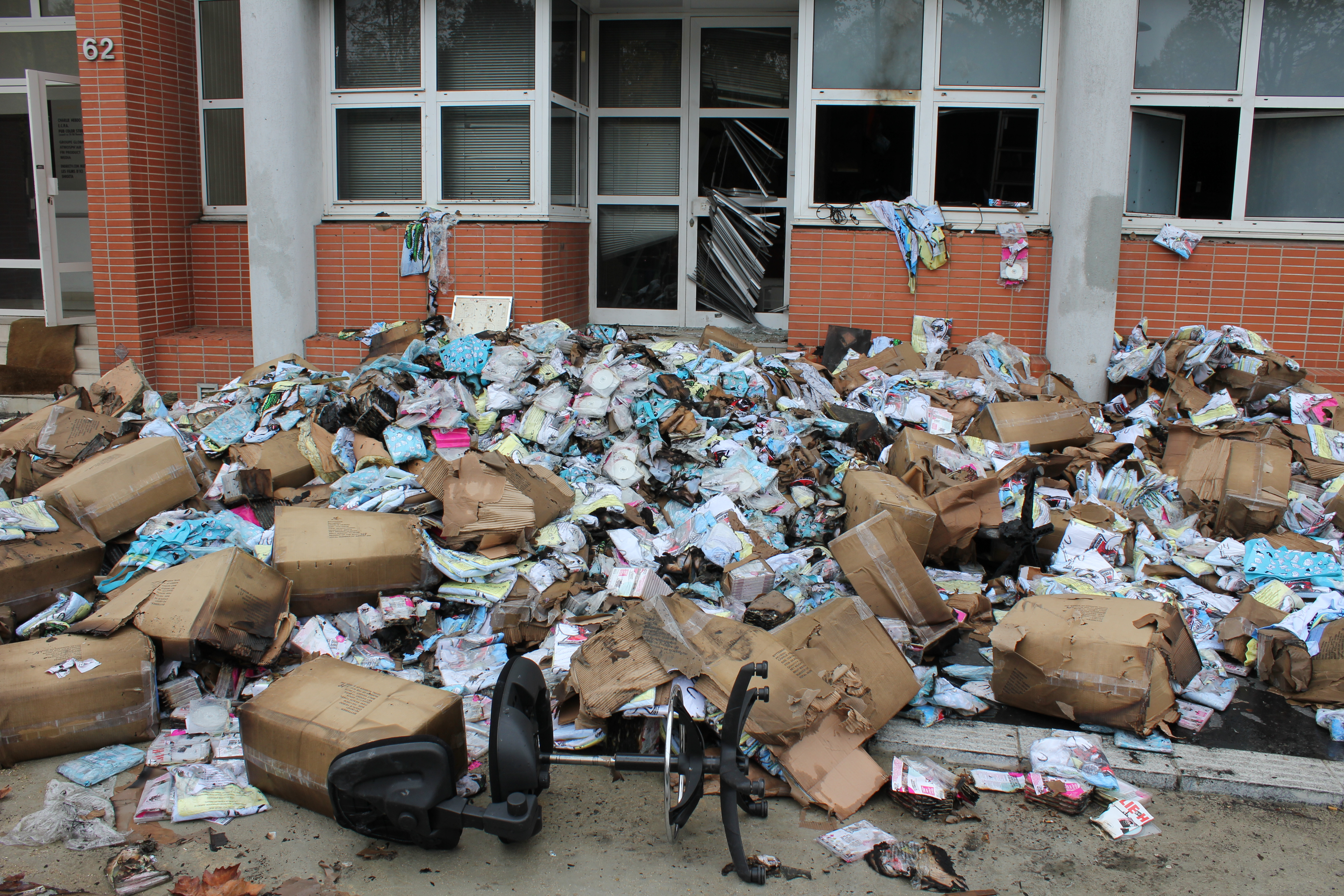
L'ancien siège du journal Charlie Hebdo après l’incendie criminel du 2 novembre 2011.

En 2011, après la parution d'un numéro spécial titré Charia Hebdo critiquant la victoire du parti islamiste Ennahdha en Tunisie, les menaces contre le journal satirique s'intensifient et ses locaux sont la cible d'un incendie criminel provoqué par un jet de cocktail Molotov. Par la suite, les locaux du journal sont régulièrement placés sous protection des forces de l'ordre.
En novembre 2011, vingt personnes, dont Olivier Cyran, Houria Bouteldja et Rokhaya Diallo, signent une tribune — initiée, selon Joseph Macé-Scaron, par les Indigènes de la République — contre le soutien exprimé à Charlie Hebdo après cet incendie. Pour Laurent Bouvet, ce texte procède au « retournement de la liberté d’expression au profit de la défense d’une vision uniforme sinon radicale de l’islam » et la formule « État national-laïque » est comprise comme allusive à un État national-socialiste. Pour le journaliste Jack Dion, du magazine Marianne, ce texte émane de « quelques idiots inutiles de l’islamisme ».
En janvier 2013, le journal publie un numéro hors série en deux parties, La Vie de Mahomet, dans lequel Charb raconte en bande dessinée la vie du prophète de l'islam.
En 2013, Al-Qaïda dans la péninsule arabique (AQPA) publie sur le magazine en ligne Inspire une liste désignant onze personnalités occidentales « recherchées mortes ou vives pour crimes contre l'islam » parmi lesquelles figure Charb,.
En novembre 2013, le rappeur Nekfeu « réclame un autodafé pour ces chiens de Charlie Hebdo » dans une chanson sortie en même temps que le film La Marche.
Le 7 janvier 2015, au matin de la fusillade, le numéro 1177 de Charlie Hebdo est publié avec, en une, une caricature signée Luz de Michel Houellebecq, dont le dernier roman Soumission, sorti le même jour, décrit la fiction d'une France musulmane. À l'intérieur, l'un des derniers dessins publiés de Charb, titré « Toujours pas d'attentat en France », montre un islamiste armé déclarant « Attendez ! On a jusqu'à la fin janvier pour présenter ses vœux… » Quelques minutes avant l'attaque, les comptes Twitter et Facebook de l'hebdomadaire publient, en guise de vœux du nouvel an de la rédaction, un dessin d'Honoré « l'une des futures victimes » qui représente Abou Bakr al-Baghdadi, le chef de l'État islamique, souhaitant la bonne année en déclarant « Et surtout la santé ! ».

## Déroulement

### Dans les locaux
Le matin du 7 janvier 2015, comme chaque mercredi à 10 h 30, débute la conférence de rédaction hebdomadaire de Charlie Hebdo.
Deux hommes cagoulés et habillés de noir, armés de fusils d'assaut de type kalachnikov, entrent au numéro 6 de la rue Nicolas-Appert, qu'ils croient être les locaux de la rédaction de Charlie Hebdo. Ils y trouvent une entreprise audiovisuelle, l’Atelier des archives. Le siège du journal est en réalité au numéro 10, un immeuble anonyme où il était installé depuis le 1er juillet 2014,. Constatant leur erreur, les deux hommes menacent les employés présents, en tirant à travers une porte vitrée, pour obtenir la bonne adresse.
Vers 11 h 25, arrivés au numéro 10, les terroristes tirent en direction de deux cadres de la société Sodexo chargés de la maintenance de l'immeuble qui se trouvaient dans la loge de la concierge de l’immeuble, tuant l'un d'entre eux ; ils trouvent ensuite dans l'escalier la dessinatrice Coco, qui partait chercher sa fille. Les deux hommes prennent en otage Coco, et exigent que la dessinatrice les conduise aux bureaux du journal,. Elle se trompe d'étage et les emmène au premier étage, alors que la rédaction se trouve au deuxième. Un temps perdus entre les étages, les terroristes menacent un occupant croisé dans l'escalier, puis finissent par trouver le bon palier ; ils obligent alors Coco, sous la menace d'une arme, à faire le code d'ouverture de la porte blindée qui donne accès à la rédaction, puis pénètrent dans les bureaux du journal à 11h33,.
Les deux hommes entrent d'abord dans le premier bureau situé après l'entrée de la rédaction, celui où se trouve le webmaster du journal, Simon Fieschi. Ils font feu deux fois sur ce dernier, le blessant grièvement. Les personnes réunies dans la salle voisine pour la conférence de rédaction, sont alertées par le bruit mais n'ont pas le temps de réagir. Le policier Franck Brinsolaro chargé de la protection de Charb, sort son arme en disant « C'est pas normal, ça » et intime aux journalistes de ne « pas bouger de façon anarchique ». Il est abattu par les frères Kouachi, qui font irruption dans la pièce. Selon le témoignage des journalistes Laurent Léger et Sigolène Vinson, l'un d'eux crie alors « Allahu akbar,, ». Ils commencent par demander où est Charb, « dessinateur, mais aussi directeur de la publication du journal » puis abattent ce dernier après l'avoir identifié. Ils déclarent ensuite, d'après les témoignages des survivants, « Vous allez payer car vous avez insulté le Prophète », avant de tirer au coup par coup sur le reste de l'assistance, tuant neuf autres personnes : sept autres membres de la rédaction, un invité et le policier Franck Brinsolaro. Après le massacre, l'un des tueurs dit à Sigolène Vinson, qui est indemne, qu'il ne la tue pas car « on ne tue pas les femmes » (ils venaient pourtant de tuer Elsa Cayat) et lui intime de « lire le Coran », avant de quitter les lieux à 11 h 35.

### Dans la rue
Ils sortent de l'immeuble en continuant à faire feu et en criant « Allahu akbar ». En sortant, ils se retrouvent face à une patrouille de police à vélo, sur laquelle ils tirent, faisant un blessé, la scène étant filmée par un témoin. Ils crient à plusieurs reprises « On a vengé le prophète Mohammed » avant de regagner leur voiture, une Citroën C3 II noire stationnée devant l'immeuble, au bout de la rue Nicolas-Appert, à l'angle de l’allée Verte. Ils rechargent alors avec un calme relatif leurs armes.

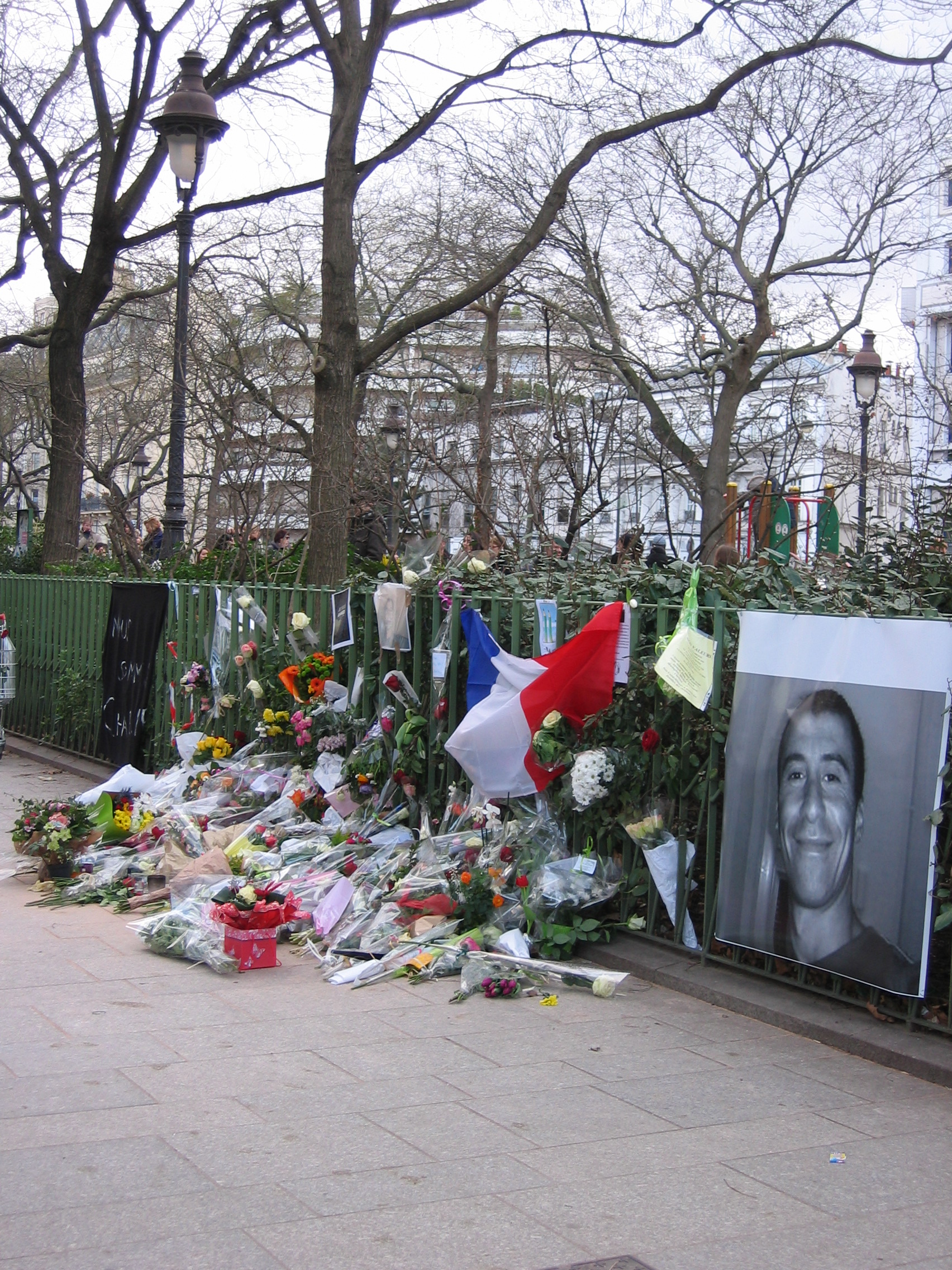
Boulevard Richard-Lenoir, à l’endroit où a été assassiné le policier Ahmed Merabet.

Selon François Molins, le procureur de Paris, les assassins prennent ensuite la fuite à bord de leur véhicule. Ils empruntent donc l'allée Verte, voie à sens unique, sur quelques dizaines de mètres et se retrouvent tout de suite face à une voiture de police qui arrive dans l'autre sens ; ils s'arrêtent un instant, ouvrent leurs portières et tirent debout à plusieurs reprises, sans faire de blessé. La voiture de police parvient à faire précipitamment marche arrière sur toute la longueur de la rue déserte jusqu'au boulevard Richard-Lenoir, laissant le passage aux fuyards, dont l'un — le passager — continue à tirer par sa vitre ouverte.
Enfin, ils se retrouvent face à une troisième patrouille constituée de deux policiers, à vélo également, un peu plus loin sur le boulevard Richard-Lenoir. L'un des deux policiers, probablement Ahmed Merabet, leur fait face et tire en direction de la voiture à partir de sa position sur le trottoir de gauche du boulevard. Les deux assaillants sortent alors de la Citroën munis chacun d'un fusil d’assaut de type « kalachnikov », ouvrent le feu et blessent  Ahmed Merabet, qui tombe sur le trottoir. L'un des assassins s'approche de lui en criant « Tu voulais nous tuer ! ». Le policier lève une main en disant « Non, c'est bon, chef », mais le terroriste l'achève à bout portant d'une balle dans la tête.
Les deux terroristes regagnent ensuite leur véhicule en criant à nouveau, avec un doigt levé au ciel (adresse à Allah), « On a vengé le prophète Mohammed ! » ; ils lancent également « On a tué Charlie Hebdo ! ». Avant de monter dans le véhicule, le passager récupère une de ses chaussures — qui avait été perdue près de la portière environ trente secondes plus tôt au moment de la descente — puis la voiture redémarre en trombe,.
Pris en chasse par la police, les tueurs percutent un Volkswagen Touran place du Colonel-Fabien, blessant la conductrice. Ensuite, les deux hommes abandonnent leur Citroën à hauteur du 45, rue de Meaux où leur voiture s'est encastrée dans un plot devant une boulangerie, puis ils menacent un automobiliste et lui volent sa Renault Clio. Au propriétaire de la voiture — devant lequel ils se présentent à visage découvert, et qui les décrit comme calmes et posés — ils déclarent « Si les médias t'interrogent, tu diras : c'est Al-Qaïda au Yémen ».
Ils se dirigent ensuite vers la porte de Pantin,. Les policiers perdent leur trace à cet endroit.

### Dispositifs de sécurité
Le plan Vigipirate est élevé au niveau « alerte attentats », le niveau maximal, en Île-de-France puis en Picardie le 8 janvier dans l'après-midi après que les suspects ont été identifiés dans l'Aisne. Le procureur de la République François Molins annonce que le parquet antiterroriste s'est saisi de l'enquête pour assassinats et tentatives d'assassinat en relation avec une entreprise terroriste, et lance un appel à témoins.
Les forces de l'ordre et les services de la Direction générale de la Sécurité intérieure (DGSI) identifient rapidement les terroristes comme étant les frères Kouachi. Dans la soirée vers 23 heures, des opérations menées par le RAID ont lieu à Reims, et d'autres menées par l'anti-gang à Gennevilliers et Pantin.
Le 8 janvier à 7 h 50 sur RTL, le Premier ministre Manuel Valls fait état de plusieurs interpellations.

## Personnes ciblées

### Morts
Parmi les morts se trouvent huit membres de la rédaction de Charlie Hebdo :
- Cabu (76 ans), dessinateur ;
- Charb (47 ans), dessinateur et directeur de la publication ;
- Tignous (57 ans), dessinateur ;
- Honoré (73 ans), dessinateur ;
- Wolinski (80 ans), dessinateur[N 8] ;
- Bernard Maris (68 ans), économiste et chroniqueur[N 9] ;
- Mustapha Ourrad (60 ans), correcteur[48] ;
- Elsa Cayat (54 ans), psychanalyste et chroniqueuse[49] ;

Les autres victimes sont :
- Frédéric Boisseau, (42 ans) un responsable des opérations de la société Sodexo chargée de la maintenance dans l'immeuble, fait aussi partie des victimes[50],[51] ; il est la première personne tuée lors de cet attentat[52],[53] ;
- Michel Renaud[N 10],[54], (69 ans) invité de la rédaction, qui était venu de Clermont-Ferrand pour rendre certains de ses dessins à Cabu ;
- Franck Brinsolaro, (48 ans) le premier policier tué officier du service de la protection — le SDLP — chargé de la protection personnelle de Charb[29],[55],[56], abattu en même temps que lui ;
- Ahmed Merabet, (40 ans) le second policier tué, gardien de la paix[57],[58],[59] du commissariat du 11e arrondissement, blessé puis assassiné sur la voie publique après avoir tenté d’empêcher la fuite des tueurs.

Les médias annoncent dès le début de l'après-midi la mort de « quatre » dessinateurs, citant Cabu, Charb, Georges Wolinski et Tignous. La mort de Bernard Maris est révélée quelques heures plus tard. Ce n'est que dans la soirée qu'est annoncée la mort du cinquième dessinateur, Philippe Honoré, après qu'un témoignage a permis de l'identifier.

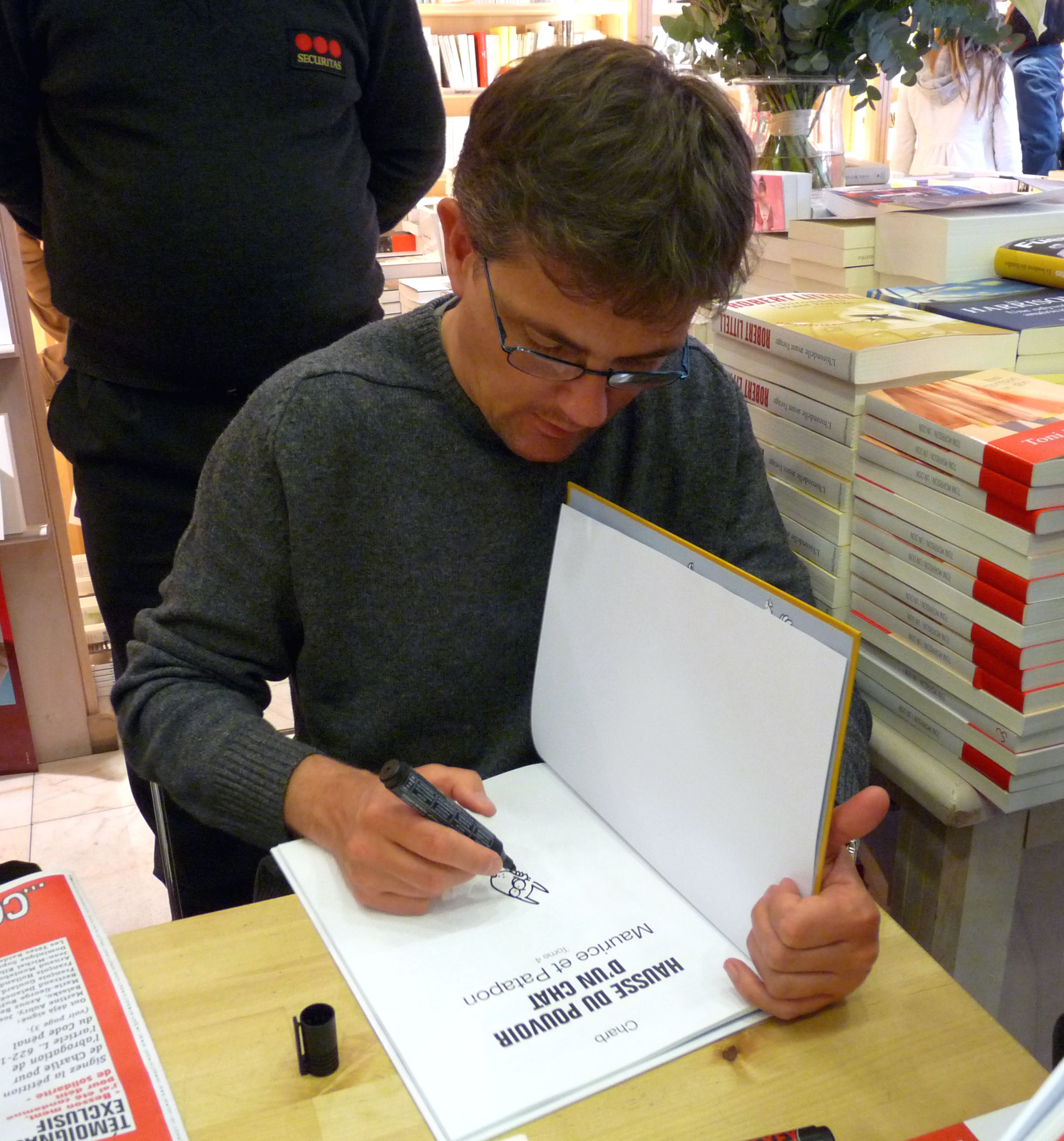
Charb en 2009.
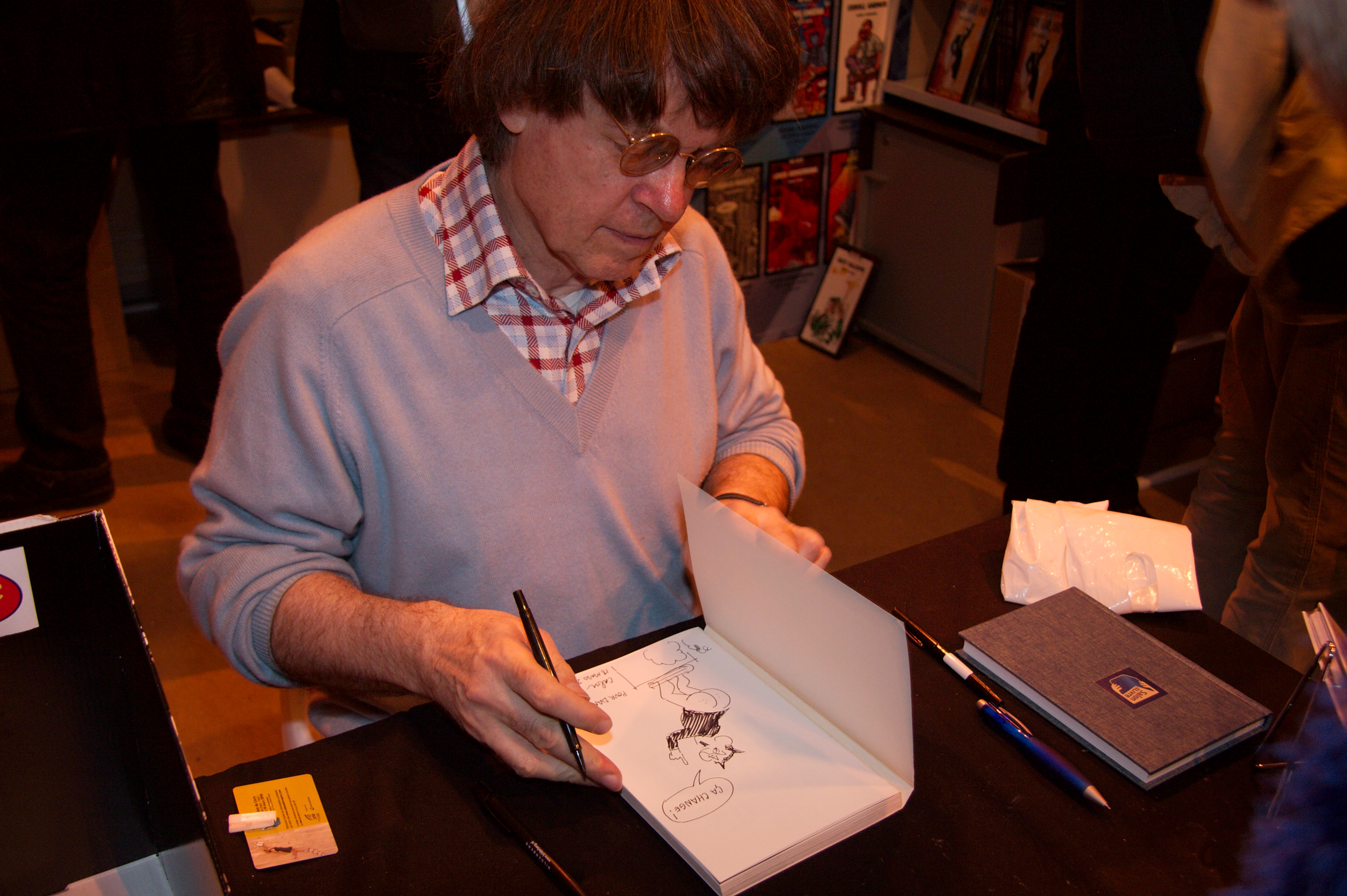
Cabu en 2008.
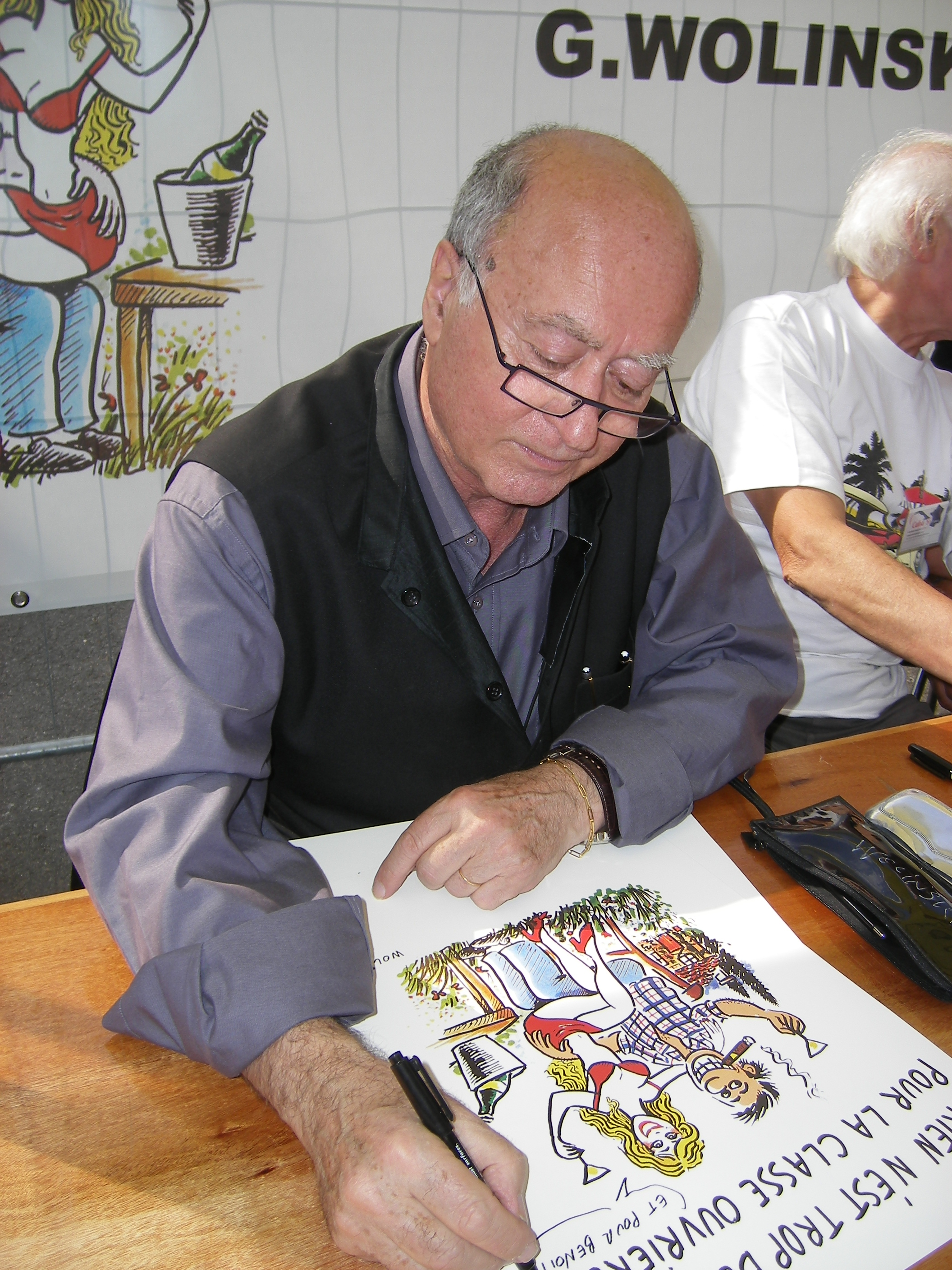
Wolinski en 2007.
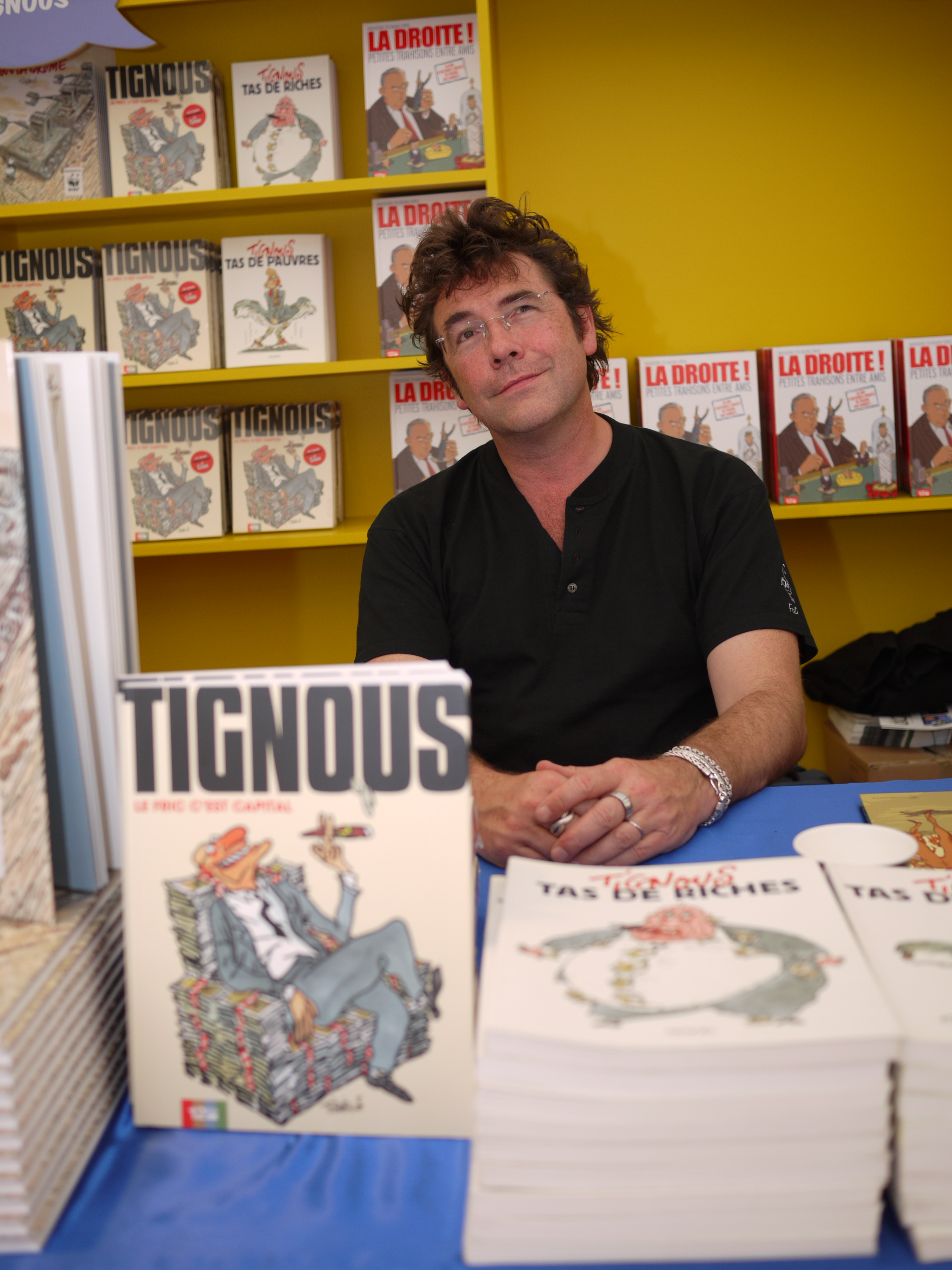
Tignous en 2010.
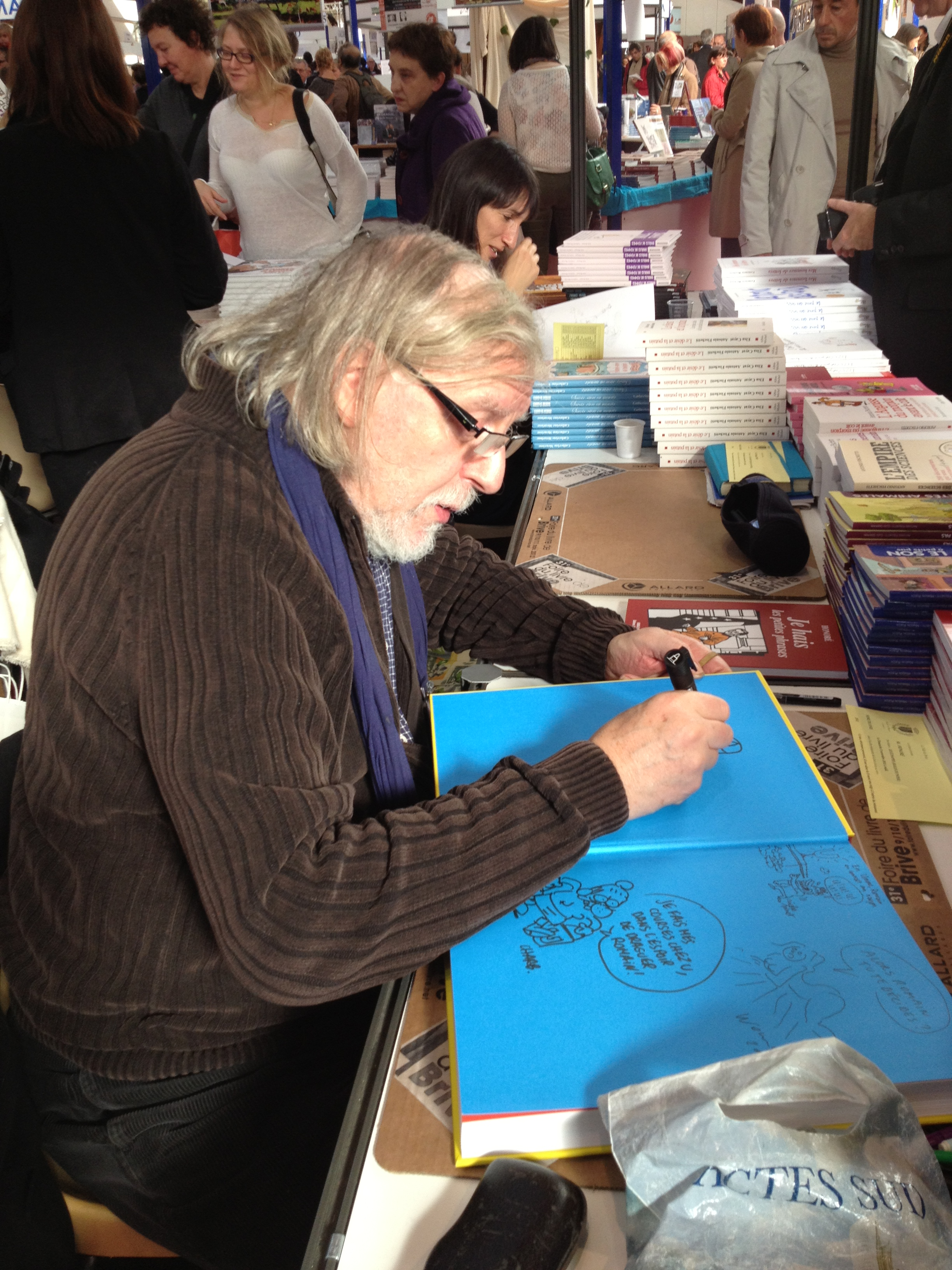
Honoré en 2012.

### Blessés
Parmi les blessés, on compte les journalistes Philippe Lançon (gravement touché au visage, ainsi qu'à deux doigts) et Fabrice Nicolino (touché aux jambes par des éclats, déjà victime d'un attentat en 1985 aux jambes également) ainsi que le webmaster du journal, Simon Fieschi, (le plus gravement touché, au niveau de la colonne vertébrale), le dessinateur et directeur de la rédaction Riss (touché à l'épaule droite), un second employé du nettoyage (qui se trouvait dans le hall d'entrée).
Deux jours après l'attentat, les blessés légers sortaient de l'hôpital et les blessés graves n'étaient plus en danger de mort.

### Rescapés et absents
Parmi les personnes présentes dans les locaux, plusieurs ont survécu sans blessure physique. Gérard Gaillard — un ami de Michel Renaud qui accompagnait ce dernier — est sain et sauf, s'étant couché à terre au moment de la fusillade. Quatre membres de la rédaction sont également indemnes : la dessinatrice Coco, le journaliste Laurent Léger, qui s'était jeté derrière une table et a pu donner l'alerte par téléphone après la tuerie,, la journaliste Luce Lapin, qui venait de sortir de la salle de rédaction au moment où les terroristes y ont fait irruption, ainsi que la journaliste Sigolène Vinson. Cette dernière rapporte que l'un des terroristes l'aurait épargnée en lui disant : « Je ne te tuerai pas. Tu es une femme. On ne tue pas les femmes. Mais réfléchis à ce que tu fais. Ce que tu fais est mal. Je t’épargne, et puisque je t’épargne, tu liras le Coran ». En partant, il aurait répété, à trois reprises, « On ne tue pas les femmes ». Ils venaient pourtant de tuer la chroniqueuse Elsa Cayat. Plusieurs autres salariés du journal, dont le maquettiste et le directeur financier Éric Portheault sont également indemnes après s'être réfugiés dans des bureaux,,,. La chienne de ce dernier, Lila, un cocker roux qui fait office de « mascotte » de la rédaction survit également, et sera le thème de la chronique de Sigolène Vinson, intitulée « À pas de chien » dans le Charlie Hebdo des « survivants »,. 
Trois collaborateurs du journal qui devaient être présents à la réunion ont échappé à l'attentat parce qu'ils étaient en retard : le critique cinéma Jean-Baptiste Thoret, et les dessinateurs Luz et Catherine Meurisse — ces deux derniers ont ensuite raconté leur après-attentat dans deux albums de bande dessinée : Catharsis, pour Luz publié en mai 2015, et La Légèreté,, pour Catherine Meurisse, publié un an plus tard, fin avril 2016
D'autres membres étaient absents pour diverses raisons : le rédacteur en chef Gérard Biard, qui était en vacances à Londres, la journaliste Zineb El Rhazoui, porte-parole de Ni putes ni soumises, en vacances au Maroc, le journaliste Antonio Fischetti, qui était à un enterrement, l'humoriste et chroniqueur Mathieu Madénian. Manquaient également le dessinateur Willem, qui n'assiste jamais aux conférences de rédaction,, ainsi que le chroniqueur et urgentiste Patrick Pelloux, qui était à une réunion de coordination des services de médecine d'urgence. Ce dernier, rapidement informé, se rend immédiatement sur les lieux avec les pompiers et le SAMU afin de porter secours aux victimes.

## Enquête

### Identification des assassins

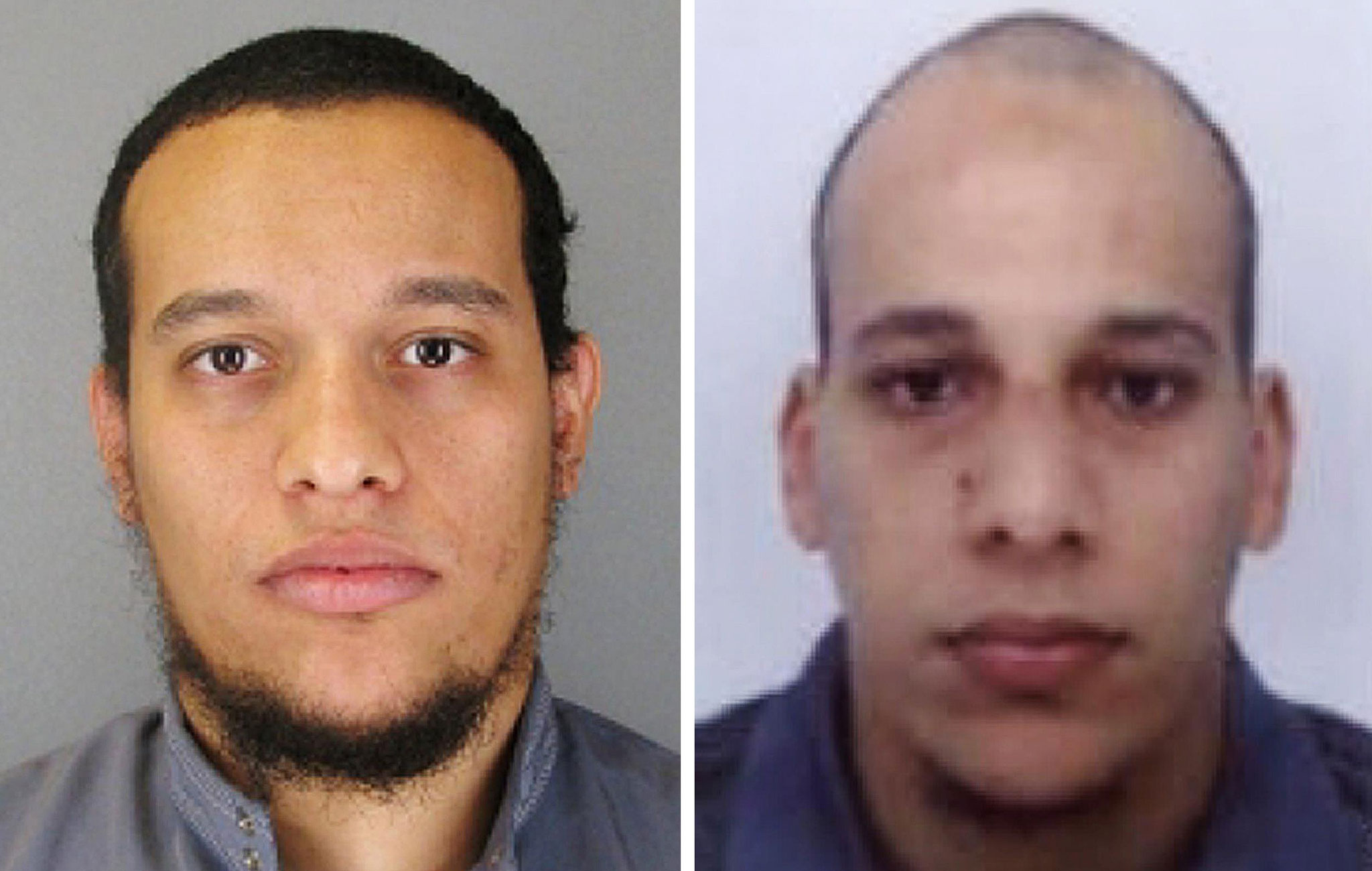
Saïd et Chérif Kouachi.

Le procureur de la République de Paris François Molins a précisé lors de sa conférence de presse du 7 janvier 2015 qu'une enquête est ouverte pour les chefs « d’assassinat et tentative d’assassinat, vol à main armée, infraction à la législation sur les armes, le tout en lien avec une organisation terroriste, et association de malfaiteurs criminelle, c’est-à-dire avec le projet de commettre un ou plusieurs crimes ».
L'enquête ouverte par la direction de la police judiciaire de Paris (section antiterroriste de la brigade criminelle) est confiée à la direction centrale de la police judiciaire (sous-direction de l'antiterrorisme) et à la direction générale de la Sécurité intérieure. Un appel à témoin est lancé à destination du public avec l'ouverture d'un numéro Vert consacré à l'enquête. Vers 21 h 30, l'agence de presse Reuters informe que trois suspects ont été identifiés à la suite de la découverte d'une carte d'identité dans le véhicule qui a permis la fuite de deux terroristes. La carte aurait été perdue lorsqu'ils se sont changés en tenue civile pour fuir à pied et braquer un second véhicule. Les enquêteurs sont également remontés à eux grâce à des analyses génétiques. Le lendemain, une photocopie de la carte d'identité de Saïd Kouachi est diffusée par la Police nationale.
Selon l'avis de recherche de la Police nationale, l'auteur principal présumé serait Chérif Kouachi, né le 29 novembre 1982 à Paris et élevé dans un foyer d'accueil de la DDASS de Rennes, où il obtient son brevet d'éducateur sportif, arrêté en 2005 pour avoir fait partie d'une filière d'envoi de djihadistes français en Irak, après s'être lui-même rendu dans un camp militaire puis en Irak. Le personnage central de cette filière — dite la « filière des Buttes-Chaumont » — est Farid Benyettou, agent d'entretien le jour, prédicateur le soir, incarcéré en 2005 et dont Chérif fut un élève assidu.
Emprisonné entre janvier 2005 et octobre 2006, Chérif Kouachi fait en prison la connaissance de Djamel Beghal, qui devient son « nouveau mentor ». En 2008, Chérif Kouachi est condamné à trois ans d'incarcération, dont 18 mois avec sursis : il reste en liberté, sa peine étant couverte par la détention provisoire. Son séjour en prison l'ayant encore radicalisé, il entraîne dans son sillage son frère aîné Saïd.
Chérif Kouachi est également cité à plusieurs reprises en 2013 au cours de l'enquête sur la tentative d'évasion de Smaïn Aït Ali Belkacem, ancien membre du Groupe islamique armé algérien condamné pour l'attentat du RER Saint-Michel de 1995.
Saïd Kouachi, son frère aîné, né le 7 septembre 1980 à Paris, connu des autorités pour une garde à vue,, se rend au Yémen en 2011 pour s'entraîner avec des militants islamistes liés à Al-Qaïda dans la péninsule Arabique (AQPA).
Pendant un temps, Mourad Hamyd, le beau-frère de Chérif Kouachi, né en 1996 et originaire de Reims, est considéré comme un deuxième complice présumé, selon des informations diffusées par Jean-Paul Ney. Le jeune homme se rend au commissariat de Charleville-Mézières « vers 23 heures après avoir vu que son nom circulait sur les réseaux sociaux,, ». Son implication dans l'attentat est toutefois récusée, d'autant que des camarades de terminale scientifique ont affirmé qu'il était en cours au moment des faits. De source policière, on indique même qu’« aucune charge » ne pèse sur lui. Un an et demi plus tard, le 25 juillet 2016, sa famille déclare sa disparition craignant un départ vers la Syrie ou l’Irak. Il est arrêté le 28 juin à la frontière turque et placé en centre de rétention en Bulgarie. Si aucune arme n'est trouvée en sa possession, le contenu du sac est décrit par les enquêteurs comme celui d'un « candidat au djihad ». Le parquet antiterroriste de Paris ouvre une information judiciaire en vue de délivrer un mandat d’arrêt européen à son encontre. Il est membre d'une plateforme internet suisse nommé Ansar-Ghuraba, fermée en 2014. Sous le pseudonyme de Ibn Mokhtar où il poste des images d'égorgement et autres photos de propagande à la gloire de l'État islamique. En novembre 2014, il est identifié comme cogestionnaire d'une page Facebook de soutien aux détenus condamnés pour terrorisme, « Al Haqq Media », soupçonnée de masquer une filière de soutien financier et logistique à des départs vers la Syrie. Lors de sa garde à vue, quelques heures après la tuerie de Charlie Hebdo il déclare « La tuerie de Charlie ? C'est n'importe quoi ! Tuer des journalistes parce qu'ils ont fait des dessins, c'est ignoble ». Il se présente comme un pratiquant « normal, sans plus ». Malgré les éléments en possession de la DGSI, cette posture et son alibi, il est libéré après 40 heures de garde à vue. Fin juillet 2016, il est a nouveau arrêté à la frontière turco-bulgare. Il est remis à la France, arrêté et écroué.

### Recherches
Au cours de la journée, des perquisitions sont réalisées dans plusieurs villes de la région parisienne, à Reims et Strasbourg, chez des membres de la famille Kouachi. Les suspects auraient été localisés près de Reims, dans le quartier Croix-Rouge en fin de journée, une perquisition du domicile de Saïd Kouachi étant réalisée dans la nuit. Un hélicoptère survole les lieux, un important dispositif policier se déploie et une opération du RAID se met en place. Leur localisation reste encore hypothétique à minuit, comme le suggère l'avis de recherche national lancé par la police contre trois hommes. I-Télé affirme que l'opération de Reims n'était « qu'une perquisition, une fouille des lieux pour relever des empreintes ADN ». Neuf membres de l'entourage des auteurs présumés de l'attentat sont placés en garde à vue.
Les deux suspects de l'attentat braquent le jeudi 8 janvier vers 9 heures une station essence Avia à Vauciennes pour faire le plein et voler de la nourriture. Lourdement armés (ils exhibent au gérant de la station leurs deux kalachnikov et un lance-roquettes M80 Zolja), ils sont à bord d'une voiture Renault Clio II grise. Des brigades d'intervention sont mobilisées dans l'Aisne, mais aussi à la porte de la Villette. Ils sont qualifiés « d'armés et dangereux » par les autorités qui estiment qu’ils peuvent bénéficier d’un « réseau de soutien », et craignant « qu’ils puissent, de nouveau, se livrer à un acte sanglant », la préfecture de police de Paris a diffusé dans la nuit un appel à témoins. Des drapeaux djihadistes et une dizaine de cocktails Molotov ont été retrouvés dans la Citroën C3 abandonnée le 7 janvier 2015 dans le 19e arrondissement de Paris par les terroristes,.
À la mi-journée, le plan Épervier est déclenché dans le Sud du département de l'Aisne. Le niveau « alerte attentat » du plan Vigipirate a été étendu à la Picardie à compter du jeudi 8 janvier 2015 dans l'après-midi. Des forces militaires sont venues compléter les forces de police conventionnelles soutenues par la BRI, le GIGN, le RAID et le GIPN de Lille, ce qui est une première.
En début de soirée, le ministre de l'Intérieur Bernard Cazeneuve annonce que les frères Kouachi font l'objet d'une recherche nationale et d'une fiche bleue d'Interpol.
Les forces de police ratissent une zone, rurale et boisée, de quelques centaines de kilomètres carrés, jusqu'à la tombée de la nuit. Des barrages filtrants et des survols en hélicoptère sont maintenus toute la nuit.
Le 9 janvier 2015 vers 8 h 10, les deux hommes volent une Peugeot 206 à Montagny-Sainte-Félicité, après avoir abandonné leur précédent véhicule dans un chemin. Une course-poursuite s'engage entre les gendarmes et les deux suspects sur la RN2. Vers 9 heures, ils se retranchent dans une imprimerie à Dammartin-en-Goële. Une patrouille de deux gendarmes arrive peu après sur les lieux. Les deux militaires échappent de justesse à la mort, leur véhicule sérigraphié criblé de balles de Kalachnikov. L'un des gendarmes parvient à riposter avec son arme de service, blessant grièvement Chérif Kouachi à la gorge,. L'imprimerie est par la suite encerclée par les forces de l'ordre. Le GIGN, appuyé par le RAID, mène des négociations avec les deux hommes qui se seraient dits prêts à mourir en martyrs (chahid) selon le député Yves Albarello présent dans le poste de commande de crise,.
Vers 10 heures, un journaliste de BFM TV, cherchant à contacter des témoins dans l'imprimerie, parvient à entrer en contact avec les frères Kouachi. Ceux-ci exposent alors leur version des faits : Chérif Kouachi dit avoir été financé et missionné par « Al-Qaida du Yémen » et avoir été formé par Anwar al-Awlaqi, un imam américain d'origine yéménite ; il déclare « On est les défenseurs du Prophète » et précise que pour lui les journalistes n'étaient pas des civils mais des « cibles ».
Dans un premier temps, l'enquête ne montre pas de lien avec une fusillade qui a eu lieu le 8 janvier à 8 h 10, à Montrouge, puis finalement le principal suspect est associé au groupe dit « des Buttes Chaumont ». Ainsi le tireur de Montrouge et les frères Kouachi se connaîtraient par cette filière djihadiste. Vers 13 heures, une fusillade a lieu porte de Vincennes à Paris avec prise d'otages dans une épicerie casher. À 14 h 17, la préfecture de Paris diffuse un appel à témoin concernant un homme et une femme qui font l'objet d'un avis de recherche dans le cadre de l'enquête sur la fusillade de Montrouge. Il s'agit d'Amedy Coulibaly et de sa petite amie Hayat Boumeddiene. Vers 15 h 30, Amedy Coulibaly est identifié comme le preneur d'otage de la porte de Vincennes.

### Dénouement
Les forces de sécurité ont donné quasi simultanément l'assaut vendredi après-midi contre les suspects retranchés à Dammartin-en-Goële (Seine-et-Marne) et porte de Vincennes à Paris, cette décision provenant du chef de l'État François Hollande depuis 15 heures car « le preneur d'otage de Vincennes a menacé de tuer tous les otages si le GIGN donnait l'assaut à Dammartin où se trouvent les deux frères Kouachi, ».
Peu avant 17 heures à Dammartin-en-Goële, les deux suspects seraient sortis de l'usine dans laquelle ils s'étaient retranchés en tirant sur les forces de l'ordre, entraînant leur riposte. Les deux hommes ont été abattus par le GIGN. Un de ses membres est blessé dans l'opération, mais ses jours ne sont pas en danger. Une équipe d'intervention a été hélitreuillée sur le toit de l'imprimerie. Quelques instants plus tard, sur les lieux de la prise d'otages porte de Vincennes, des détonations d'armes automatiques et de grenades assourdissantes retentissent lorsque des policiers entrent dans la supérette casher. Le preneur d'otages, Amedy Coulibaly, est tué et quatre otages sont retrouvés morts, trois d'entre eux ayant été abattus par Coulibaly dès son entrée dans le magasin vers 13 h, et le quatrième tué par Coulibaly un peu plus tard, en essayant de se saisir d'une arme.

### Revendication
Dans une vidéo diffusée le 9 janvier 2015, Harith al-Nadhari, un responsable religieux d'Al-Qaïda dans la péninsule arabique — également connu sous le nom d'Al-Qaïda au Yémen, et dont se réclament les frères Kouachi — a menacé la France de nouvelles attaques, sans pour autant revendiquer explicitement les attentats,. Harith al-Nadhari est tué par un drone de combat au Yémen, le 31 janvier 2015.
Ce même jour dans la soirée, le site de presse américain The Intercept publie un communiqué qui serait la revendication des attaques terroristes menées en France par Al-Qaïda dans la péninsule Arabique (AQPA) : « Le commandement d'AQPA a dirigé l'opération et ils ont choisi leur cible avec attention pour venger l'honneur du Prophète. La cible était en France en particulier à cause de son rôle évident dans la guerre contre l'Islam et les nations opprimées. L'opération est le résultat de la menace du Cheikh Oussama, qui avait averti l'Occident des conséquences de la persistance du blasphème contre les valeurs sacrées des musulmans,. »
Le 14 janvier, Al-Qaïda dans la Péninsule Arabique revendique à nouveau l'attentat contre Charlie Hebdo dans une vidéo mise en ligne et où apparaît Nasser Ben Ali al-Anassi. Celui-ci déclare : « Des héros ont été recrutés et ils ont agi, ils ont promis et sont passés à l'acte à la grande satisfaction des musulmans. […] Nous tenons à préciser à l'intention de la nation musulmane que ce sont nous qui avons choisi la cible, financé l'opération et recruté son chef ». Il affirme que l'opération a été menée sur l'ordre d'Ayman al-Zawahiri et conformément à la volonté posthume d'Oussama ben Laden. Al-Anassi rend également hommage à Amedy Coulibaly, mais ne revendique pas ses actions,. Dans sa communication, l'État islamique, rival d'Al-Qaïda, semble à l'inverse vouloir s'attribuer la paternité de l'attentat, en prétendant que c'est Amedy Coulibaly (qui a prêté allégeance à l'État islamique) qui a armé et financé les frères Kouachi.
En mai 2015, Nasser Ben Ali al-Anassi est tué par un drone américain.

### Mobiles de l’attentat
Le principal mobile ayant poussé les frères Kouachi à commettre l’attentat de Charlie Hebdo serait lié à la publication de plusieurs articles et caricatures critiquant l’idéologie salafiste et les positions politiques de certains pays du monde arabe. Les auteurs de l’attentat se seraient convertis à l’idéologie salafiste djihadiste d’Al-Qaïda.

## Événements en relation

### Montrouge et Vincennes
| \| Montrouge Porte de Vincennes Charlie Hebdo \| |
| Montrouge Porte de Vincennes Charlie Hebdo       |

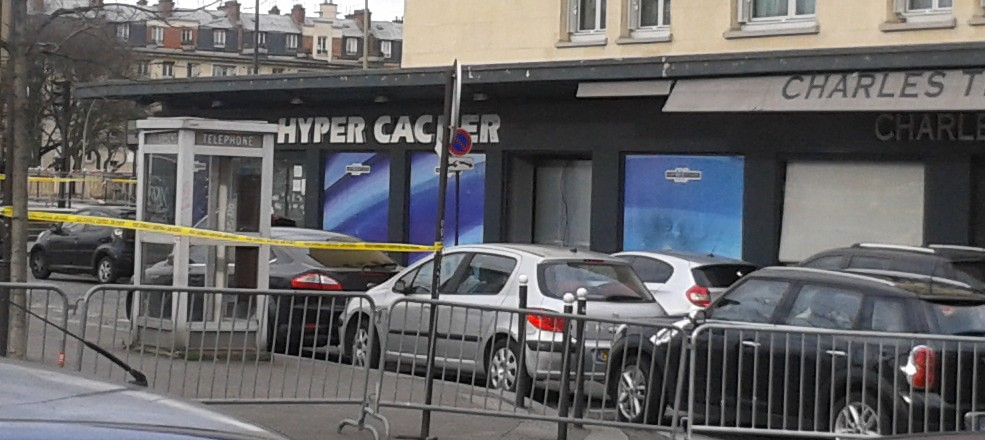
Le magasin Hyper Cacher de la porte de Vincennes, au lendemain de la prise d'otages.

Au matin du 8 janvier 2015, un homme abat Clarissa Jean-Philippe, (25 ans) une policière municipale stagiaire et blesse grièvement un agent de la voirie dans le Sud de Paris, à Montrouge. Un lien avec l'attentat à Charlie Hebdo n'est pas immédiatement établi, mais le tireur est ensuite identifié par les autorités comme Amedy Coulibaly,,,. Emprisonné dans les années 2000 pour des faits de droit commun, Coulibaly était devenu, durant sa détention, proche de Chérif Kouachi et Djamel Beghal.
Le 9 janvier, un homme, que les autorités identifient rapidement « à 99,9 % » comme Amedy Coulibaly tue plusieurs personnes juives (Philippe Braham 45 ans, Yohan Cohen 20 ans, Yohan Hattab 21 ans et François-Michel Saada 63 ans) et en prend plus de dix autres en otages dans une supérette kasher — de la chaîne Hyper Cacher — porte de Vincennes,, puis réclame la libération des frères Kouachi qui, au même moment, sont cernés par la police à Dammartin-en-Goële. Les enquêteurs s'orientent vers la piste d'un réseau terroriste, et l'hypothèse selon laquelle la tuerie de Charlie Hebdo pourrait être le point de départ d'une vague d'attentats plus large en France. Coulibaly, qui se réclame de l'État islamique et revendique le fait d'avoir « synchronisé » son action avec celle des frères Kouachi, est tué par les forces de l'ordre en tentant une sortie suicidaire. Quatre personnes ont été tuées et quatre autres gravement blessées par le preneur d'otages dont trois policiers,,.

## Analyses

### Approche sécuritaire
Selon Hugues Moutouh, ancien conseiller du ministre de l'Intérieur Claude Guéant, cet attentat révèle que la France est un « terrain d'action pour les terroristes […] L'engagement de la France sur les théâtres extérieurs, sa détermination à combattre les groupes islamistes en fait une cible privilégiée ». Il analyse la situation terroriste en Occident en détaillant deux types de personnes capables de passer à l'acte : « les individus déséquilibrés, peu idéologisés, mais suffisamment réceptifs au discours islamiste de haine et de mort pour commettre des exactions, et les vrais tueurs qui agissent de façon beaucoup plus calculée ». Pour lui, les auteurs de l'attentat contre Charlie Hebdo font partie de la deuxième catégorie. Moutouh souligne que l'État français a largement adapté sa législation au problème nouveau posé par ces formes de terrorisme, mais il estime que pour aller plus loin, il faut se poser la question « de savoir où l'on doit, en situation de crise et de fort risque terroriste, placer le curseur entre liberté individuelle et sécurité publique. Concrètement, renforcer la détection et le suivi des personnes potentiellement dangereuses a un prix pour une société démocratique comme la nôtre ». Il déclare enfin que la lutte contre le terrorisme en France passe nécessairement par une prévention au niveau de l'ensemble de la société, car la lutte contre la radicalisation d'un individu ne peut être de la seule responsabilité de l'État, mais de sa famille, de son encadrement scolaire ou social.
Thibault de Montbrial, avocat membre du groupe de pression Institut pour la justice, affirme quant à lui qu'il y a plusieurs milliers de Français qui « détestent notre système, sont pour certains allés combattre en Syrie, sont des « soldats du djihad » aguerris et sont revenus avec l'objectif de commettre des attentats ». Par ailleurs, il explique que la menace terroriste a évolué depuis les années 1980-1990. À cette époque, il s'agissait essentiellement d'un terrorisme d'État, lié à l'Iran ou à la situation en Algérie, alors qu'à présent il s'agit davantage de très petites unités, bien moins structurées. Selon lui, « le gouvernement n'a pas sous-estimé la menace et a pris les bonnes mesures : la loi visant à interdire les départs pour la Syrie, la mise en place d'une cellule d'urgence pour les familles confrontées au phénomène, les policiers armés en permanence, y compris hors service ».

### Portée politique et philosophique
Selon Alexis Brézet, éditorialiste et directeur de la rédaction du Figaro, cet attentat est une guerre entre le « fanatisme islamiste [et] l'Occident, l'Europe et les valeurs de la démocratie ». Il estime que les terroristes ont volontairement voulu frapper « un mode de vie, des valeurs, une civilisation — la nôtre — pour qui la femme est l'égale de l'homme, les droits de la conscience une exigence non négociable et la liberté d'expression un impératif absolu ».
Pour Robert Badinter, les terroristes tendent un « piège politique ». Ils rêvent d'ouvrir un fossé « entre les musulmans et les autres citoyens », et cherchent pour cela à susciter « la violence intercommunautaire ». Badinter met en garde contre la tentation des lois répressives et des juridictions d'exception, qu'il qualifie de piège tendu par l'Histoire aux démocraties, faisant allusion aux conséquences des attentats du 11 septembre 2001. Il appelle à laisser la justice seule régler le sort des terroristes, et à se garder « des amalgames et des passions fratricides ».
Edgar Morin, reprenant la formule de François Hollande, estime que « la France a été frappée au cœur de sa nature laïque et de son idée de liberté ». Il remet dans son contexte l'attentat, et le voit comme « l’irruption, au cœur de la France, de la guerre du Moyen-Orient, guerre civile et guerre internationale où la France est intervenue à la suite des États-Unis ». Rappelant que ceux-ci « ont contribué à la décomposition de nations composites ethniquement et religieusement comme la Syrie et l’Irak », Morin reproche aux États-Unis et à la coalition de ses alliés une politique militaire vouée à l'échec.
Dans une relation de symétrie, il rapproche la présence de la France dans ces conflits avec le fait que l'activité meurtrière au Moyen-Orient est désormais présente à l'intérieur de la France, à l'instar du conflit israélo-palestinien. Il estime par ailleurs que « les œuvres islamophobes de Zemmour et Houellebecq » sont devenues elles-mêmes « les symptômes d’une virulence aggravée » de l'islamophobie en Europe. Constatant le triomphe de « la pensée réductrice », qui réduit le chrétien en « croisé » et le musulman en terroriste, il prédit une radicalisation de l'anti-islamisme et une aggravation de la peur parmi les Français. En réaction à ce risque de décomposition sociale, il appelle au « rassemblement de tous, comprenant toutes ethnies, religions et compositions politiques ».

## Réactions

### Réactions nationales

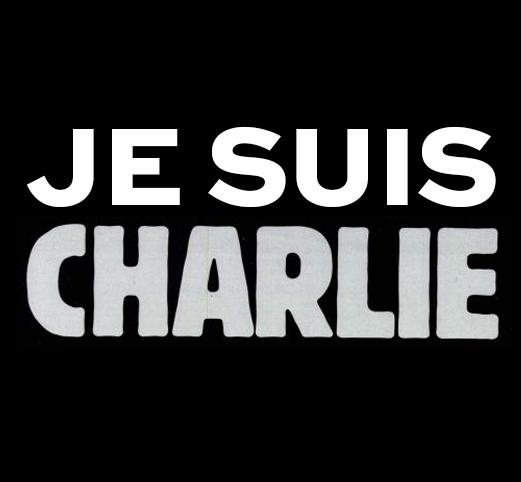
« Je suis Charlie ». Logo, créé par Joachim Roncin, utilisé sur les réseaux sociaux et sur la page d'accueil du site Charlie Hebdo après l’attentat.

Les plus grands symboles nationaux rendent hommage aux victimes ; le lendemain de l'attentat, à 20 heures, les lumières de la tour Eiffel ont été éteintes pendant cinq minutes. Le surlendemain et pendant deux jours, l'Arc de Triomphe leur rend hommage à son tour en projetant sur son attique le message « Paris est Charlie ».
Également, une minute de silence a été respectée le lendemain partout en France à 12 heures, en hommage aux victimes : dans tous les services publics, que ce soit les mairies, les institutions, les écoles, les lycées, ou bien même les métros et RER. On notera aussi que de nombreuses enseignes et sociétés privées ont elles aussi participé à cet hommage. Le 8 janvier 2015, François Hollande déclare que « les drapeaux des édifices publics seront mis en berne pendant trois jours ».

#### Politiques
Arrivé peu de temps après la tuerie sur les lieux de l'attentat, avec le ministre de l'Intérieur, Bernard Cazeneuve, le président de la République, François Hollande, y dénonce un acte d'une « exceptionnelle barbarie », qu'il nomme « attentat terroriste », et assure que les « auteurs de ces actes, qu'il qualifie de « barbares », seront pourchassés aussi longtemps que nécessaire, ». Il affirme également que « plusieurs attentats terroristes avaient été déjoués ces dernières semaines ».
Des réunions de crise sont organisées le jour-même et le lendemain à l'Élysée. Une vingtaine de magistrats est mobilisable à tout moment pour permettre une avancée rapide dans l'enquête. Les responsables politiques, toutes tendances confondues, sont unanimes. Nicolas Sarkozy évoque une « tragédie nationale ». François Bayrou parle d'un « acte de guerre par la terreur ». Jean-Luc Mélenchon parle lui d'« assassinat politique ». Pierre Laurent, secrétaire national du Parti communiste français, déclare, les larmes aux yeux : « On est tous anéantis. Ça a été un carnage, un massacre ». Marine Le Pen, présidente du Front national et cible récurrente de l'hebdomadaire, évoque un « attentat odieux » et appelle au « refus absolu du fondamentalisme islamique ». Jean-Marie Le Pen déplore quant à lui « la disparition de douze Français » mais ajoute : « je ne suis pas Charlie du tout, je suis Charlie Martel si vous voyez ce que je veux dire ! ». Nicolas Dupont-Aignan, président de Debout la France, parle d'« une guerre totale entre la liberté d'expression et un nouveau totalitarisme ».
Jeannette Bougrab, ancienne secrétaire d'État à la Jeunesse et à la Vie associative et ancienne présidente de la Haute Autorité de lutte contre les discriminations et pour l'égalité, pointe une responsabilité des Y'a bon awards de Rokhaya Diallo, fondatrice de l'association Les Indivisibles, qui s'était prononcée contre le soutien à Charlie Hebdo après l'incendie des locaux du journal en 2011.
Le président François Hollande annonce lors d'une allocution télévisée le 7 janvier 2015 à 20 heures outre la mise en berne des drapeaux sur les édifices publics pendant trois jours, une journée de deuil national le jeudi 8 janvier accompagnée d'une minute de silence à midi ainsi que l'élévation du plan Vigipirate au niveau « alerte attentat », le plus haut niveau, en Île-de-France. 61 soldats du 48e régiment de transmissions d'Agen se sont ainsi déployés dans toute cette région afin de renforcer les forces déjà en place,. Appelant à l'union nationale, François Hollande rencontre le 8 janvier les anciens présidents de la République Nicolas Sarkozy, Jacques Chirac et Valéry Giscard d'Estaing, ainsi que les présidents de l'Assemblée nationale et du Sénat, Claude Bartolone et Gérard Larcher. Le 9 janvier, les présidents des autres partis politiques français sont reçus à l'Élysée afin d'échanger sur la situation : Marine Le Pen (Front national), Nicolas Dupont-Aignan (DLF), Robert Hue (mdP), François Bayrou (MoDem), Jean-Luc Mélenchon (PG) et Jean-Pierre Chevènement (MRC),.
Une réunion de préparation à une « manifestation silencieuse » à Paris pour le 11 janvier, se tient le 8 janvier dans les locaux de l'Assemblée nationale. Presque tous les partis politiques siégeant au Parlement y sont conviés, à l'exception du Front national, dont certains représentants socialistes ne souhaitent pas la présence dans le défilé. Marine Le Pen déclare qu'« à l’issue d’une réunion, où ont été invités l’ensemble des partis politiques sauf le Front national. Il n’y a plus d’union nationale, elle a disparu de leur fait ». Cette position à l'égard du Front national qui met en jeu « l'adoubement républicain, » du parti lepéniste, ne fait pas l'unanimité au sein de la classe politique y compris au Parti socialiste. Jean-Luc Mélenchon, pour sa part, « ne reconnaît pas d'autorité » au Premier ministre pour organiser cette « marche républicaine » à laquelle il participera, préférant cependant que ce soient les syndicats et associations qui appellent au rassemblement.

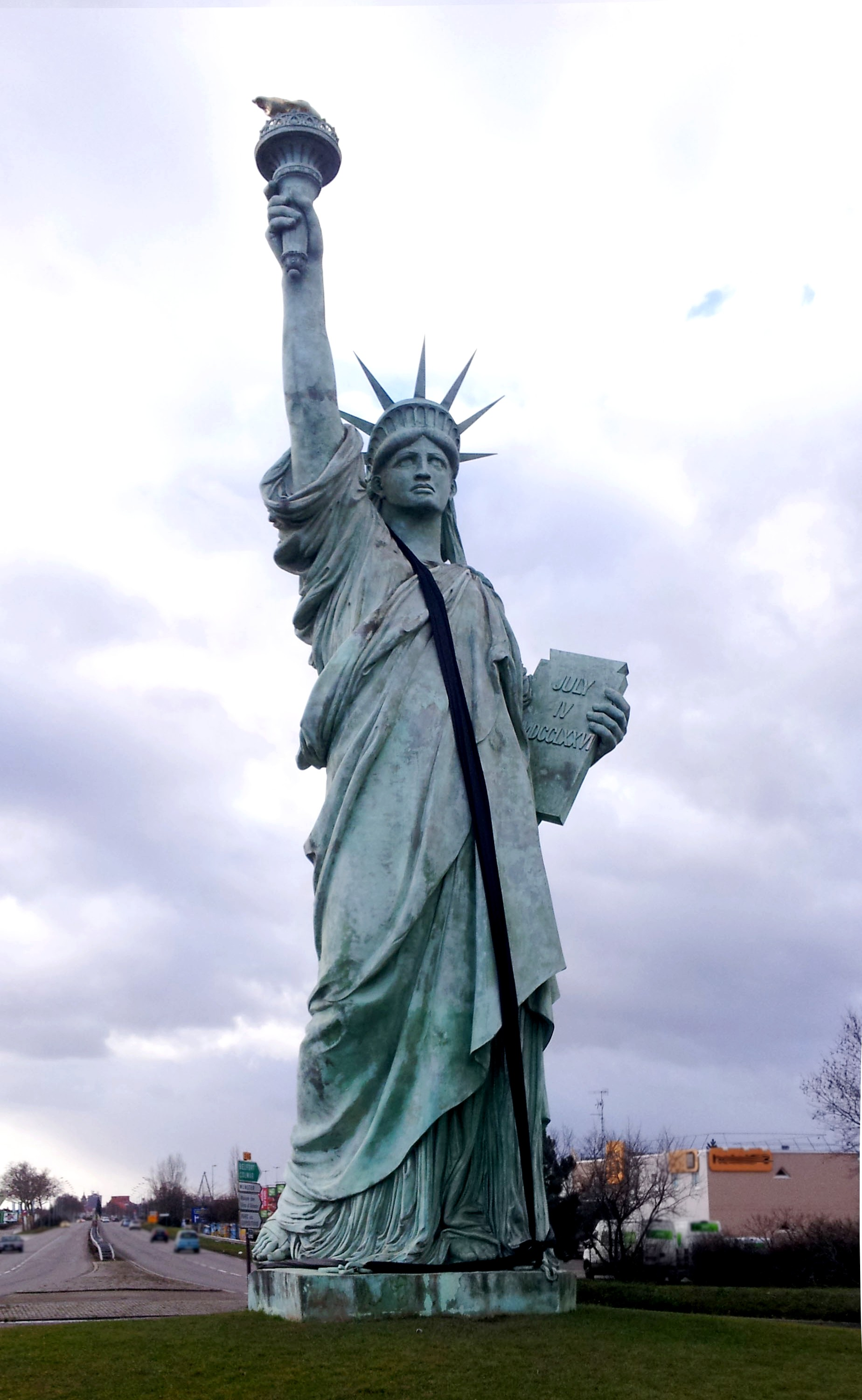
La statue de la Liberté de Colmar, en deuil.

Plusieurs organisations d'extrême gauche, qui ont été proches de certains des journalistes de Charlie Hebdo assassinés, dénoncent la récupération politique par le gouvernement au nom de l'unité nationale et refusent de s'associer à la « manifestation silencieuse » du 11 janvier à Paris,,.
Dans les jours qui suivent, diverses manifestations (marches, commémorations, etc.) sont organisées à l'initiative de divers groupes et institutions. À Colmar, la mairie décide de faire porter le deuil à la statue de la Liberté en la revêtant d'une écharpe noire.
Le mardi 13 janvier, à l'Assemblée nationale, tous les députés quel que soit leur parti politique, chantent l'hymne national, chose qui n'était plus arrivée depuis l'armistice de 1918.

#### Religieux
Le jour même, alors qu'ils sont présents à l'Élysée pour la traditionnelle cérémonie de vœux au président, les responsables religieux condamnent l'attentat. Entouré par ses homologues des autres religions, le pasteur François Clavairoly, président de la Fédération protestante de France, lit une déclaration commune exprimant la « révolte » des représentants religieux français face à « cet acte odieux […] qui ne peut avoir aucune justification, dans aucune religion, quelle qu’elle soit ».
Georges Pontier, archevêque de Marseille et président de la Conférence des évêques de France, déplore « le drame de l’ignorance mutuelle » tandis que le grand-rabbin de France, Haïm Korsia, affirme qu'« il faut que dans notre société, quand l’un est faible, quand l’un est attaqué, un autre vienne et lui porte les bras », comparant l'événement à un épisode de l'Exode,. Dalil Boubakeur, président du Conseil français du culte musulman, fustige « avec la plus grande détermination l’attaque terroriste d’une exceptionnelle violence ». De même que l'imam Hassen Chalghoumi qui affirme que « c'est une étape qui touche l'ensemble de la manière de vivre ensemble. Les musulmans refusent d'une manière absolue ce radicalisme religieux ; nous n'acceptons pas que cette folie soit la marque des temps actuels où nous voulons vivre en convivialité ». Ce dernier se rendra également, le lendemain, auprès d'un groupe d'imams et de l'écrivain juif Marek Halter, sur le lieu du crime.
Jean-Louis Tauran, président du Conseil pontifical pour le dialogue inter-religieux et camerlingue de la Sainte Église romaine, ainsi qu'un groupe d'imams de France, présents à Rome pour rencontrer le pape François, publient une déclaration commune qui « dénonce la cruauté et la violence aveugle, et qui défend la liberté d'expression, tout en appelant à une information respectueuse des religions et de leurs adeptes ». André Vingt-Trois, archevêque de Paris, exprime également depuis Rome « son horreur et sa profonde compassion pour les familles et les amis des victimes » et condamne cet « acte de barbarie ».
À midi, les cloches de la cathédrale Notre-Dame de Paris sonnent le glas puis une messe en l'honneur des victimes y est célébrée par Jérôme Beau, évêque auxiliaire de Paris. Les dirigeants du Conseil français du culte musulman et de l'Union des organisations islamiques de France lancent un appel à consacrer le prêche du vendredi, jour de prière des musulmans, à la condamnation des actes terroristes. Ainsi, le grand imam de Bordeaux, Tareq Oubrou, a condamné de manière très virulente l'attentat, parlant d'« actes pathologiques » et d'« aberration théologiques ». À Lille, Amar Lasfar, président de l'Union des organisations islamiques de France a tenu un discours similaire. D'autres imams ont pu avoir un discours plus réservé ou pire.
Après la publication du numéro 1 178 de Charlie Hebdo, le pape François estime que « la liberté d'expression est un droit fondamental mais ne doit pas insulter les croyances d'autrui ».

#### Médias
Google France rend également hommage aux victimes avec un ruban noir affiché sur sa page d'accueil, remplacé par la suite par le logo « Je suis Charlie ». Le dessin d'Honoré publié dans le tweet de vœux de la rédaction est retweeté plusieurs dizaines de milliers de fois en quelques heures, en France puis dans le reste du monde.
Du côté des médias télévisés, C dans l'air, sur France 5, réagit à l'événement en diffusant une émission intitulée « La liberté massacrée ». Canal+ lui consacre son Grand Journal et son Petit Journal, puis dans le souci d'« exprimer son soutien à Charlie Hebdo et son attachement à la liberté d'expression », remplace sa programmation prévue par un documentaire inédit à la télévision, Caricaturistes : Fantassins de la démocratie.
Les logos des principales chaînes de télévision arborent un ruban noir les jours suivant la fusillade.
Le lendemain de la fusillade, soixante-douze titres de la presse française et internationale affichent en une un hommage à Charlie Hebdo,. Le journal Le Monde daté du 8 janvier 2015 va même jusqu'à titrer « Le 11-Septembre français ».
Albert Uderzo, qui connaissait Cabu depuis longtemps et en était un grand ami, est sorti de sa retraite pour réaliser un dessin, rendant hommage aux victimes (et notamment à ses confrères dessinateurs), dans lequel « Astérix, tout en disant : « Moi aussi, je suis un Charlie ! », donne une raclée à un ennemi à qui Uderzo, à la place des cothurnes, a dessiné des babouches,,,,,. ». Il a aussi réagi sur l’événement en publiant sur les réseaux sociaux un dessin inédit, originellement créé à la suite de la disparition de René Goscinny en 1977 mais qui n'avait alors jamais été diffusé (il n'est d'ailleurs qu'à l'état de crayonné), montrant Astérix et Obélix en deuil,.
Radio France, le groupe Le Monde et France Télévisions se sont engagés à fournir les moyens nécessaires (humains et matériels) « pour que Charlie vive ».
Midi olympique, journal consacré à l'actualité du rugby français et international, change son nom en Charlie Olympique pour ses éditions du vendredi 9 et du lundi 12 janvier.
L'Équipe, journal omnisports, titre pour son édition du 8 janvier : LIBERTÉ 0 BARBARIE 12.

#### Actes islamophobes
Dans la première nuit qui suit l'attentat, du 7 au 8 janvier, des lieux de culte musulmans sont visés par des tirs d'armes à feu ou de projectiles, sans pour autant faire de victimes, notamment dans les villes du Mans où des grenades d'exercice sont lancées sur une mosquée, et de Port-la-Nouvelle où une salle de prière est visée au pistolet à grenaille,. Une explosion d'origine criminelle s'est également produite à Villefranche-sur-Saône, endommageant un snack de kebab situé tout près d'une mosquée, le député-maire de la ville, Bernard Perrut évoquant « un acte isolé » mais « symbolique ».
Ces attaques font craindre à la presse du monde arabe une montée de l'islamophobie à la suite de l'attentat contre Charlie Hebdo. Comme en Australie après la prise d'otages de Sydney de décembre 2014, des internautes lancent un mot clef solidaire (#voyageavecmoi) pour lutter contre les dérives islamophobes.
Dans les jours qui suivent, les actes racistes ou islamophobes se multiplient sur le territoire français avec une fréquence sans précédent. Cette aggravation soudaine est confirmée par la comparaison des chiffres fournis par le ministère de l'Intérieur qui dénombrait en 2014 un total de cent dix actions islamophobes (actes et menaces) pour les neuf premiers mois de l'année, contre plus d'une cinquantaine d'actes, menaces ou insultes de ce type recensés en seulement cinq jours, sans compter les incidents survenus dans Paris et sa banlieue.
Parmi ces actes commis entre le 7 et le 12 janvier, on peut relever notamment, outre ceux évoqués plus haut,, :
- des tags ou inscriptions racistes à Ajaccio, Bayonne, Béthune, Bischwiller, Calais, Chalon-sur-Saône, Liévin, Louviers, Mâcon, Péronne, Poitiers et Rennes ;
- une tête de porc et une carcasse de sanglier à l'entrée des salles de prière respectives de Corte et de Ghisonaccia ;
- une enveloppe contenant une poudre suspecte à Nantes ;
- des projectiles ou coups de feu à Caromb, Saint-Juéry, Soissons et Vendôme ;
- des incendies d'origine criminelle à Aix-les-Bains et Argenteuil ;
- des injures racistes suivies d'agression physique à Bourgoin-Jallieu.

Devant l'ampleur de ces actes, qualifiée de « jamais vue » par l'Observatoire contre l'islamophobie du Conseil français du culte musulman, le ministre de l'Intérieur annonce le 13 janvier la mise sous protection des lieux de culte musulmans. Dans le cadre du plan Vigipirate, un renfort de dix mille militaires est affecté à la surveillance des édifices religieux. Ces effectifs supplémentaires doivent être déployés dès le 14 janvier, en complément des dispositifs déjà en place autour des écoles et des lieux de culte juifs.
Selon un sondage en ligne réalisé par l'institut Ifop entre les 9 et 12 janvier, l'attentat n'a pas provoqué de poussée de l'islamophobie en France « en termes de mesures d'opinion », ce qui fait dire au responsable du sondage que « ces effets sont peut-être plutôt de radicaliser davantage ceux qui étaient déjà islamophobes ».
Le 13 janvier, le journaliste Philippe Tesson, invité sur Europe 1 pour débattre de la laïcité et des établissements scolaires religieux, s'emporte contre les musulmans à plusieurs reprises, provoquant une vive polémique. Évoquant les incidents signalés dans certains établissements après la minute de silence, il déclare notamment : « C'est pas les musulmans qui amènent la merde en France aujourd'hui ? Il faut le dire quoi,, ! » Ces propos entraînent le dépôt d'une plainte pour « incitation à la haine, injures publiques envers une communauté religieuse et diffamation, », puis l'ouverture d'une enquête préliminaire par le parquet de Paris pour « provocation à la haine raciale », tandis que le Conseil supérieur de l'audiovisuel se saisit du dossier.
Sur la base des chiffres communiqués par le ministère de l'Intérieur, au 19 janvier, un total de cent seize actes anti-musulmans ont été commis en France depuis les attentats, soit 110 % de plus que l'ensemble des actes dénombrés en janvier 2014 selon l'Observatoire national contre l'islamophobie.

#### Anonymes
De nombreux mouvements de solidarité s'expriment de façon spontanée sur les réseaux sociaux, comme le hashtag #JeSuisCharlie apparu sur Twitter et Facebook quelques minutes après l'attentat.
Des rassemblements ont lieu en France dans la soirée du 7 janvier pour rendre hommage aux victimes de cet attentat, notamment à Paris sur la place de la République, ainsi que dans de nombreuses villes telles que Bordeaux, Lyon, Nantes ou Lille. En tout, plus de cent rassemblements se tiennent dans l'Hexagone et plusieurs dizaines dans des villes étrangères. Les personnes rassemblées sur place, dans le silence et dans les applaudissements, brandissent des pancartes où l'on peut retrouver le message « Je suis Charlie » ainsi que des crayons. Au total, on évalue à plus de cent mille le nombre de manifestants en France. Un second rassemblement est organisé à Paris le 8 janvier, place de la République à 18 heures.
Le 8 janvier, au matin, de nombreuses gerbes de fleurs sont déposées devant le bâtiment où a eu lieu la fusillade par les proches et les voisins.
Le 10 janvier, des manifestations dans plusieurs villes de France rassemblent sept cent mille personnes.

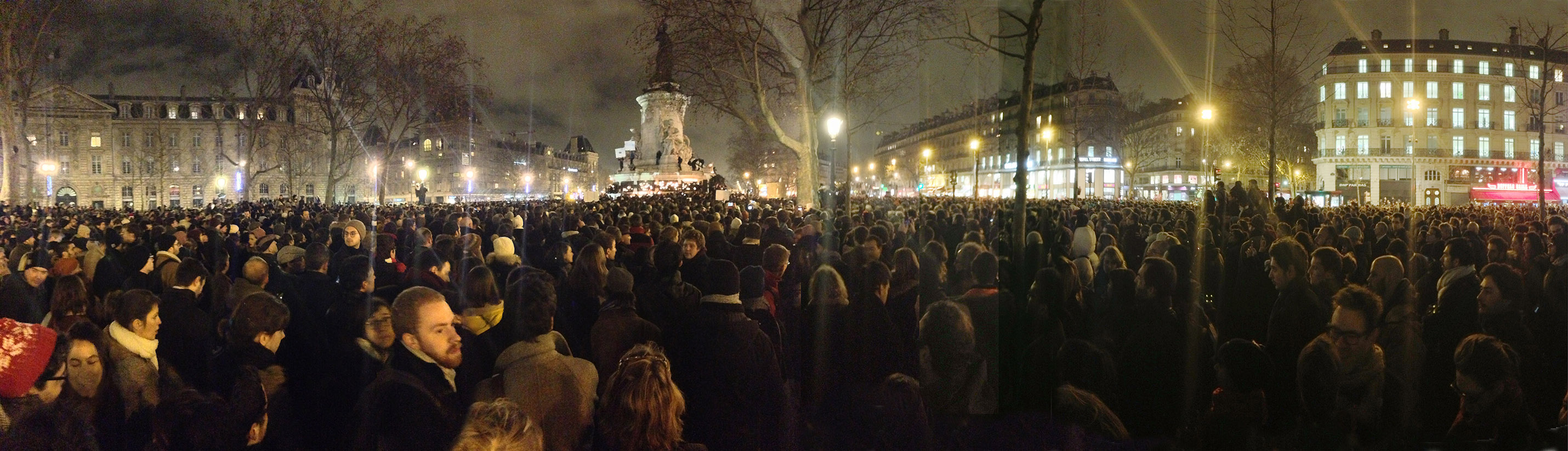
Rassemblement le soir de l'attentat, place de la République à Paris.
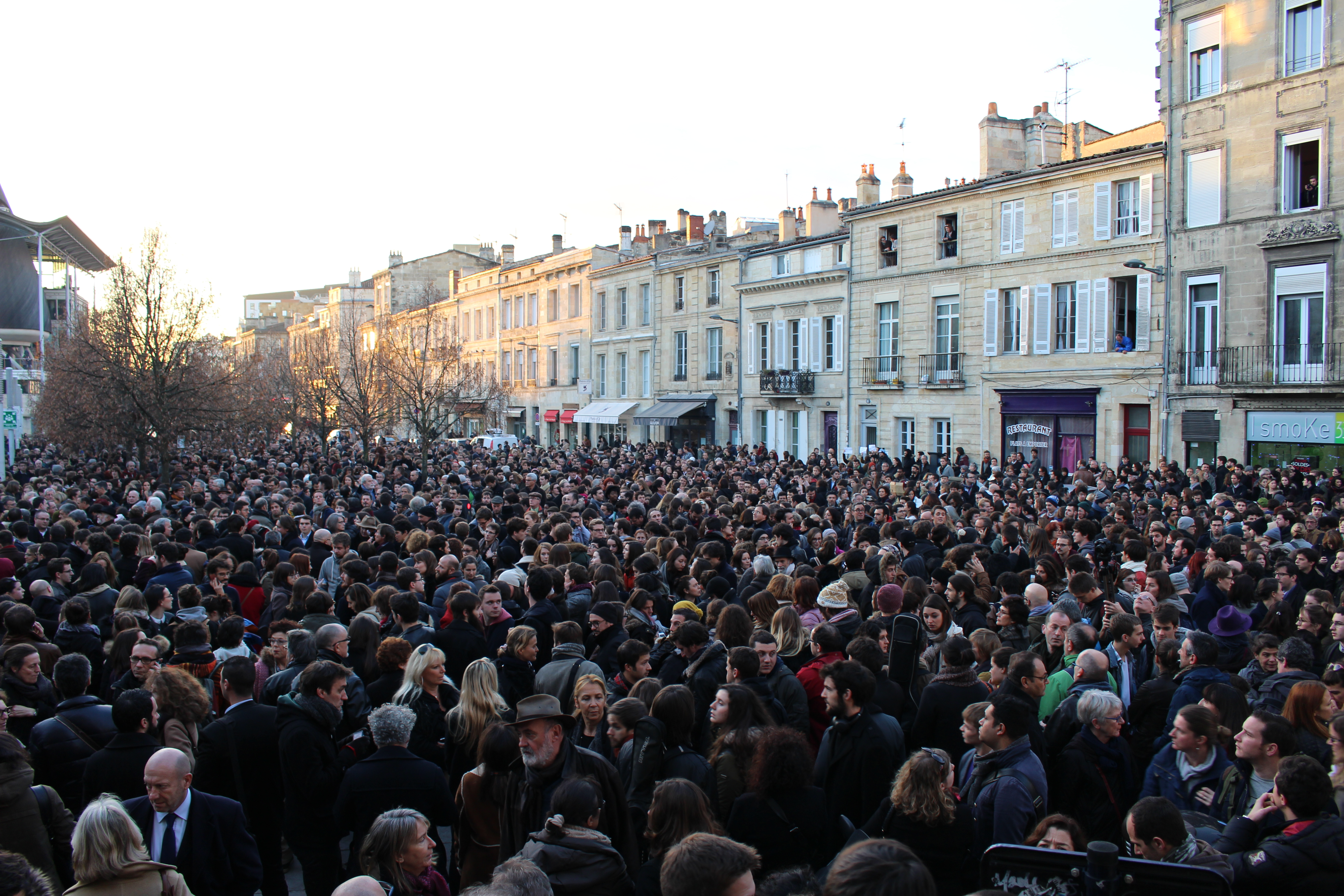
Autre rassemblement le même soir à Bordeaux.
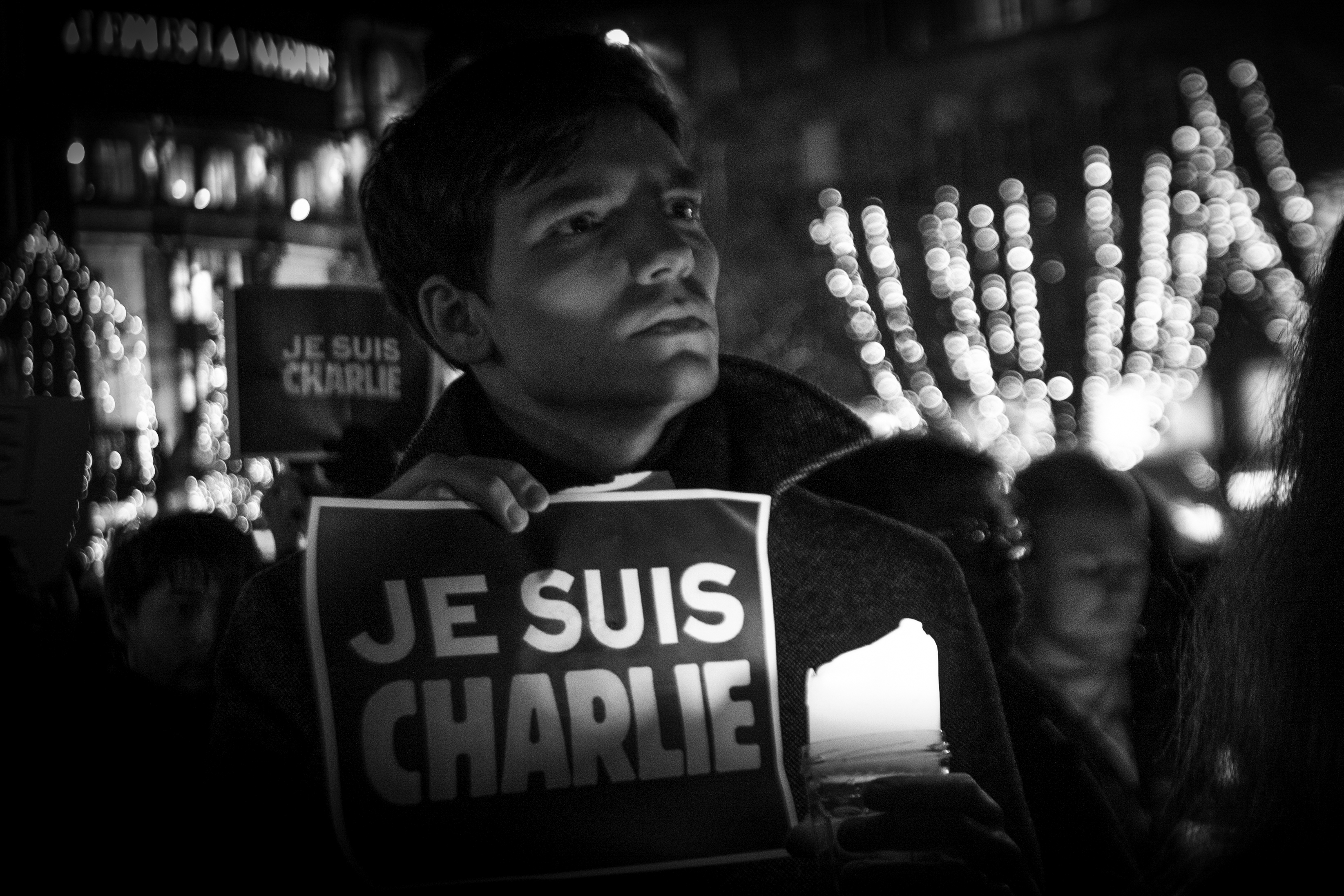
Rassemblement de Strasbourg : « Je suis Charlie ».
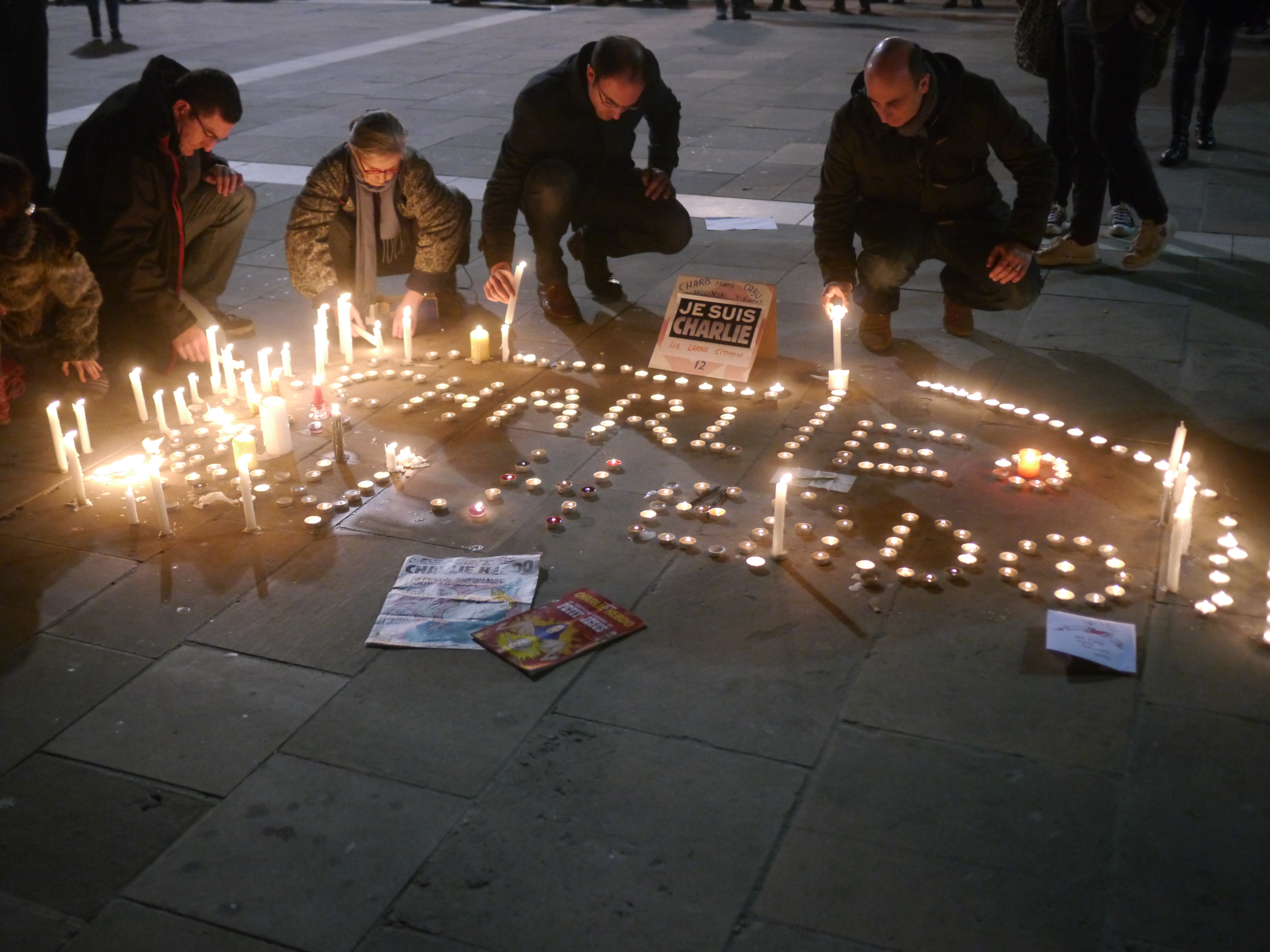
Bougies commémoratives sur la place de la Liberté à Toulon.
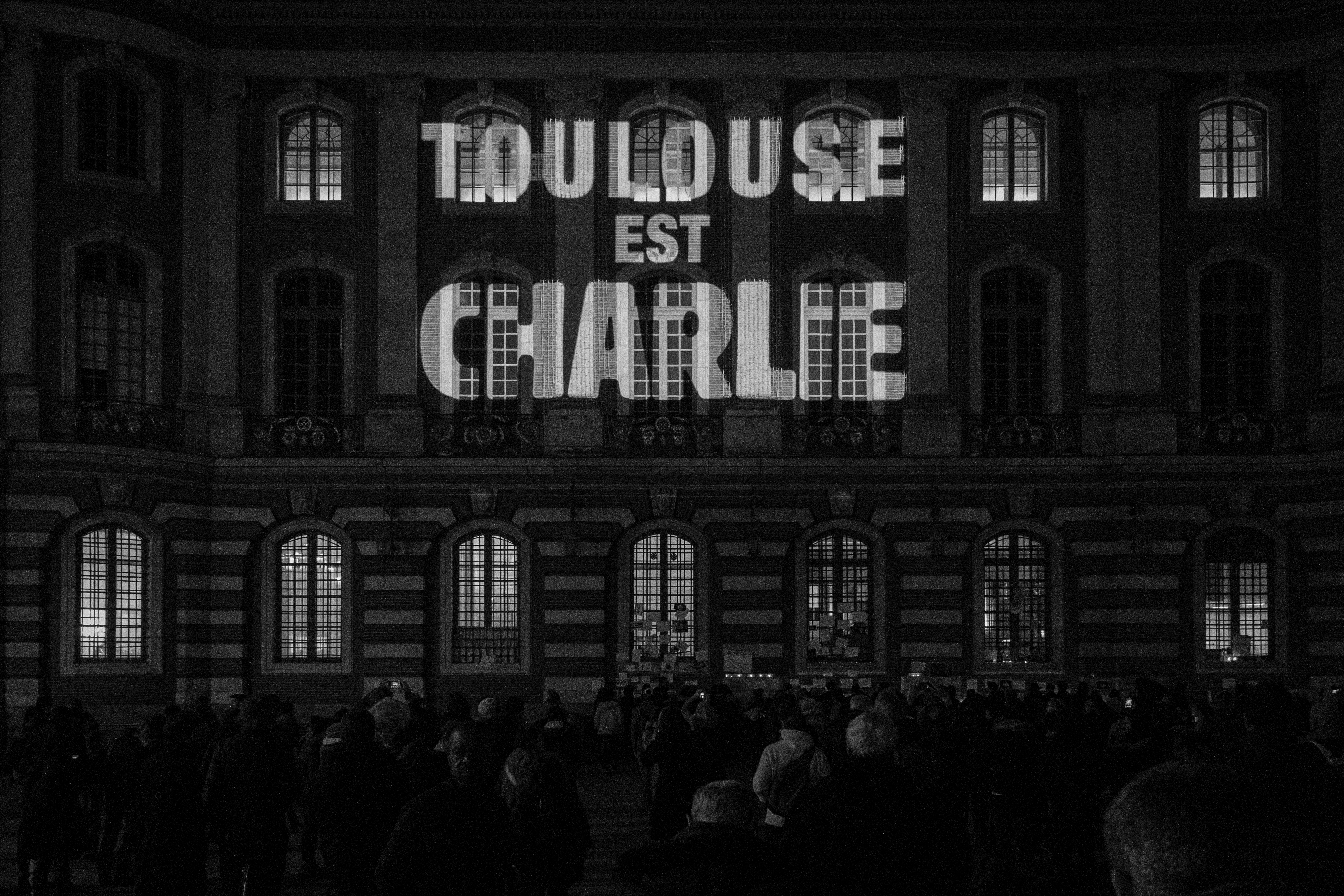
Rassemblement à Toulouse, au lendemain de la fusillade.
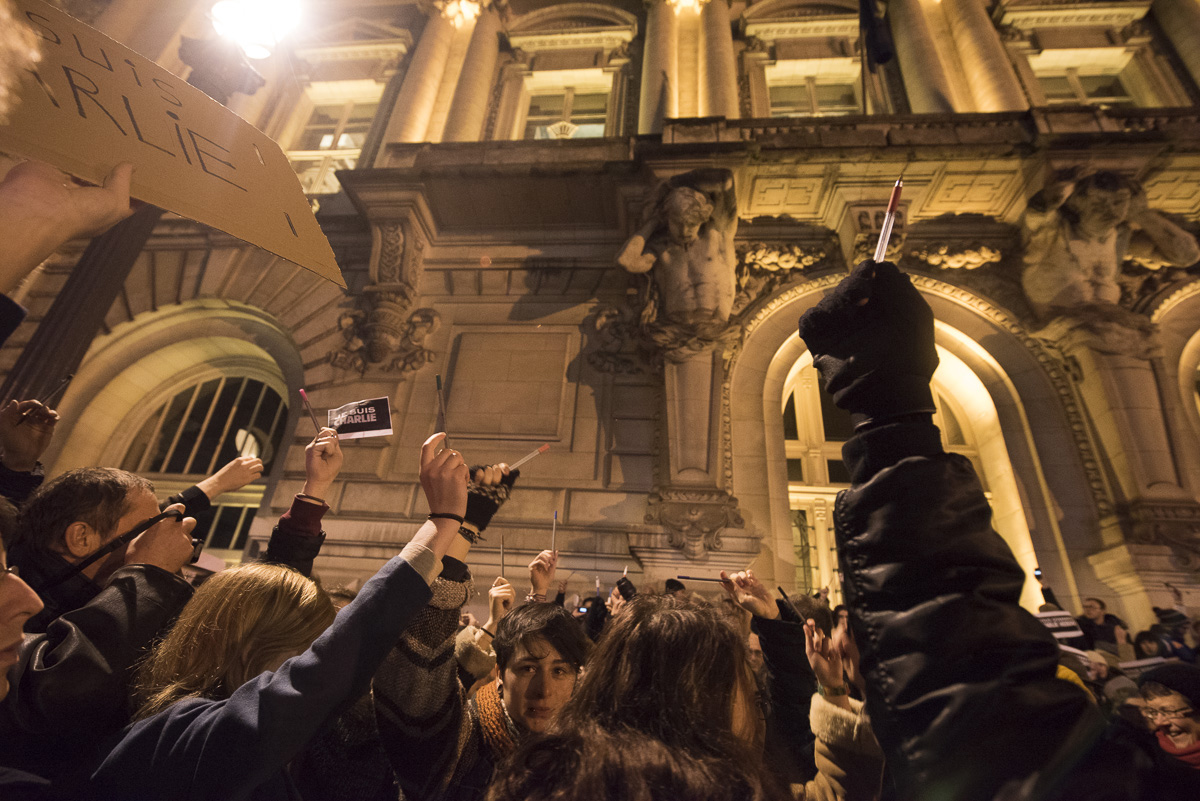
Rassemblement place Jean-Jaurès à Tours, le soir de la fusillade.

Le 9 janvier, des membres du mouvement hacktiviste Anonymous publient sur pastebin une liste de comptes du réseau social Twitter qu'ils ont identifiés comme des djihadistes.

#### Manifestations des 10 et 11 janvier

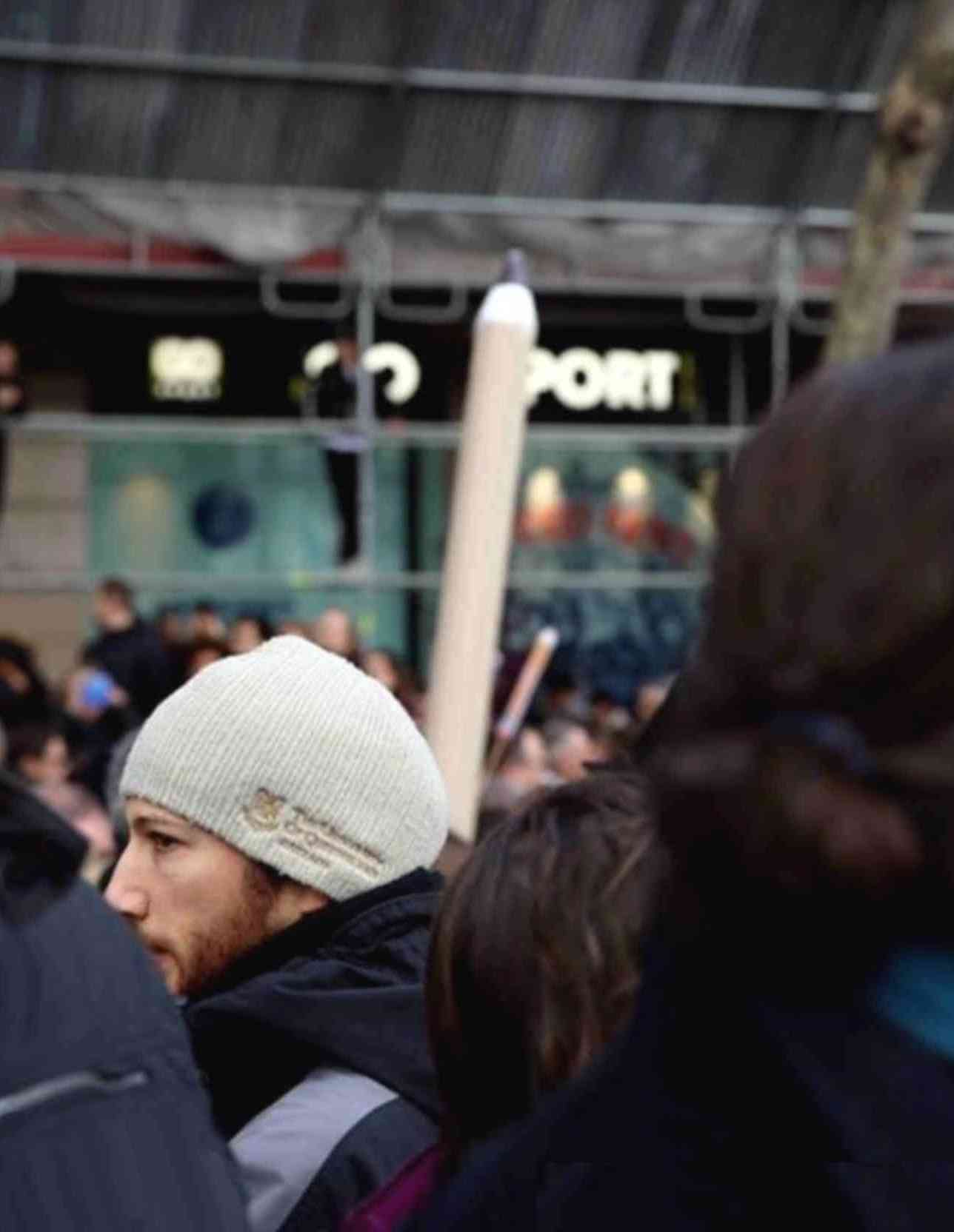
Marche républicaine à Paris, un crayon géant en hommage à Charlie Hebdo, aux dessinateurs, à la liberté d'expression contre le terrorisme.

Une grande manifestation a été organisée le 11 janvier à Paris, au cours de laquelle plus d'un million de personnes a défilé de la place de la République jusqu'à Nation, en l'honneur des victimes de l'attentat contre Charlie Hebdo et de l'attentat de la porte de Vincennes. Un grand nombre de chefs d'État, chefs de gouvernement et ministres se sont déplacés du monde entier, parmi lesquels Angela Merkel, Donald Tusk, David Cameron et Abdallah II de Jordanie. Cet événement est marqué par la présence du Premier ministre israélien Benyamin Netanyahou et du président palestinien Mahmoud Abbas, qui, malgré le conflit israélo-palestinien, ont manifesté ensemble, sur la même ligne, contre le terrorisme.
Néanmoins, un des représentants internationaux a décidé de ne pas participer à la marche républicaine. En effet, en raison de la diffusion des caricatures du prophète Mahomet lors de la manifestation, le ministre des Affaires étrangères marocain a refusé d'y participer. Toutefois, dans un second communiqué à la suite de celui du roi du Maroc, le ministre condamne avec fermeté l'attaque à l'encontre du journal et présente aux familles des victimes ses condoléances.
Afin de faciliter les déplacements depuis tout le territoire, la SNCF avait abaissé les tarifs de ses billets. Un important dispositif de sécurité avait été mis en place par le gouvernement pour faire face au risque terroriste.
Des marches républicaines ont également eu lieu dans des villes de France.
Le nombre total de participants aux manifestations en France est estimé aux alentours de quatre millions (environ un million et demi à Paris et deux millions et demi dans le reste du pays). Aucun chiffre pour la manifestation à Paris ne sera donné, le ministère de l'Intérieur n'ayant pas réussi à compter le nombre de participants vu leur présence dans une zone extrêmement large et dépassant les tracés officiels prévus par les organisateurs.

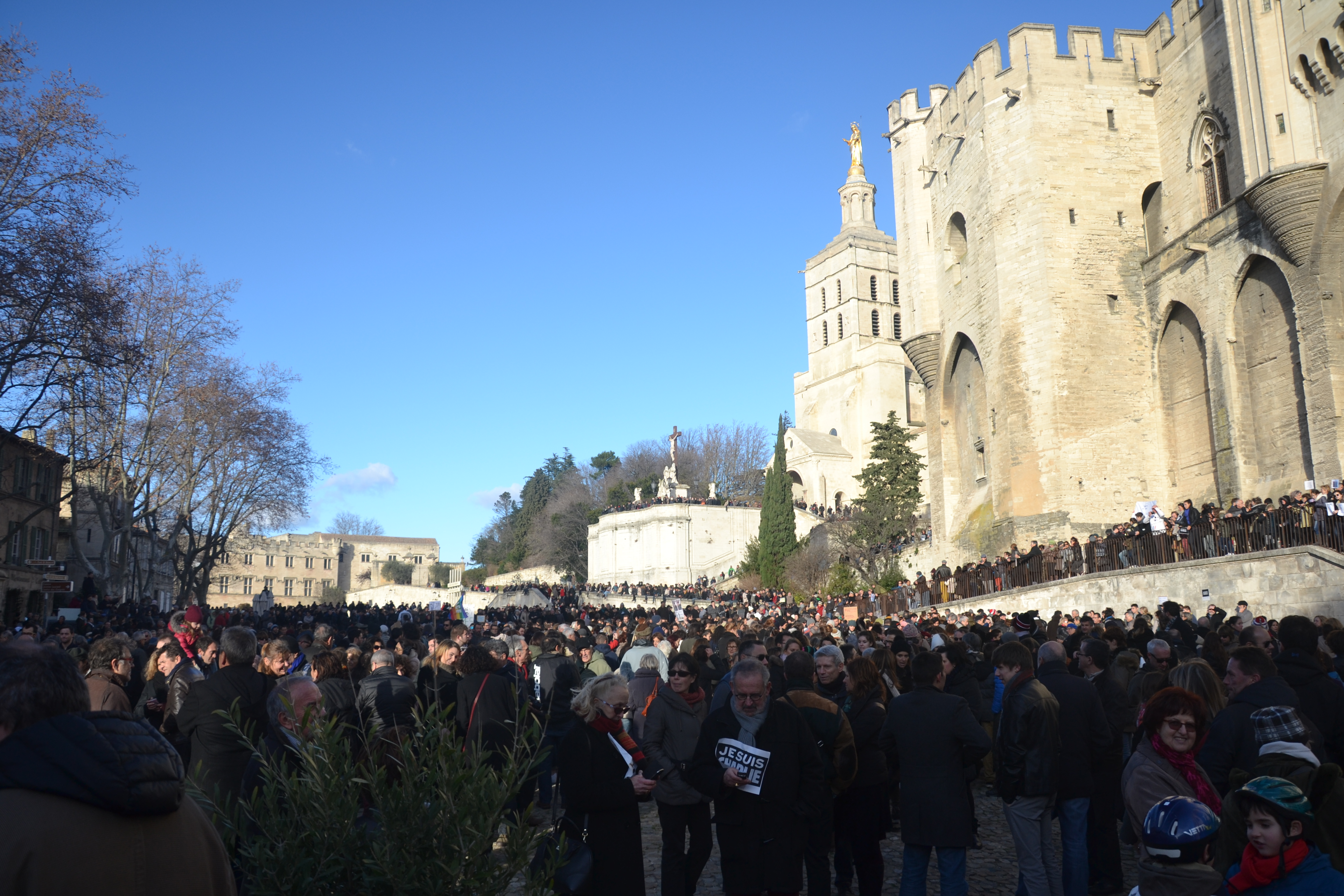
À Avignon.
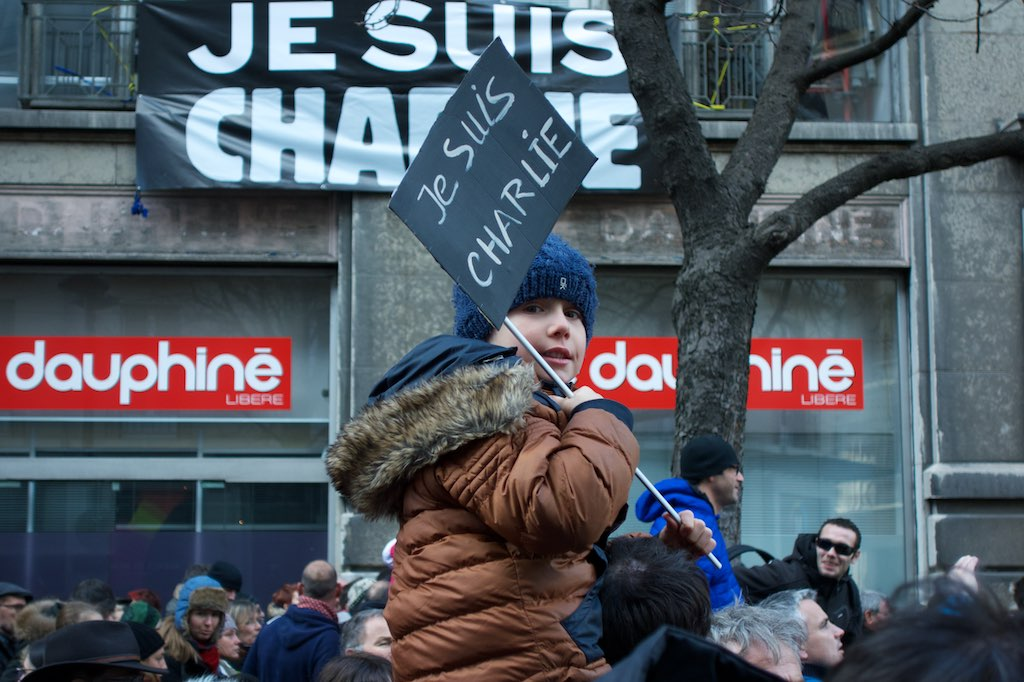
À Grenoble.
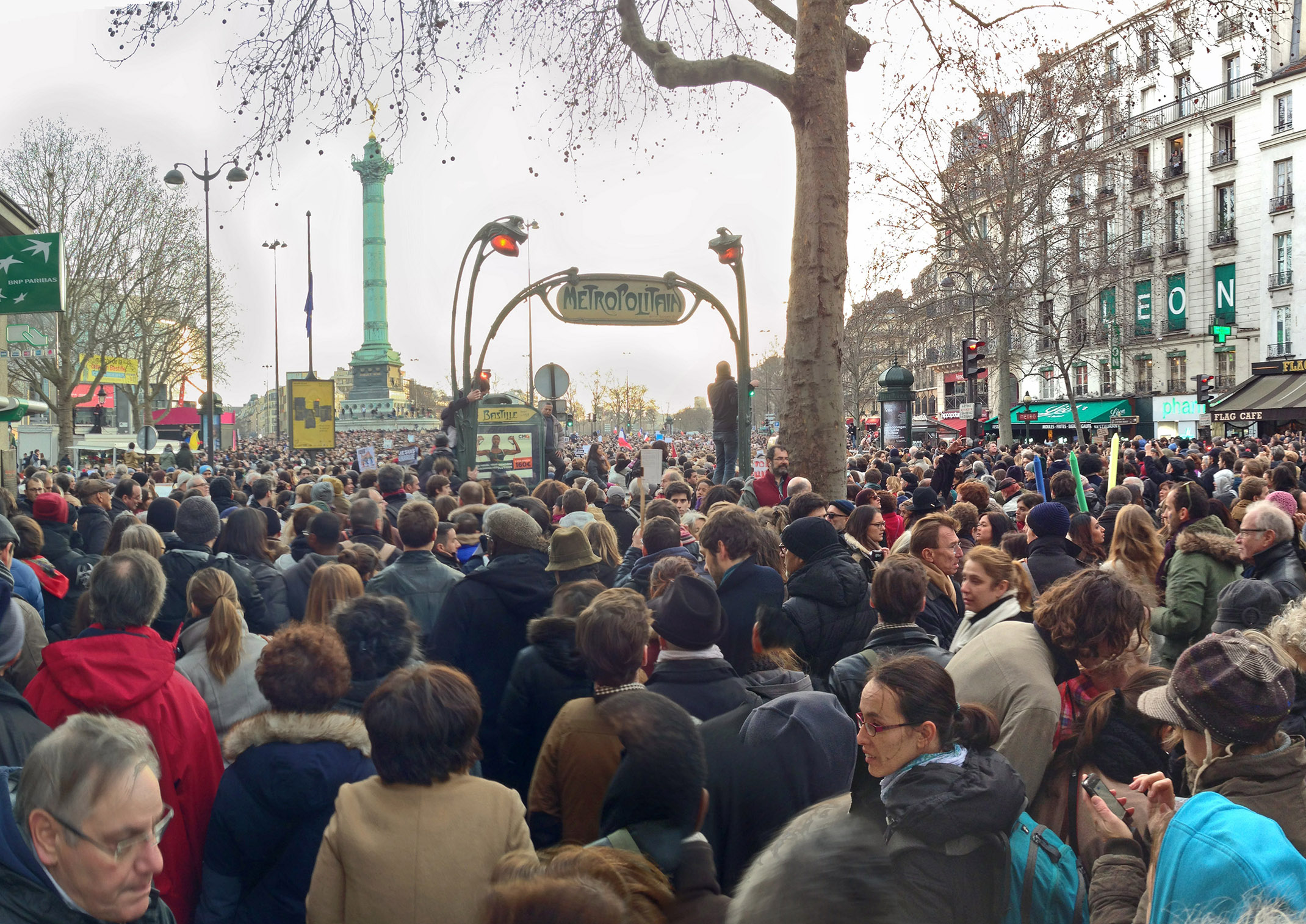
À Paris.
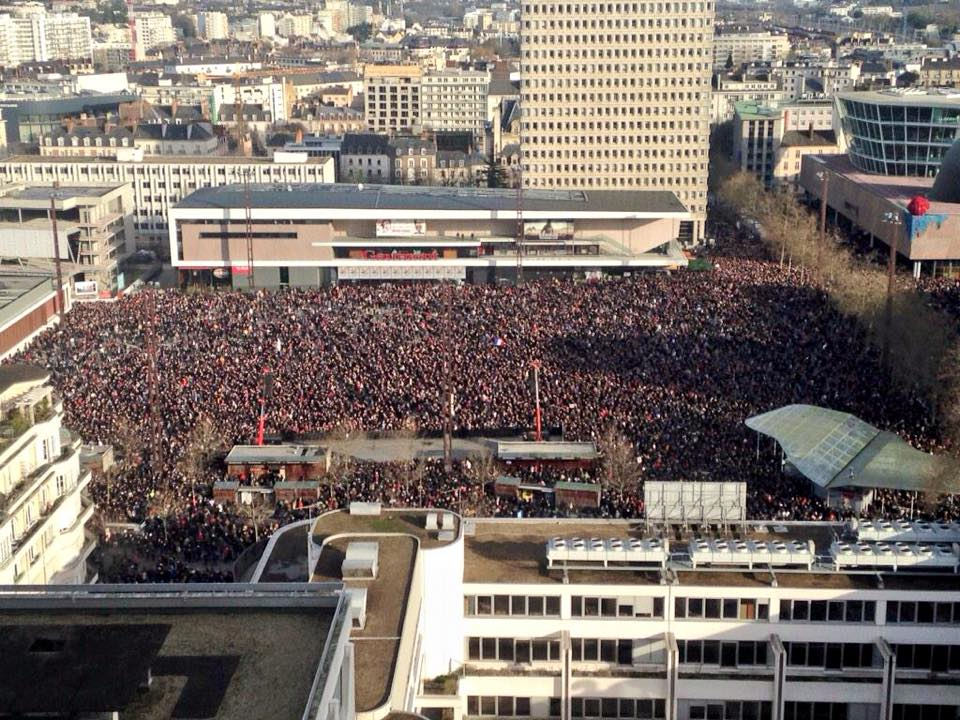
À Rennes.
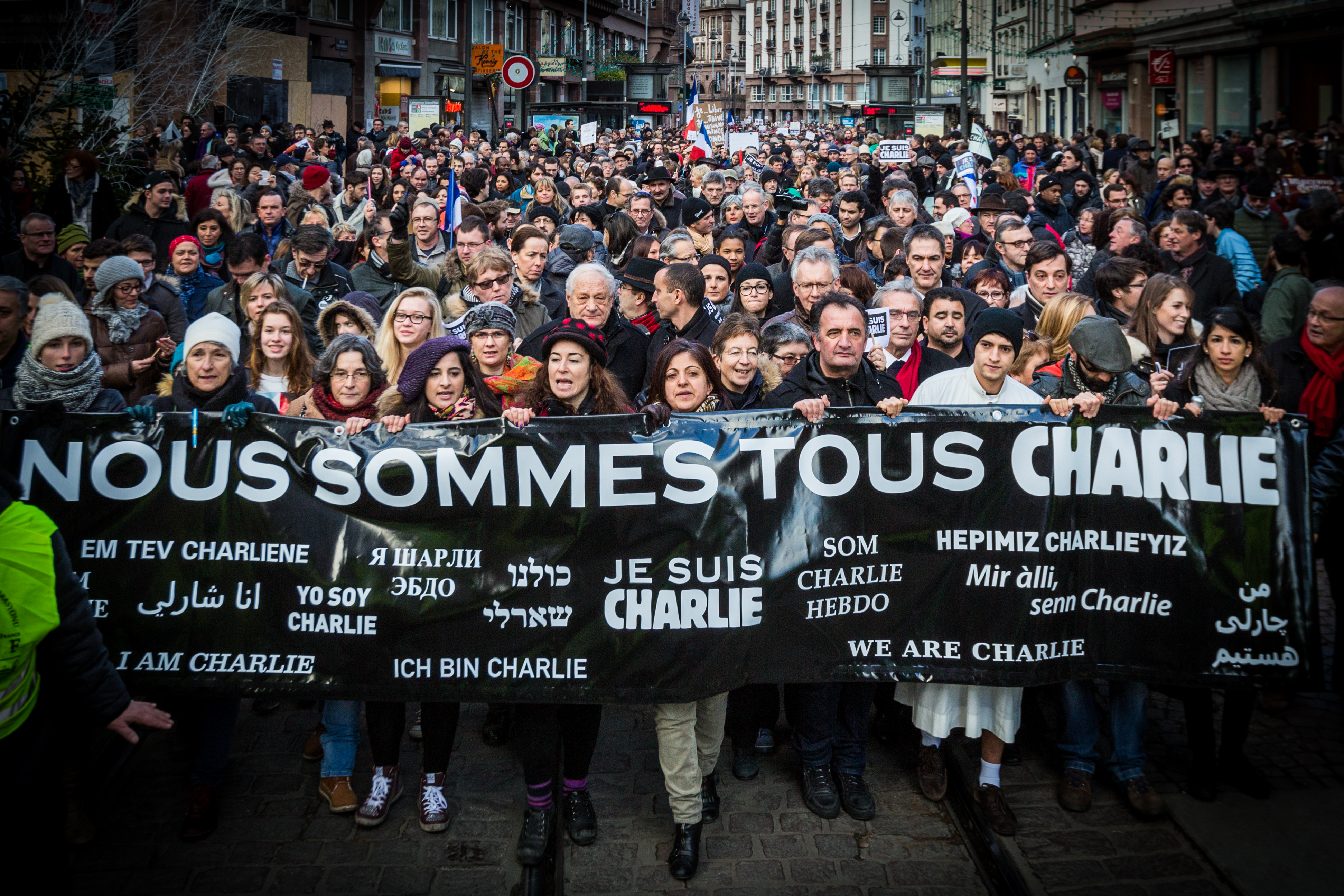
À Strasbourg.
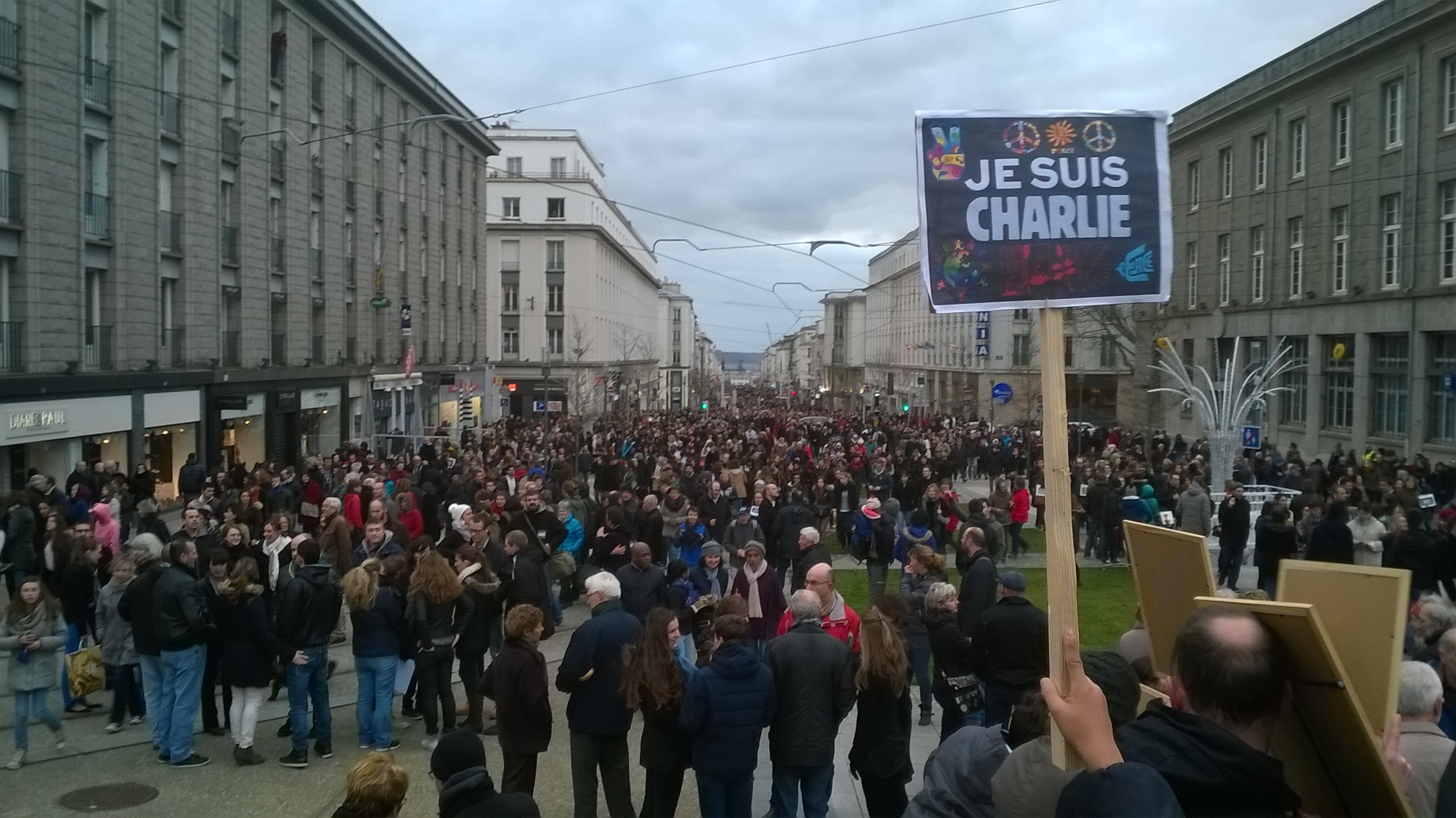
À Brest.

#### Soutien aux terroristes

##### Sur internet
Parallèlement à ces très nombreuses manifestations de solidarité, des cas d'apologie de l'attentat ont été observés sur Internet : des utilisateurs francophones de Twitter ont lancé des hashtags se réjouissant de la tuerie de masse, ce qui a conduit Twitter à supprimer rapidement une série de comptes. Le nombre de messages de ce type est cependant très largement inférieur à celui des messages de solidarité,. Le hashtag « JeSuisKouachi » est lancé par des soutiens au terroriste en réponse au Je suis Charlie. En quelques jours, environ quatre mille messages faisant l'apologie des attentats sont signalés à la plate-forme de la police judiciaire.
En France, le délit d'apologie publique d'actes terroristes est passible de cinq ans de prison et soixante-quinze mille euros d'amende, peines portées à sept ans de prison et cent mille euros d'amende lorsque l'infraction a été commise en utilisant « un service de communication au public en ligne », c'est-à-dire Internet. De ce fait, toute personne qui diffuserait une apologie des actes commis lors des événements des 7 et 8 janvier 2015 pourrait être poursuivie pour ce motif. Ce délit a été aggravé dans la loi du 14 novembre 2014 sur « la lutte contre le terrorisme » quand il a été déplacé vers le Code pénal, ce qui a eu notamment pour effet d'allonger son délai de prescription et de permettre de juger les prévenus sous la procédure de comparution immédiate, ce que la loi n'autorisait pas jusqu'alors.
Omar Bozarhoun, un Strasbourgeois de 30 ans, a été condamné le 27 janvier à six mois de prison ferme par le tribunal correctionnel de Strasbourg pour « apologie par voie électronique d’un crime en relation avec une action terroriste » après avoir publié sur Facebook, à la suite de l’attentat, une photo montrant une kalachnikov à terre accompagnée des mots « Bons baisers de Syrie bye bye Charlie ». En appel, sa peine est aggravée de quatre mois supplémentaires. Un lycéen de 19 ans scolarisé à Orange a été condamné à douze mois de prison avec sursis et deux cent dix heures de travaux d'intérêt général pour « apologie d'actes terroristes », après avoir salué les « atrocités commises par les djihadistes sur un réseau social ». Le 13 janvier, le journal Le Monde recense au moins six condamnations pour « apologie publique d'actes de terrorisme » lors de comparutions immédiates, à des peines allant de trois mois à quatre ans de prison ferme.

##### À l'école
Dans les écoles de France, la minute de silence en hommage aux victimes s'est parfois mal passée. 

« Madame, me dit-elle, on ne va pas se laisser insulter par un dessin du Prophète, c'est normal qu'on se venge. C'est plus qu'une moquerie, c'est une insulte ! Contrairement au précédent, cette petite pesait ses mots, elle n'était pas du tout dans la provoc. À côté d'elle, l'une de ses amies, de confession musulmane également, soutenait ses propos,,,. »

Le Figaro rapporte que, dans une école élémentaire de Seine-Saint-Denis, pas moins de 80 % des élèves d'une classe ont refusé cette minute de silence. Manuel Valls, s'insurgeant contre ces réactions pendant les minutes de silence, déclare : « Ce que l'on peut lire sur Internet, l'attitude, certes minoritaire, de certains élèves montre que le mal est plus profond. Nous devons regarder avec lucidité ce qui se passe : la montée du communautarisme, le refus des valeurs de la République, le rejet de la laïcité. Chacun doit prendre ses responsabilités, chaque citoyen est concerné ». Najat Vallaud-Belkacem précise qu'il y a eu « des sanctions proportionnées à la gravité des faits », et déclare « préparer une mobilisation renforcée de l'École pour les valeurs de la République ». L'agression d'un lycéen de Châteauroux par d'autres lycéens musulmans est également rapportée.
À la date du 14 janvier, les médias signalent le nombre important d'actes de soutien aux terroristes révélés par les chiffres du ministère de l'Éducation nationale (au moins deux cents incidents dans les établissements scolaires dont quarante signalés à la police), et du ministère de la Justice (plus de soixante-dix procédures ouvertes pour apologie et menaces d'actions terroristes), dont une concernant Dieudonné.

##### Marc-Édouard Nabe
L'écrivain Marc-Édouard Nabe, pour sa part, se réjouit publiquement de l'attentat, dans lequel il voit « la vengeance de Choron » contre le « journal de guerre antimusulman qu'était devenu Charlie Hebdo ». À ses yeux, « ce sont les frères Kouachi qui ont pris à la lettre le véritable esprit Hara-Kiri. Il n'y a jamais eu un acte aussi hara-kirien que ce qui s'est passé le 7 janvier 2015. »

### Réactions d'artistes
De nombreux artistes rendent hommage aux victimes sous différentes formes.

#### Dessin et bande dessinée

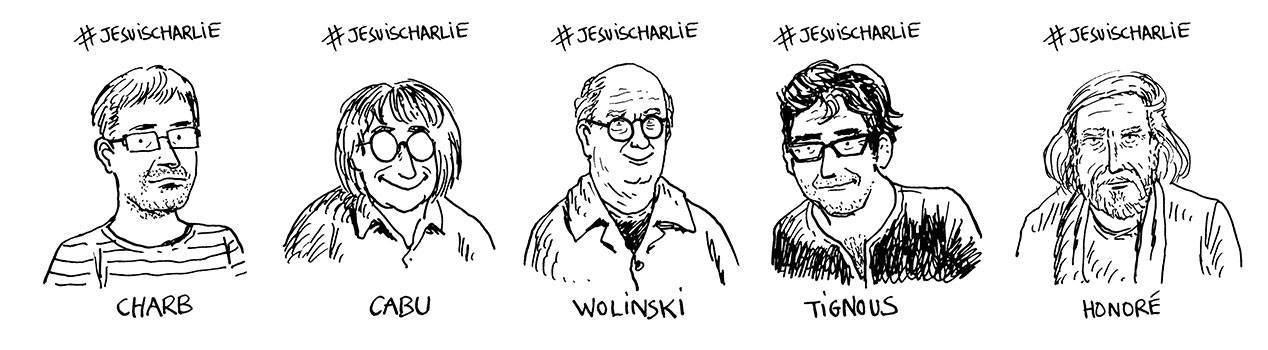
Hommage aux cinq dessinateurs tués dans l'attentat, publié par les étudiants du Centre d'enseignement spécialisé des arts narratifs.

Un grand nombre de dessinateurs français et étrangers, anonymes ou réputés manifestent leur soutien.
Un collectif de cent soixante-treize dessinateurs, parmi lesquels Philippe Geluck, Robert Crumb, Zep ou encore Lewis Trondheim, a réalisé un album hommage aux victimes de Charlie Hebdo dont la sortie est fixée au 5 février 2015. L'intégralité des recettes sera versée aux familles des victimes.
Le Journal de Spirou publie un numéro spécial regroupant des dessins de nombreux auteurs de bandes dessinées. La recette est versée aux familles des victimes et à Charlie Hebdo.
Lors de l'édition 2015 du festival d'Angoulême, qui se déroule moins d'un mois après les événements, les hommages aux morts du journal satirique sont nombreux. Outre un espace consacré aux hommages graphiques des dessinateurs aux victimes et une exposition rétrospective sur le journal, un grand prix spécial est remis à l'hebdomadaire. De plus, les organisateurs créent pour l'occasion, un « prix de la liberté d'expression », qui, pour la première année, est décerné aux dessinateurs morts dans la fusillade.

#### Musique

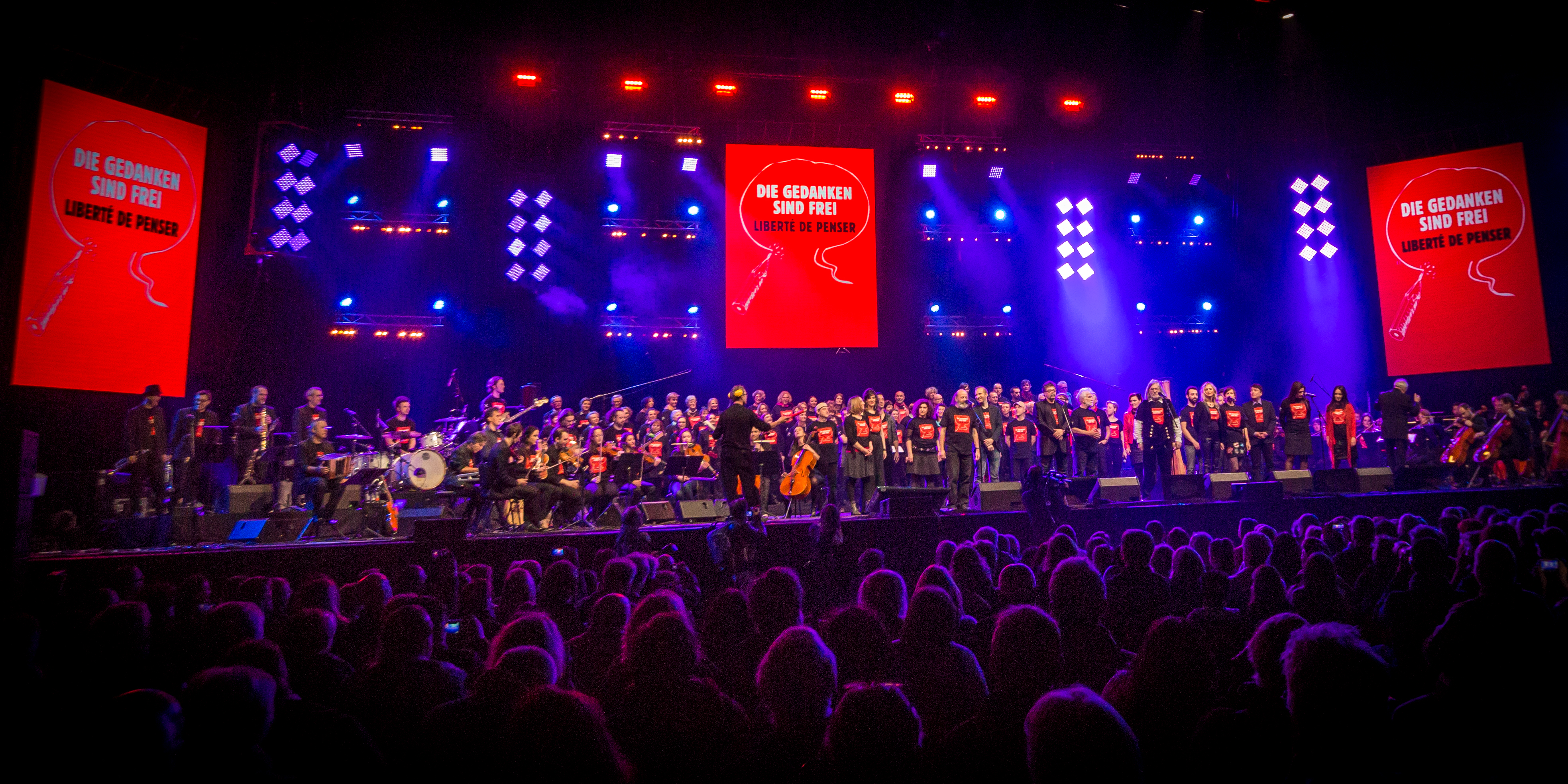
Concert Charlie Die Gedanken sind frei au Zénith de Strasbourg le 8 février 2015.

Un étudiant, Jean-Baptiste Bullet, musicien amateur, écrit dès le soir de l'attentat une chanson intitulée Je suis Charlie et, dès le lendemain, il publie sur Internet une vidéo de son interprétation, sur l'air de la chanson Hexagone de Renaud, qui a un succès immédiat sur les réseaux sociaux avec plus de 12 millions de vues en quelques jours,,.
Le 8 janvier, La Grande Sophie, Jeanne Cherhal, Emily Loizeau et Camille interprètent sur France Inter, dans l'émission A'Live de Pascale Clark, une nouvelle version du titre Je m'appelle Françoise, qu'elles avaient créé pour le groupe éphémère Les Françoise, qu'elles terminent par « je m'appelle Charlie ». Le 9 janvier, le slameur Grand Corps Malade compose et met en ligne un morceau intitulé #JeSuisCharlie. Oxmo Puccino interprète lui aussi un texte inédit en hommage à Charlie Hebdo lors de l'émission Le Before du Grand Journal. Francis Lalanne publie également une vidéo d'une chanson intitulée Je suis Charlie. Le 12 janvier, Tété met en ligne une chanson titrée L'Arme, jamais.
Le groupe de reggae Tryo est également solidaire des victimes de l'attentat avec son morceau Charlie, enregistré le samedi suivant les attentats, et utilise pour le clip des images de Charb, Cabu, Wolinski et Tignous filmées pour les 18 ans de l'association Clowns sans frontières. Le 18 janvier, Matthieu Chedid et sa sœur Anna mettent en ligne une vidéo où ils interprètent une chanson titrée Comme un seul homme.
La reprise par Maxime Le Forestier de la chanson de Brassens Quand les cons sont braves sert d'illustration musicale à un spot télévisé diffusé en soutien au journal.
Un concert de soutien à Charlie Hebdo organisé par France 2 a lieu le 11 janvier 2015 à la maison de la Radio.
Le 8 février 2015, quatre mille personnes assistent à un concert d’hommage « pour ne pas oublier Charlie » au Zénith de Strasbourg, qui mobilise deux cents artistes et techniciens alsaciens bénévoles réunis par Roger Siffer et Jean-Pierre Schlagg sur le thème Die Gedanken sind frei – Les pensées sont libres. Cette chanson qui est un symbole de la résistance à l’oppression et à la terreur depuis plus de deux siècles, est interprétée en français, allemand, anglais, italien, portugais, yiddish, turc et arabe. Ce concert est retransmis par France 3 Alsace.

#### Sculpture
L'attentat s'est déroulé au cours du chantier de rénovation de la tour de la Lanterne située à l'entrée du vieux port de La Rochelle. Le cahier des charges prévoyant de recréer deux gargouilles, l'architecte en chef des monuments historiques, Philippe Villeneuve, a pris l'initiative de leur faire représenter le visage caricaturé des dessinateurs Cabu et Wolinski. Elles ont été dévoilées, à la surprise générale, le 12 octobre 2015 au cours de l'inauguration officielle de la restauration du monument.

#### Autres
Guy Bedos avait commenté en 2012, à propos de l'équipe de Charlie Hebdo et après la publication des caricatures de Mahomet, « Qu'ils crèvent ! Ils ont pris des risques sur la peau des autres, et en plus, ce n'est pas drôle. » Après l'attentat de 2015, l'humoriste regrette cette déclaration — expliquant qu'il avait simplement voulu signifier son « ras-le-bol » vis-à-vis du journal avec lequel il était brouillé à la suite du renvoi de Siné — et se dit « bouleversé » par la mort des collaborateurs de Charlie.
Michel Houellebecq choisit de suspendre la promotion de son livre Soumission et de partir se « mettre au vert ». Selon son agent, il aurait été « profondément affecté par la mort de son ami Bernard Maris » tué dans l'attentat. Le 28 janvier, il sort de son silence et déclare notamment : « Les attentats parisiens sont une grosse victoire pour les djihadistes. »
Une vidéo YouTube de Samia Orosemane faite à la suite des attentats d'Ottawa est partagée massivement après les attentats de janvier 2015[réf. nécessaire]. L'humoriste demande aux « Islamistes, intégristes, djihadistes, pianistes, cyclistes » d’arrêter de se cacher derrière l’islam pour commettre leurs méfaits et de « changer de religion ».

#### Réactions plus critiques
Delfeil de Ton, qui a participé aux débuts de Charlie Hebdo, reproche à Charb d’avoir « mené sa rédaction à la mort ». Il relance la prise de position de Plantu, lors de l'affaire des caricatures de Mahomet, en faveur de l'autocensure, le dessinateur de presse du Monde évoquant la « responsabilité journalistique du dessinateur ».

### Réactions internationales
Le 9 janvier 2015, la fondation Robert-Schuman recense quarante-cinq réactions de chefs d'État et de chefs de gouvernement, provenant de trente-neuf pays et institutions internationales,.
Le symbole le plus célèbre de la ville de New York, l'Empire State Building, s'est paré cinq minutes de bleu, de blanc et de rouge pour rendre hommage aux victimes le dimanche suivant l'attentat.

#### Soutien aux victimes et à la France

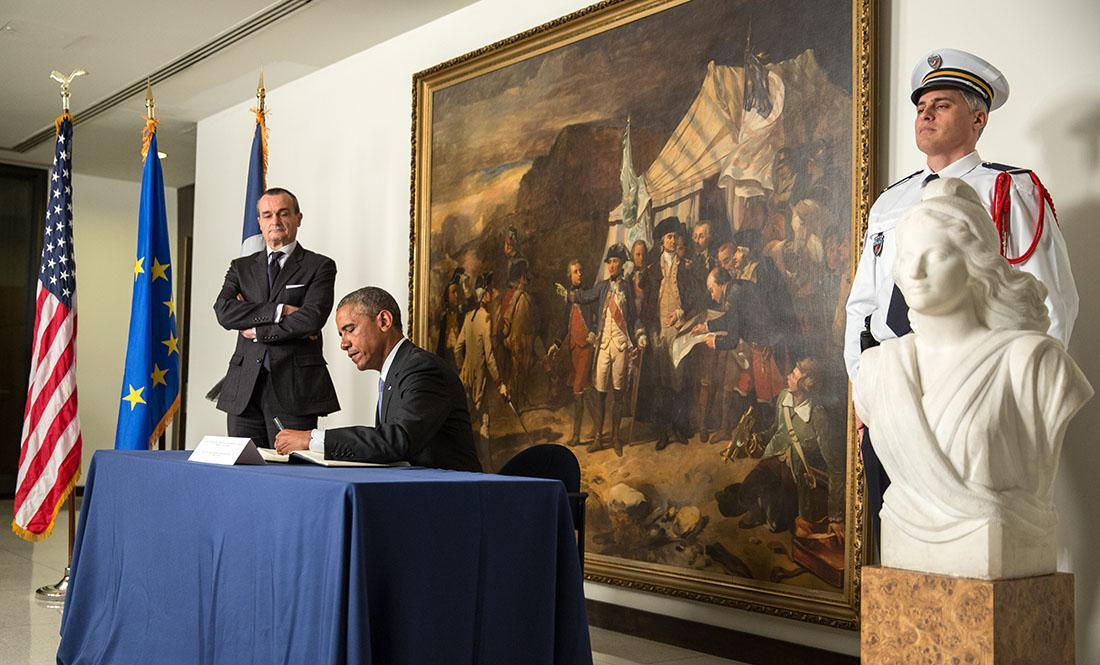
Le président américain Barack Obama signant le registre des condoléances à l'ambassade de France aux États-Unis à Washington, D.C..

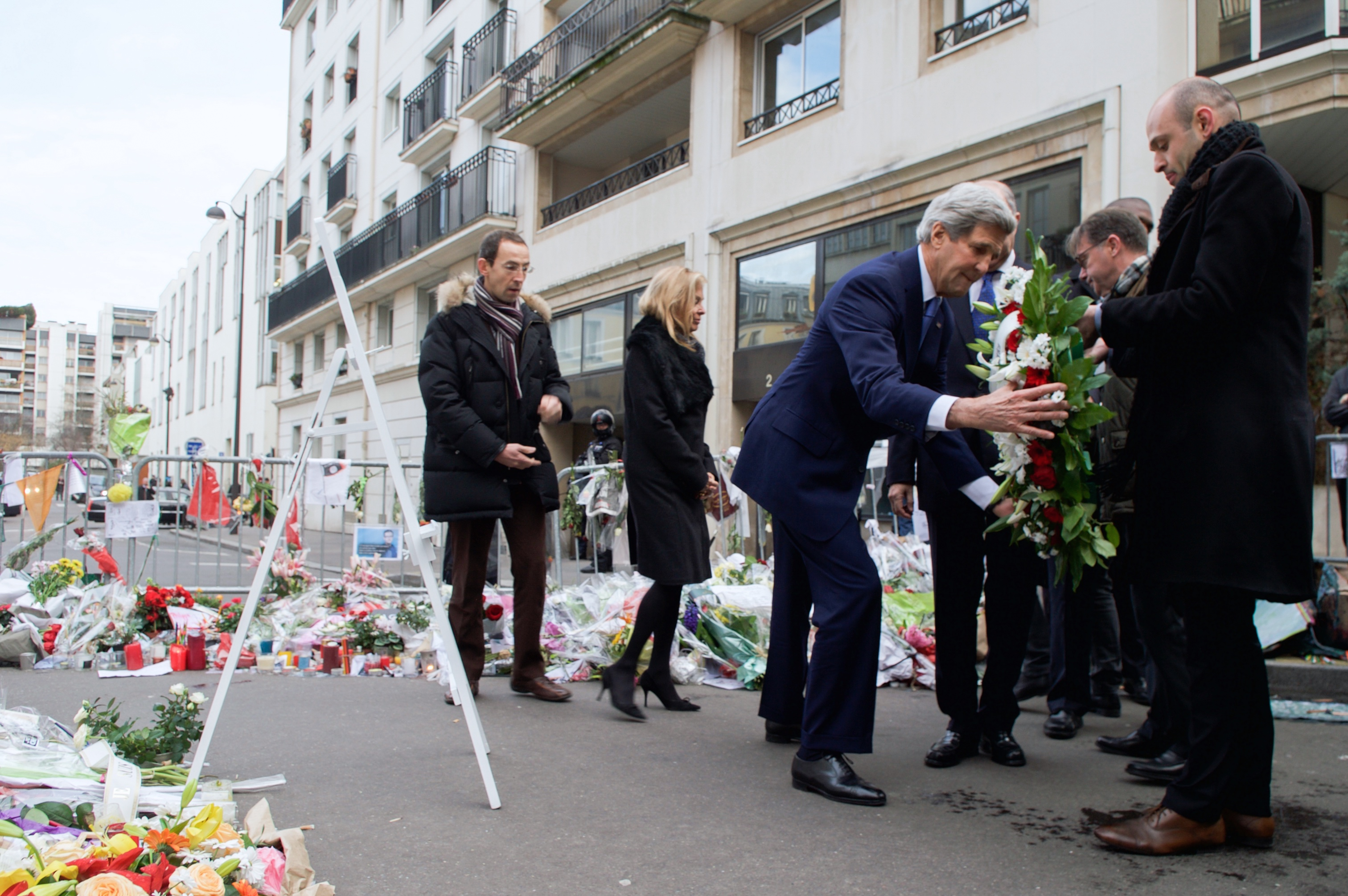
Le secrétaire d’État américain John Kerry dépose une gerbe devant le siège de Charlie Hebdo le 16 janvier 2015.

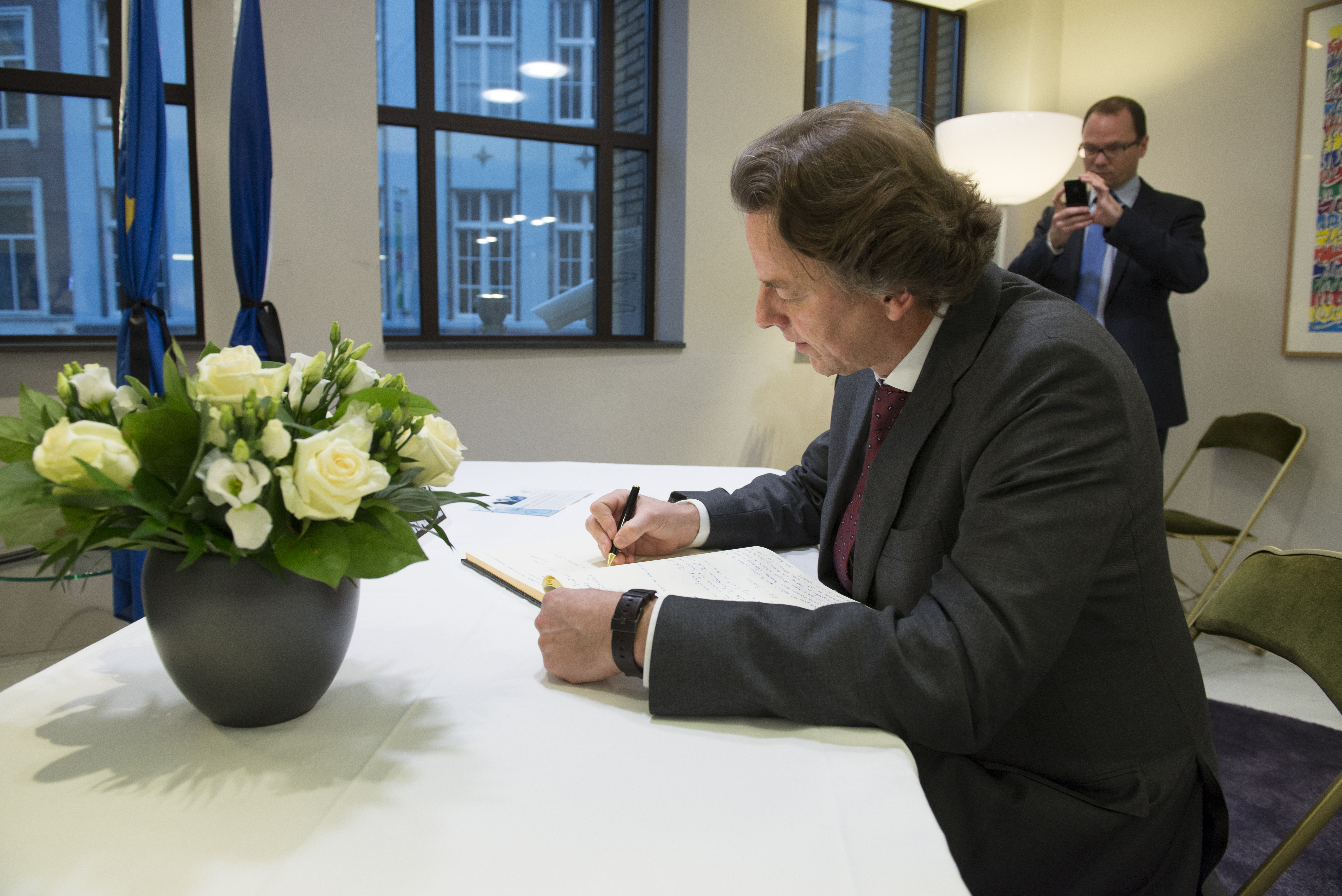
Le ministre néerlandais des Affaires étrangères Bert Koenders signant le registre de condoléances à l'ambassade de France aux Pays-Bas, à la suite des attentats de janvier 2015.

Les chefs d'État ou de gouvernement de dizaines de pays du monde, y compris musulmans, expriment rapidement leur indignation et leur compassion vis-à-vis des familles des victimes,,,,,,. Plusieurs instances et personnalités islamiques dénoncent également cet attentat. C'est ainsi le cas de l'université al-Azhar, du président du parti islamiste tunisien Ennahdha, Rached Ghannouchi, ou encore de Tariq Ramadan, accusé cependant de double langage. Le père Ciro Benedettini, vice-directeur du Bureau de presse du Saint-Siège, fait part aux journalistes de la « double condamnation » du Vatican : « une condamnation pour l’acte de violence » et « une condamnation pour l’atteinte à la liberté de la presse, aussi importante que la liberté religieuse ».
Le lendemain, le pape François célèbre sa messe matinale dans la chapelle de la maison Sainte-Marthe, en l'offrant pour les victimes de l'attaque. Il évoque alors ceux qui ont été frappés par la « cruauté et par la férocité de ce vil attentat » et affirme : « L'attentat d'hier à Paris nous fait penser à toute cette cruauté, cette cruauté humaine ; à ce terrorisme, que ce soit un terrorisme isolé ou un terrorisme d'État. Cette cruauté dont l'homme est capable ! Prions, maintenant, pour les victimes de cette cruauté. Tant de victimes ! Et prions aussi pour les personnes cruelles, afin que le Seigneur convertisse leur cœur ». Il s'exprime ensuite à nouveau et revient sur l'affaire dans le débat concernant les limites de la liberté d'expression pour les caricaturistes contre les religions.
Hassan Nasrallah, le chef de l'organisation libanaise Hezbollah, a estimé que les actes perpétrés par « certains groupes terroristes qui se réclament de l'islam sont les pires actes ayant nui au Prophète dans l'histoire » sans évoquer ni condamner l'attentat contre Charlie Hebdo,. Le Hamas de la bande de Gaza annonce qu'il « condamne les agressions contre le magazine Charlie Hebdo et insiste que le différend d'opinion et de pensée ne saurait justifier le meurtre ».
Le président israélien Reuven Rivlin a envoyé une lettre à François Hollande pour lui présenter ses condoléances « ainsi qu'au peuple français et ses dirigeants » et a déclaré « être choqué et attristé par l'attaque brutale au siège de Charlie Hebdo ». Le Premier ministre Benyamin Netanyahou a condamné cette « attaque mortelle » la qualifiant « d'actes de sauvagerie brutale » et déclaré que « les sociétés civilisées du monde doivent s'unir contre le fléau de l'islam radical ».

#### Médias
La presse internationale se montre aussi solidaire. En outre, plusieurs présentateurs de télévision américains à l'image de Jon Stewart, Conan O'Brien, Bill Maher ou encore Jimmy Kimmel, ont affiché leur soutien à Charlie Hebdo.
Plusieurs médias américains — CNN, le New York Daily News, Fox News et Associated Press — ont évoqué l'affaire en floutant à l'image les couvertures de Charlie Hebdo et de ses hors séries sur lesquelles étaient représenté Mahomet. Au Royaume-Uni, The Guardian et The Telegraph font de même. Un des patrons de CNN, Richard Griffiths, explique que celle-ci « ne diffusera pas d'images des dessins de Charlie Hebdo ». Il conseille également d'éviter les plans trop rapprochés de manifestants brandissant des exemplaires qui rendraient les dessins satiriques trop visibles. The Washington Post prend au contraire le parti d'illustrer l'un de ses articles par une des couvertures de Charlie Hebdo représentant Mahomet. Plusieurs autres médias anglo-saxons, comme Bloomberg, The Huffington Post ou The Daily Beast, font un choix identique. Il en est de même lorsque paraît la une du nouveau Charlie,.
Le 8 janvier, les douze quotidiens francophones du Québec — Le Journal de Montréal, Le Journal de Québec, 24 Heures, Le Devoir, La Presse, Le Soleil, Le Quotidien, Le Droit, La Tribune, La Voix de L'Est, Le Nouvelliste, Metro — décident de façon unanime, pour une très rare fois, de diffuser des caricatures de Mahomet, en mémoire des victimes de l'attentat et afin de démontrer leur appui aux principes fondamentaux de la liberté d'expression. Les deux quotidiens anglophones du Québec ne participent pas à cette coalition. La télé SRC/RDI ne se donne la permission de montrer les caricatures qu'à condition que ce soit dans le cadre de nouvelles pertinentes.
La presse chinoise, contrôlée par le Parti communiste chinois, condamne les attentats terroristes, mais estime qu'« il est grand temps pour le monde occidental de se pencher sur les racines du terrorisme et de revoir les limites de la liberté de la presse, afin d'éviter dans l'avenir de nouvelles violences ».

#### Anonymes
Des rassemblements de soutien aux victimes ont lieu dans de nombreuses villes d'Europe et du monde,, notamment aux États-Unis où de nombreux Français et Américains ayant des origines françaises se rassemblent dès les premières heures des événements.

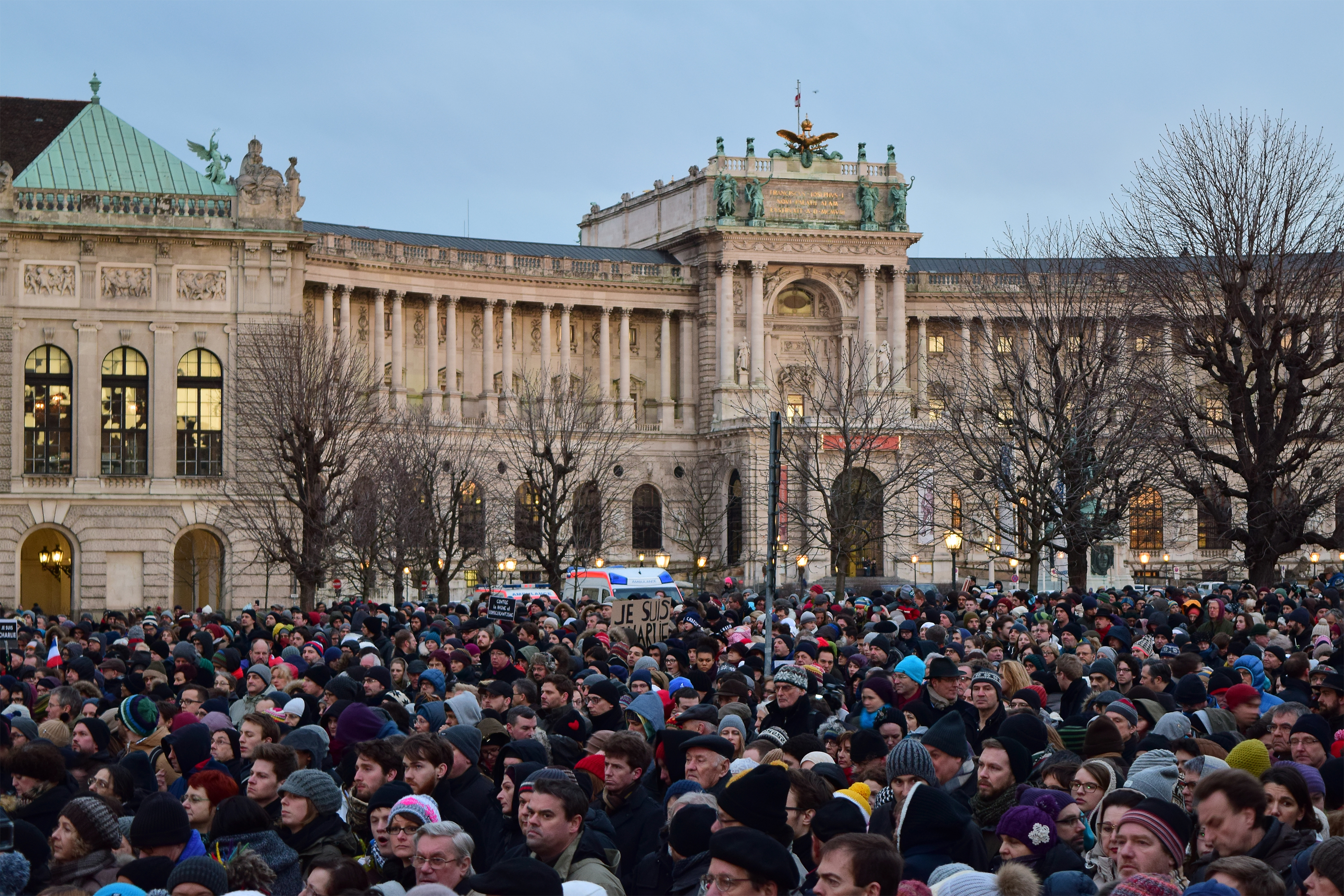
Vienne, Autriche, le 11 janvier 2015.
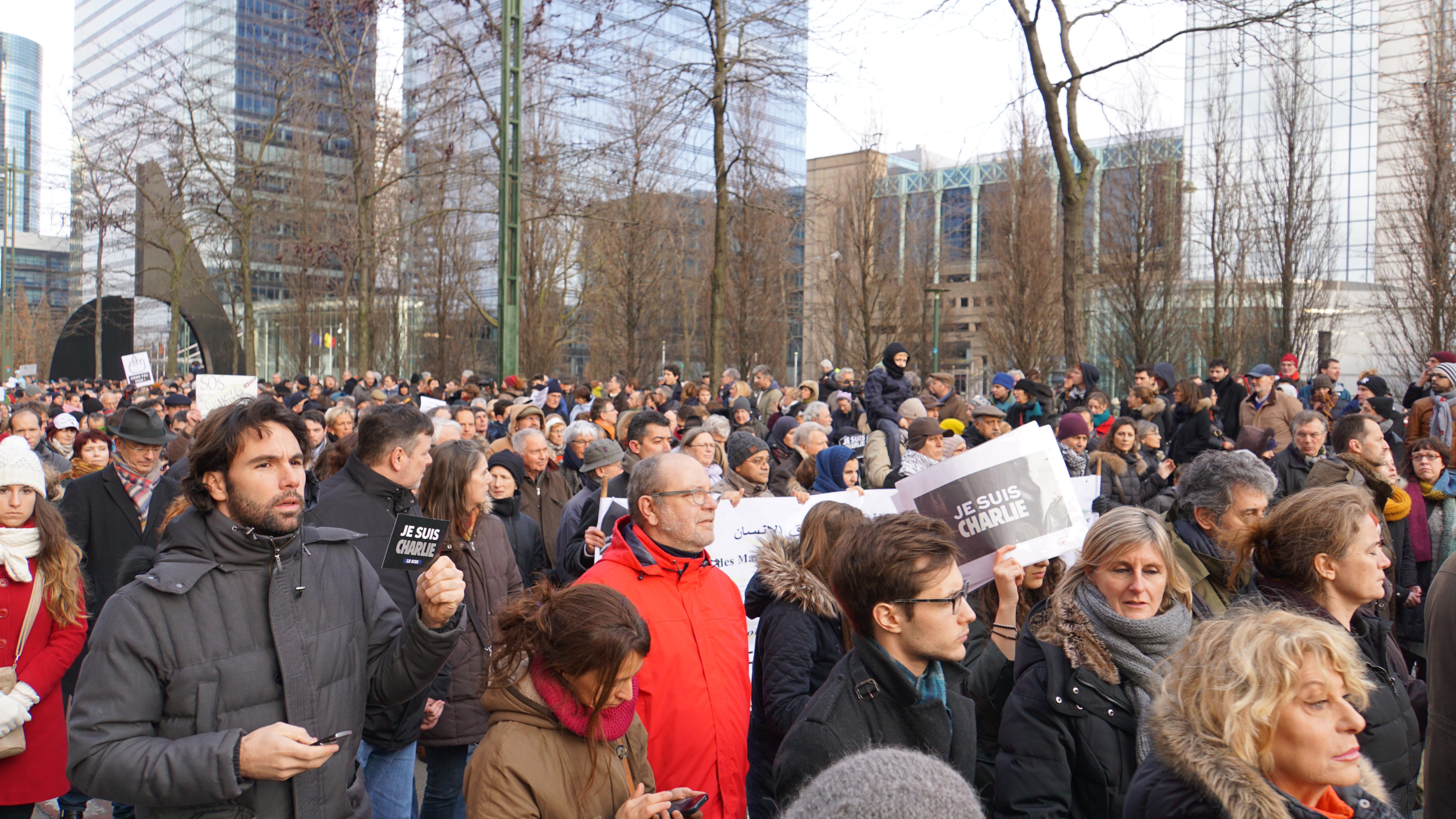
Bruxelles, Belgique, le 11 janvier 2015.
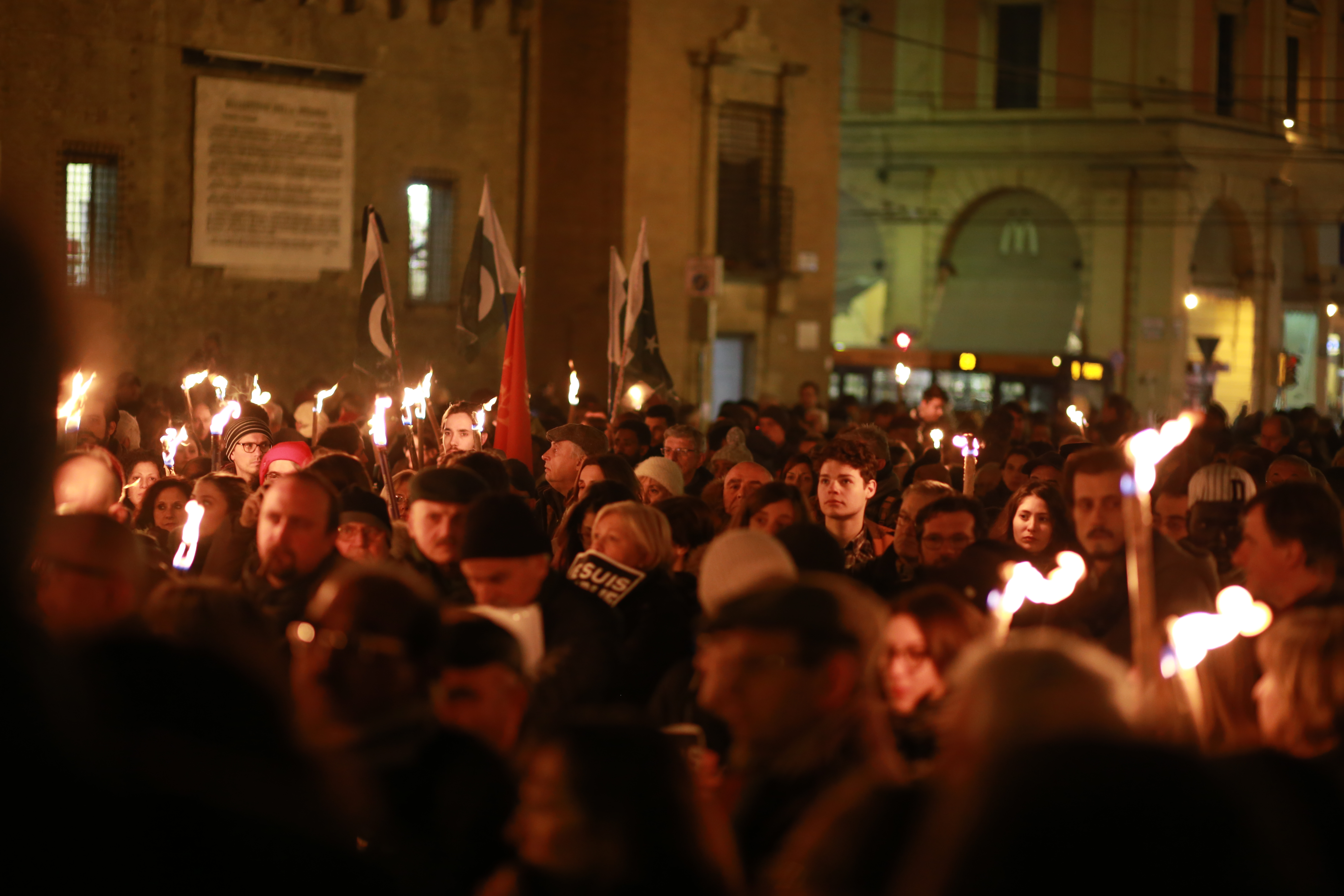
Bologne, Italie, le 9 janvier 2015.
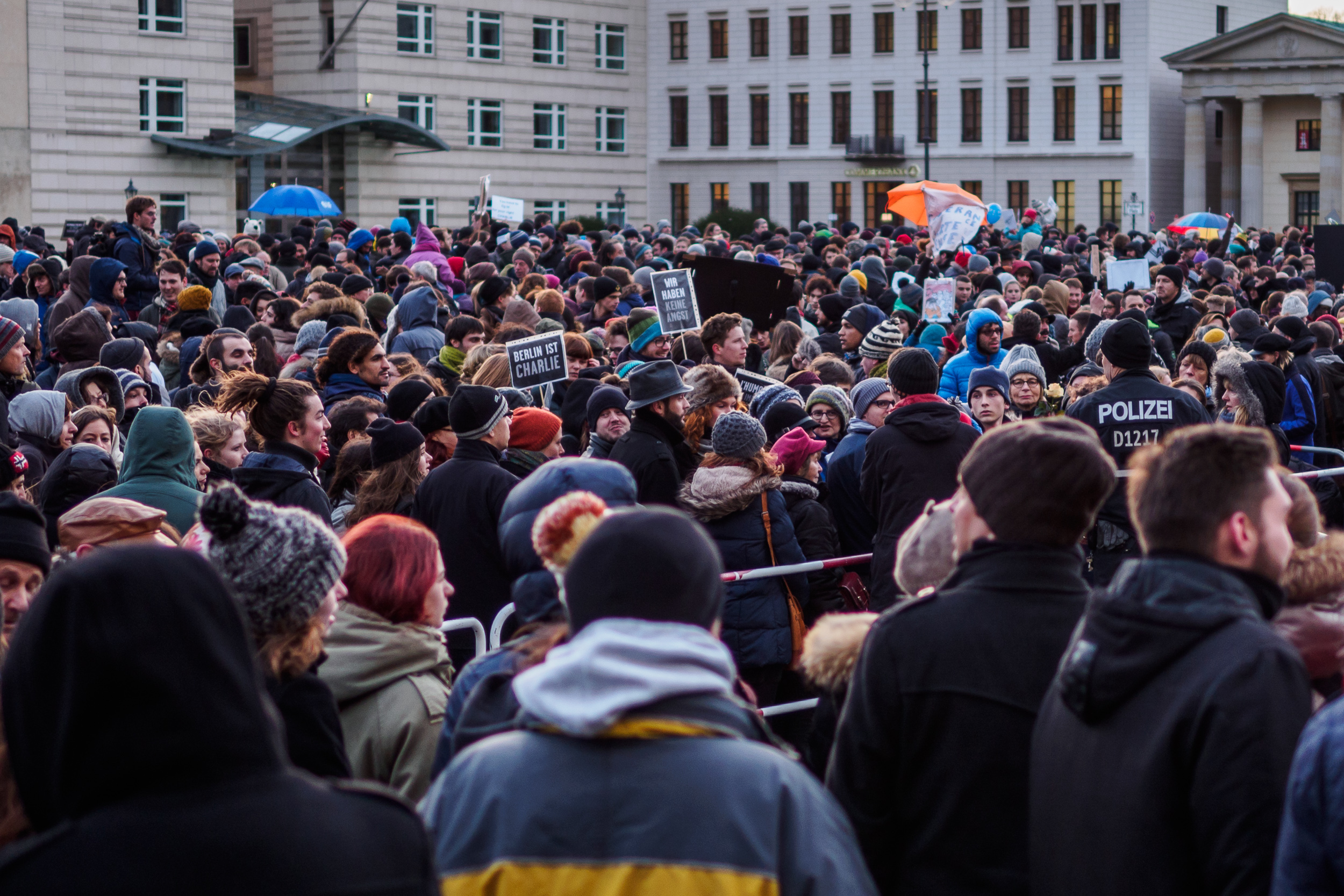
Berlin, Allemagne, le 11 janvier 2015.
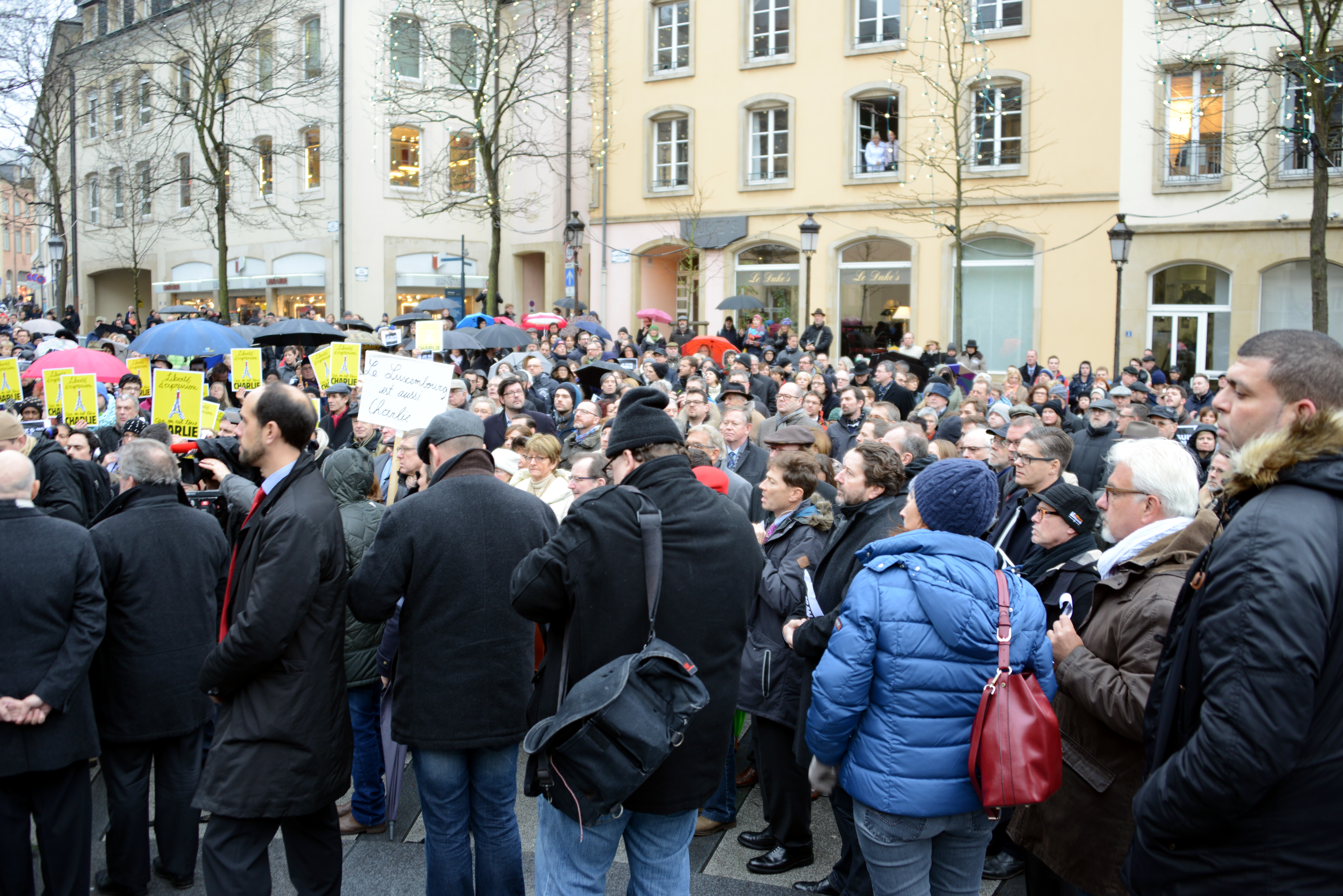
Luxembourg-Ville, Luxembourg, le 8 janvier 2015.
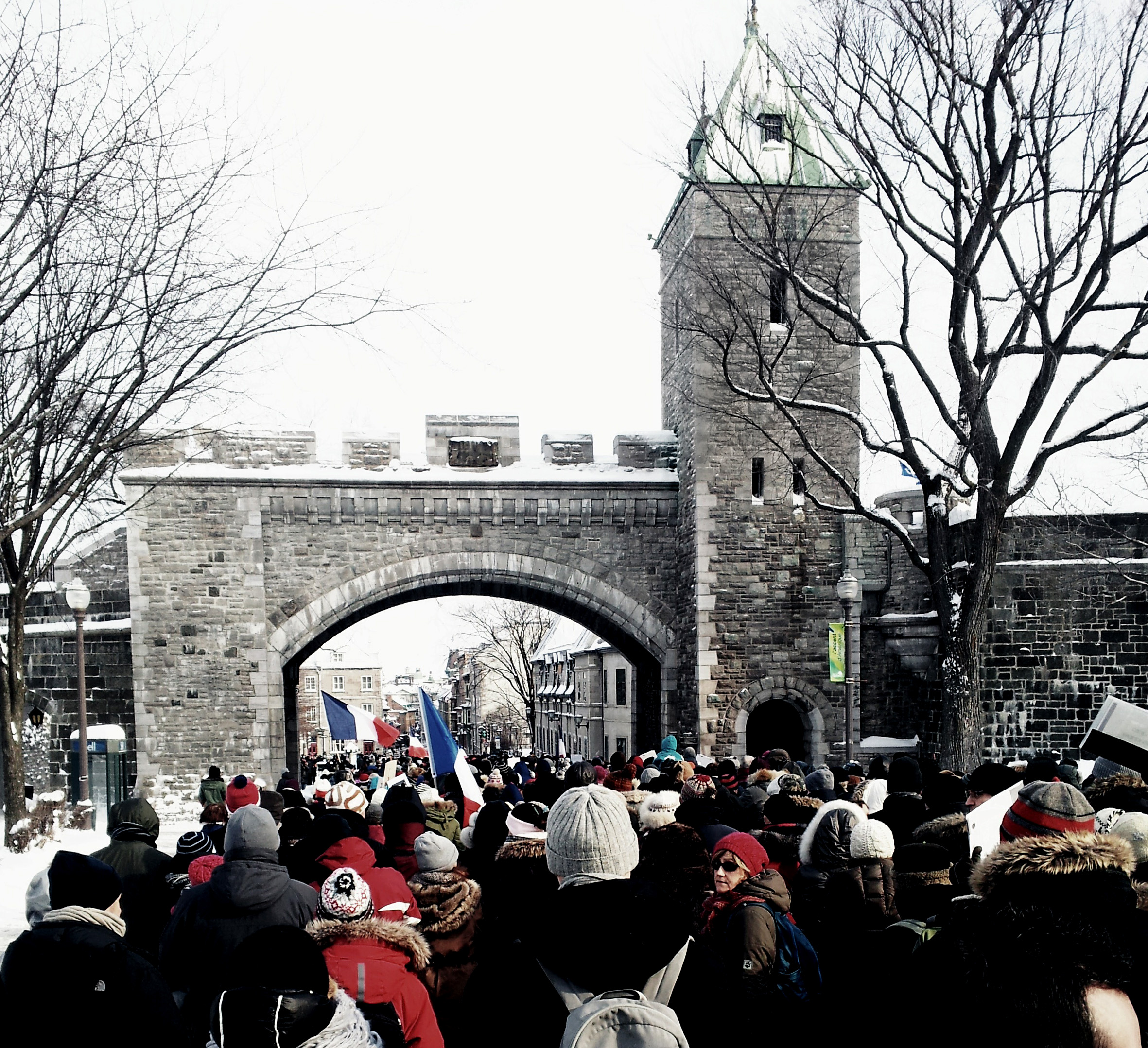
Québec au Canada, le 11 janvier 2015.
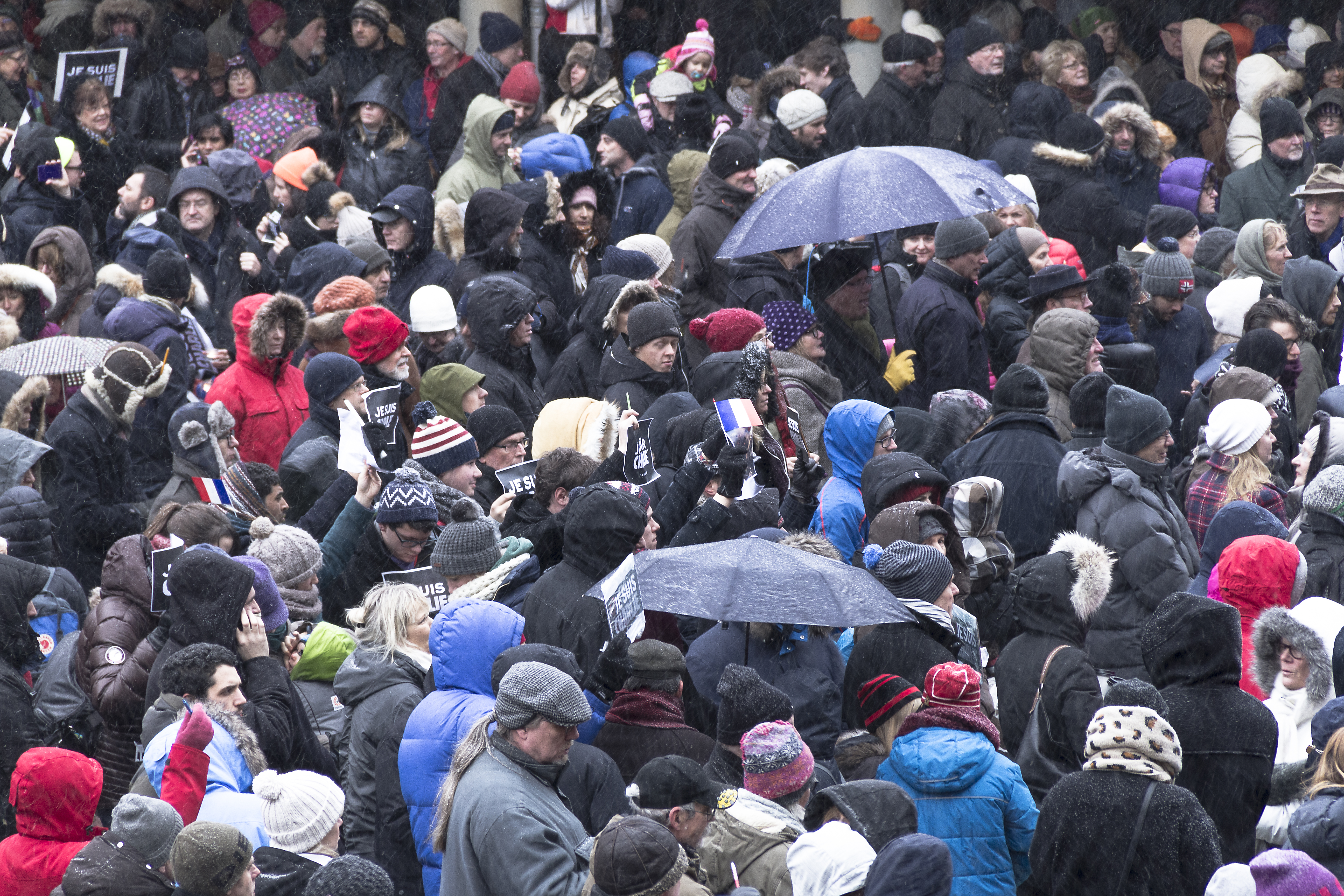
Stockholm, Suède, le 11 janvier 2015.
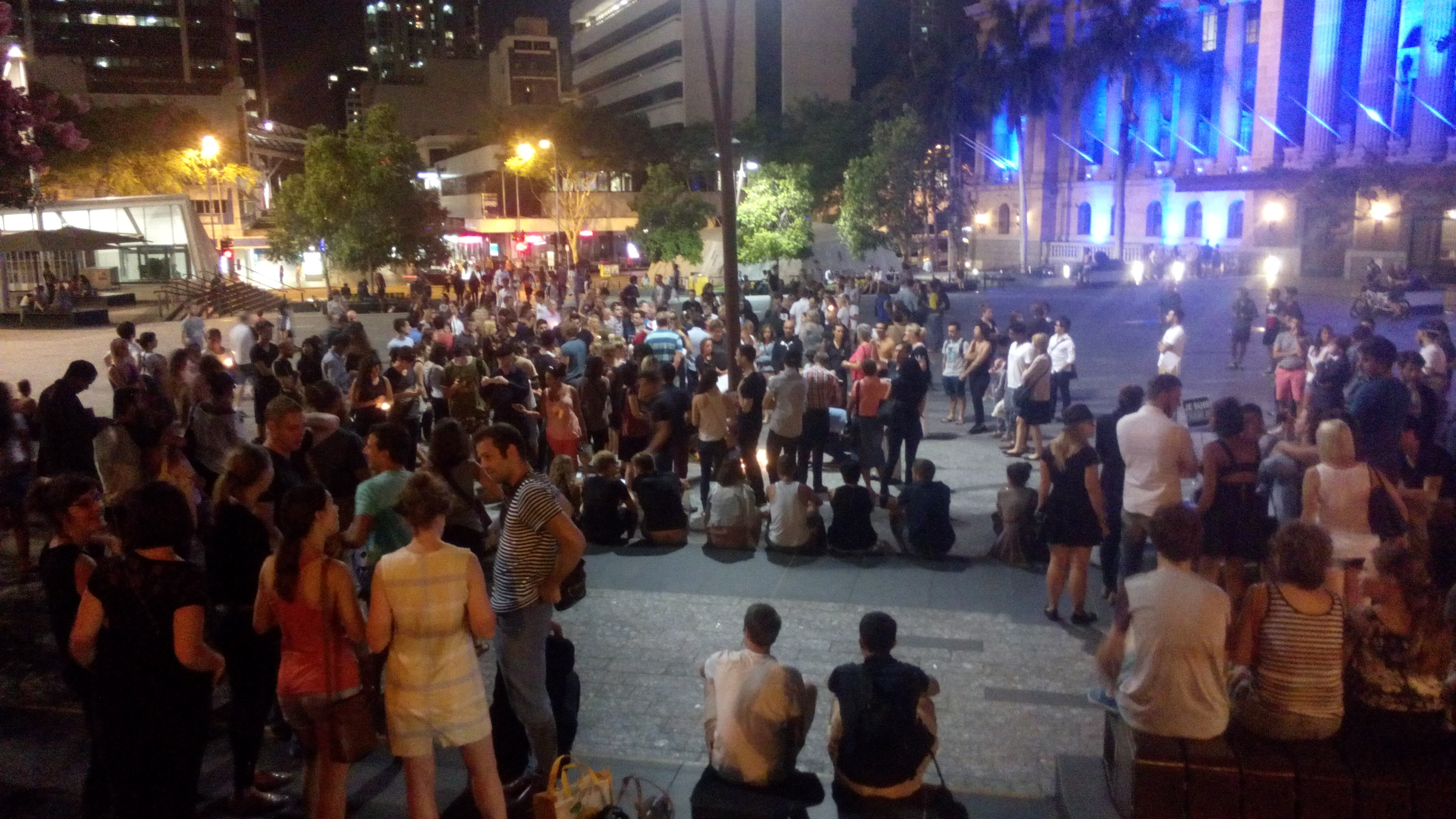
San Francisco, États-Unis, le 7 janvier 2015.
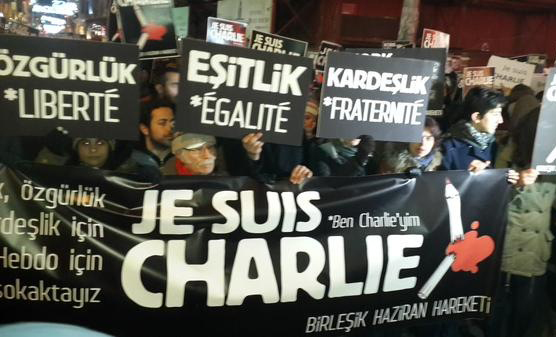
Brisbane, Australie, le 8 janvier 2015.
- Istanbul, Turquie, le 8 janvier 2015.

#### Soutien aux terroristes à l'étranger
Al-Qaïda dans la péninsule arabique (AQPA) revendique l'attentat le 9 janvier dans un communiqué, mais des réactions de soutien sont rapportées de la part d'autres organisations salafistes djihadistes. C'est le cas de l'État islamique, d'Al-Qaïda au Maghreb islamique (AQMI), d'Al-Mourabitoune, de Jamaat al-Ahrar, une branche du Tehrik-e-Taliban Pakistan, de Boko Haram, et en Somalie, du mouvement Shehab. Les auteurs de l'attaque y sont notamment qualifiés de « héros » et de « chevaliers de la vérité ».
D'autres réactions ponctuelles sont enregistrées en Algérie,, au Liban, en Inde, par des extrémistes sur Twitter, par un imam anglais, un prédicateur islamique australo-saoudien. À la suite des manifestations au Niger, une opposition se dessine fin janvier au Sénégal entre la gauche gouvernementale « pro-Charlie », et la droite confessionnelle, partisane de la charia, selon laquelle des « martyrs » ont fait justice eux-mêmes contre un « blasphème » orchestré par « les juifs ».
En Turquie, le journal Yeni Akit publie un article intitulé « Attaque sur le magazine qui a provoqué les musulmans », et Türkiye, un journal proche du gouvernement, titre « Attaque sur le magazine qui a insulté notre prophète ». Ces titres provoquent des réactions indignées de certains lecteurs qui accusent les journaux, sur leurs sites internet, de soutenir implicitement l'attentat.
Une semaine après cet attentat, un nouveau numéro de Charlie Hebdo est publié. La publication de nouvelles caricatures de Mahomet dans ce numéro entraînent de nombreuses et importantes manifestations hostiles au journal à travers le monde musulman. Dans quelques-unes d'entre elles, les manifestants affichent leur soutien aux frères Kouachi et à Coulibaly, comme à Istanbul le 18 janvier, où plusieurs centaines de personnes se rassemblent devant la mosquée du district de Fatih pour saluer leur mémoire, ou à Gaza, le 19 janvier, où environ deux cents personnes marchent en brandissant leurs portraits ainsi et des drapeaux noirs des salafistes djihadistes.

### Réactions des journalistes et dessinateurs deCharlie Hebdo
Plusieurs journalistes et dessinateurs de Charlie Hebdo ont exprimé des critiques à l'égard de soutiens tardifs ou contraires à l'esprit du journal.
Gérard Biard : « Ils ont fait sonner les cloches de Notre-Dame pour Charlie, non mais on rêve ! »
Pour Zineb El Rhazoui : « J'aurais aimé que ceux qui sont morts bénéficient d'un tel soutien de leur vivant. Et ce n'était pas du tout le cas. Charlie Hebdo est un journal qui a été conspué par tout le monde. » Elle ajoutera après le défilé : « Nos collègues ont réussi à faire marcher Abbas et Netanyahou. On aurait voulu que les nôtres, qui sont morts, puissent voir tous ces gens. »
Pour Luz : « C'est formidable que les gens nous soutiennent mais on est dans un contre-sens de ce que sont les dessins de Charlie. […] Cet unanimisme est utile à Hollande pour ressouder la nation. Il est utile à Marine Le Pen pour demander la peine de mort. […] Des gens ont chanté la Marseillaise. On parle de la mémoire de Charb, Tignous, Cabu, Honoré, Wolinski : ils auraient conchié ce genre d'attitude. » Et d'ajouter : « Au final, la charge symbolique actuelle est tout ce contre quoi Charlie a toujours travaillé : détruire les symboles, faire tomber les tabous, mettre à plat les fantasmes, déplore-t-il. Le symbolisme au sens large, tout le monde peut en faire n’importe quoi. Même Poutine pourrait être d’accord avec une colombe de la paix. »
Pour Willem : « nous avons beaucoup de nouveaux amis, comme le pape, la reine Elizabeth ou Poutine : ça me fait bien rire » et à propos du soutien du chef de file de l'extrême droite néerlandaise Geert Wilders, il ajoute « nous vomissons sur tous ces gens qui, subitement, disent être nos amis ».
Willem et le journaliste Laurent Léger ne sont pas allés à la manifestation du 11 janvier à Paris ; d'autres membres du journal tels Luz, Patrick Pelloux ou Jul ont pris la tête du cortège après le passage des chefs d’État et ont rencontré à cette occasion François Hollande. Ils se sont réjouis de l’ampleur de la mobilisation.

#### Créations artistiques des membres du journal vis-à-vis de l'attentat
- Charb, assassiné dans l'attentat, venait juste de terminer d'écrire un livre qui dresse un « réquisitoire virulent » contre l'utilisation du mot « islamophobie » avec la « complicité des médias ». Cet ouvrage posthume a été publié le 16 avril 2015 aux éditions de L'échappée et intitulé « Lettres aux escrocs de l'islamophobie qui font le jeu des racistes »[363],[364].
- En mai 2015, Luz publie la bande dessinée "thérapeutique" Catharsis aux éditions Futuropolis.
- Le docteur Patrick Pelloux publie Toujours là, Toujours prêt au Cherche Midi en novembre 2015 puis L'instinct de vie aux éditions Cherche Midi en mars 2017, sur les psychotraumatismes.
- Catherine Meurisse publie la bande dessinée La Légèreté aux éditions Dargaud en avril 2016.
- Philippe Lançon écrit en 2017 Le Lambeau un livre autobiographique paru en avril 2018 aux éditions Gallimard.
- Riss publie Une minute quarante-neuf-secondes un livre autobiographique paru aux éditions Actes Sud en septembre 2019.
- Coco publie la bande-dessinée Dessiner encore aux éditions Les Arènes en 2021.

### Affaire judiciaire
Les Indigènes de la République et les Indivisibles portent plainte contre le philosophe Pascal Bruckner qui les accuse en 2015 d'avoir « justifié idéologiquement la mort des journalistes de Charlie Hebdo ». L'audience a lieu le 1er décembre 2016 et le verdict rendu le 17 janvier 2017 déboute les plaignants.

## Conséquences

### Poursuite de la publication
Le journal, en grande difficulté financière avant l'attentat, annonce d'abord l'impression d'un million d'exemplaires de son numéro suivant. La semaine suivante, le lundi précédant la publication, Charlie Hebdo annonce l'impression de trois millions d'exemplaires, avec en première page une caricature de Mahomet. Trois cent mille exemplaires sont prévus pour l'international avec une traduction en seize langues,. Cette édition n'est cependant pas une nécrologie : selon Richard Malka « Ce ne sera pas un numéro hommage, car ce n'est pas l'esprit de Charlie Hebdo ».
Laurent Léger commente à ce propos : « Charlie Hebdo a toujours été à part. Maintenant Charlie Hebdo devient mainstream [grand public]. On s'institutionnalise, pour une semaine ou deux. C'est nouveau. Mais c'est un passage obligé, je ne suis pas contre cela. Et je sais que dans quelques semaines, une actualité en aura chassé une autre et nous serons seuls » ».
Le numéro 1 178 de Charlie Hebdo sort le 14 janvier 2015 : à la suite de la demande extrêmement forte le matin même de sa parution — qui le conduit à être très rapidement en rupture de stock — le tirage sera porté à cinq, puis à sept millions trois cent mille, puis à environ sept millions neuf cent cinquante mille exemplaires dont sept cent soixante mille ont été envoyés à l'export dans vingt-cinq pays (contre soixante mille habituellement, pour des ventes de trente à trente-cinq mille numéros chaque semaine),,, ; un million neuf cent mille exemplaires sont imprimés et vendus les mercredi 14 et jeudi 15 janvier. L'intégralité de la recette du premier million (soit trois millions d'euros), sera versée au journal, imprimeurs et distributeurs travaillant gratuitement pour aider Charlie Hebdo et les familles des victimes.
Ce record historique des ventes du magazine est qualifiée d'effet Streisand par certaines sources journalistiques, les terroristes qui voulaient éliminer Charlie Hebdo ayant obtenu l'effet exactement inverse, c'est-à-dire une notoriété mondiale et des ventes records,,,,.
Laurent Léger annonce le 2 février, que le numéro suivant de Charlie Hebdo reparaîtra le 25 février.

### Renforcement de la lutte contre le terrorisme

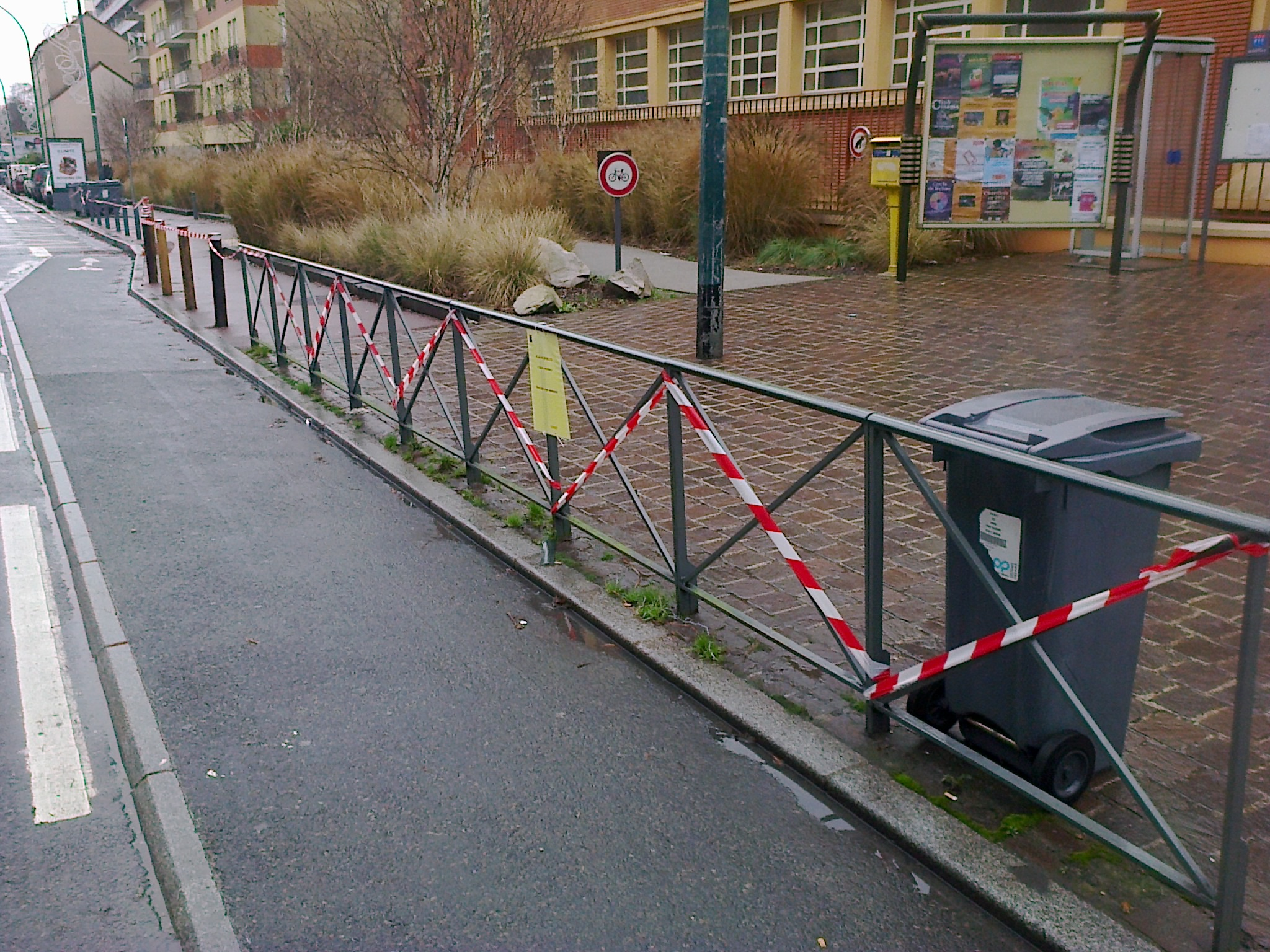
Dispositif d'interdiction de stationnement devant l'école Ferdinand Buisson à Chaville le 9 janvier 2015 à la suite de la fusillade.

Au lendemain de l'attaque, le gouvernement français a annoncé vouloir accélérer la mise en place de la loi permettant le blocage des sites web considérés comme terroristes.
À la suite de l’attentat terroriste de Charlie Hebdo, la commission européenne à mise en place un renforcement des lois sur les armes à feu pour rendre l’achat de ceux-ci plus difficile. Cette mesure permettra aussi de faciliter la traçabilité des armes en circulation. En adoptant cette mesure répressive, certaines armes à feu semi-automatique seront interdites pour l’achat de particuliers, permettant ainsi de protéger les citoyens et empêchant les criminels d'en faire l'acquisition.
Plusieurs personnalités politiques françaises appellent à un renforcement supplémentaires des lois anti-terroristes, après celui voté en novembre 2014. Nicolas Dupont-Aignan demande l'instauration de l'état d'urgence et Valérie Pécresse demande un Patriot Act à la française.
Le 11 janvier se tient une réunion entre les ministres de l'Intérieur de onze pays européens et le ministre américain de la Justice Eric Holder, au cours de laquelle ils conviennent de renforcer la lutte contre le terrorisme, en ciblant davantage les contrôles aux frontières extérieures de l'Union européenne, et en travaillant avec les opérateurs Internet pour identifier et retirer rapidement les « contenus incitant à la haine et à la terreur ».

### Exploitation commerciale
L'évènement suscite diverses tentatives de récupération commerciale, parmi lesquelles une spéculation sur les prix d'anciens numéros de Charlie Hebdo sur des sites de vente aux enchères ainsi que des produits dérivés (tee-shirts, mugs…) arborant le logo #JeSuisCharlie. Plusieurs sociétés tentent de déposer la marque « Je suis Charlie », mais leurs demandes sont rejetées par l'INPI. Joachim Roncin, créateur du logo et du hashtag Je suis Charlie, exprime son indignation devant cette exploitation.
Des éditeurs de presse profitent en outre de l'émotion populaire et de l'intérêt que l'évènement a suscité pour le dessin d'humour pour lancer des publications. Peu après l'attentat, un journal qui se présente comme un « hors-série » du magazine ZOO (disparu en 2000) reproduit sans autorisation et sous prétexte d'« hommage » des dessins de Tignous, Charb et Wolinski ainsi que d'autres artistes, tout en illustrant sa couverture du visuel Je suis Charlie,. Une autre société lance plusieurs journaux à vocation satirique, dont Satire Hebdo qui imite la présentation de Charlie Hebdo ainsi qu'une nouvelle version d’Hara-Kiri, l'ancêtre de Charlie. Cet avatar d'Hara-Kiri, réalisé sans l'accord des propriétaires du titre, vaut à son éditeur une condamnation en justice.

### Commentaires et récupération politiques
À la suite du massacre perpétré par des terroristes islamistes contre Charlie Hebdo, de nombreux personnages politiques ont pris la parole face à ce drame. En effet, cette tragédie a donné lieu à de nombreuses tentatives de récupération que ce soit sur le plan électoral, pour l’augmentation de la cote de popularité, ou encore pour des discours contre l’immigration, en France comme à l’étranger.

Catherine Gouëset dans L'Express évoque plusieurs de ces récupérations : le 7 janvier 2015, le Premier ministre grec Antónis Samarás profite de cet événement pour remonter dans les sondages en pleine campagne législative contre son adversaire du parti de gauche Alexis Tsipras. Il déclare : « Aujourd'hui à Paris, un massacre s'est produit avec au moins douze morts. Et ici certains encouragent encore davantage l'immigration illégale et promettent la naturalisation. » Il est suivi par Bart De Wever, président du parti populiste belge Nieuw-Vlaamse Alliantie, qui déclare que la gauche radicale a fait une alliance avec les musulmans radicaux : 

« Je vois des partis, qui pendant un siècle, ont dit que “la religion est l'opium du peuple”, aller à la pêche aux voix musulmanes. Pour des pures raisons démographiques, car il y en a incroyablement beaucoup. Comment les communistes, le PTB, concluent maintenant des alliances avec les musulmans radicaux et comment ils vont dans leur sens pour aller chercher les voix de ce groupe en croissance, c'est fascinant à voir. »

Par le biais de Twitter, Donald Trump, qui de son côté a tiré profit de cet événement pour favoriser le port d'arme, déclare : « Si les gens si violemment abattus à Paris avaient eu des armes, ils auraient au moins eu une possibilité de se défendre […]. N'est-il pas intéressant que la tragédie de Paris se soit produite dans un des pays où le contrôle des armes est le plus strict au monde ? […] Souvenez-vous, quand les armes sont hors la loi, seuls les hors-la-loi sont armés ! ».
En France, Jean-Marie Le Pen, lui, dénonce les activités du gouvernement en place depuis des années, pour lui l’attentat terroriste contre Charlie Hebdo est « un acte à mon avis significatif dans l'évolution de l'insécurité de notre pays. Et la responsabilité de nos gouvernants depuis 20 ou 30 ans est engagée, car il est évident que ce phénomène terroriste est lié d'abord au phénomène de l'immigration massive. »
Pendant cet événement, on peut constater que deux camps se distinguent : celui qui supporte le gouvernement avec un discours univoque et qui soutient la mise en application de l’état d'urgence au besoin en révisant la Constitution. Et celui contre le gouvernement, qui leur reproche de n’avoir rien fait pour éviter cette terreur et en profite pour tirer leur épingle du jeu, en réclamant la mise en place de certaines mesures comme la question d’apatride[pas clair].
Selon les chercheurs Laurie Boussaguet et Florence Faucher, dans une étude publiée dans la revue Mot ? Les Langages du politique en 2018, les conseillers de François Hollande lui auraient recommandé le registre de l'émotionnel et l'appel à l'unité du pays en réaction à l'attentat. Selon Marc Leplongeon du Point qui recense cette étude, le drame vécu par la nation aurait été vu « comme une aubaine à l'Élysée pour redorer le blason présidentiel, qui en [avait] bien besoin. »

### Théories du complot
Les attentats suscitent très rapidement, dès le jour de la tuerie de la rédaction de Charlie Hebdo et avant même la prise d'otages de Vincennes, diverses théories du complot et rumeurs, notamment sur Internet,. Thierry Meyssan affirme ainsi que « les commanditaires les plus probables [de l'attentat] sont à Washington » car de véritables djihadistes « ne se seraient pas contentés de tuer des dessinateurs athées, ils auraient d’abord détruit les archives du journal sous leurs yeux ». Dieudonné et Alain Soral relaient chacun sur leur page Facebook des articles commentant les attentats de janvier 2015 en France, selon une logique complotiste. Égalité et Réconciliation, l'association dirigée par Alain Soral, publie sur son site web des articles sur le même ton. Jean-Marie Le Pen se dit étonné devant « cette histoire de carte d’identité oubliée par les frères Kouachi », qu'il rapproche du « passeport d’un des terroristes du 11 septembre miraculeusement retrouvé dans un New York en cendres », selon lui. Marine Le Pen précise ensuite que la position de son père lui est personnelle et qu'elle-même trouve les théories du complot « fumeuses » et « dangereuses ».

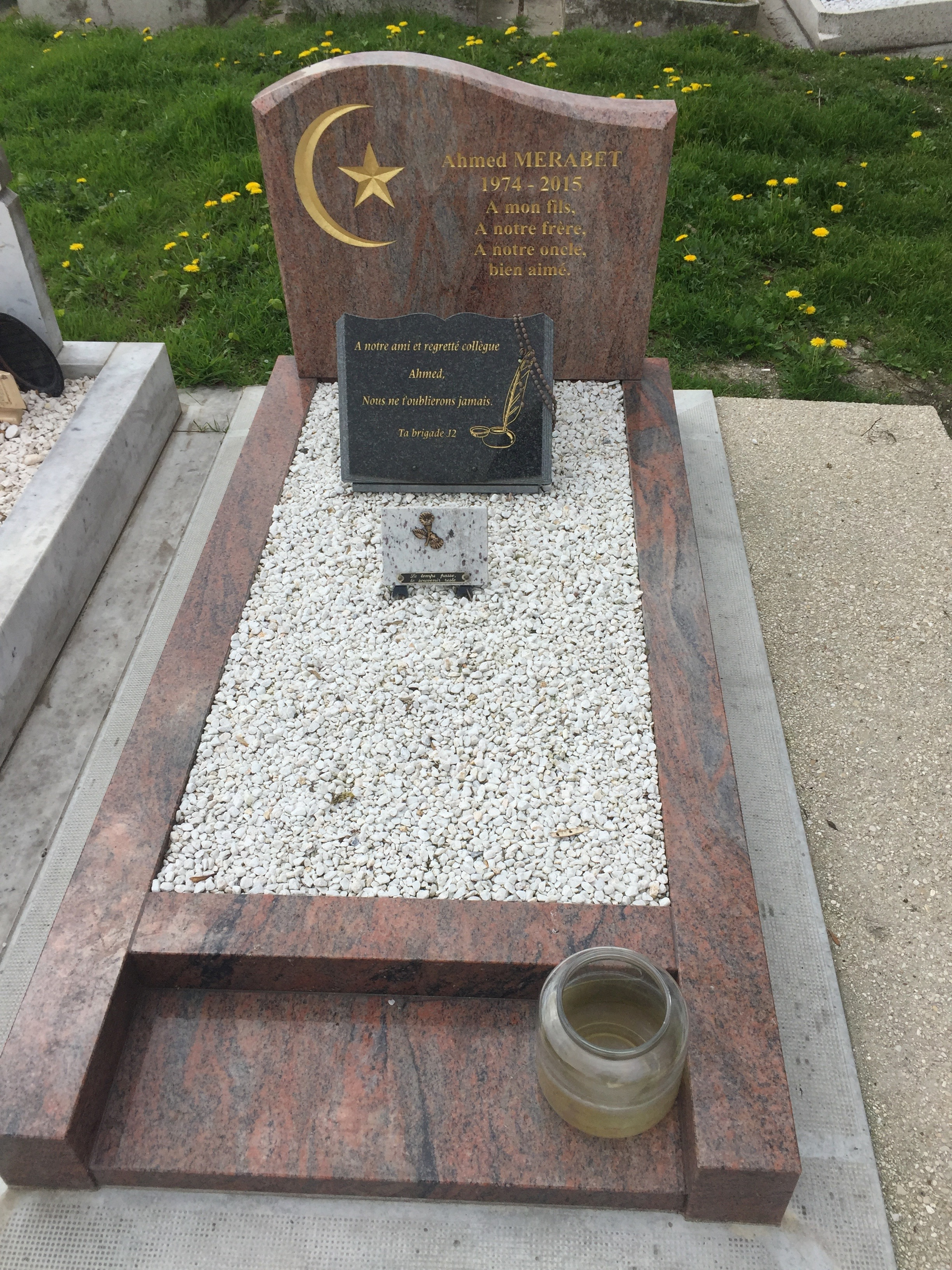
Tombe d'Ahmed Merabet, policier tué par un des frères Kouachi, et dont des complotistes doutent de l'assassinat.

Tariq Ramadan, qui avait dit à Charb le 5 novembre 2011, après l'incendie des locaux de Charlie Hebdo, que son humour était un « humour de lâche », condamne fermement l'attentat mais accuse le journal de faire de l’argent avec l’islam, pose lui aussi la question de la carte d'identité de l'un des terroristes et évoque le 11 septembre 2001,,.
De même, certains sites conspirationnistes mettent en doute les causes du décès de Helric Fredou (44 ans), un commissaire de police de Limoges qui s'est donné la mort alors qu'il était chargé de vérifications dans le cadre de l'enquête sur l'attentat à Charlie Hebdo,.
Le politologue Jean-Yves Camus, dans un article paru dans le numéro 1 178 de Charlie Hebdo publié le 14 janvier 2015, analyse la démarche des « charognards du complot » comme typique des courants d'opinion extrémistes : pour lui, si l'on laisse de côté « les indécrottables tarés de l'ultradroite antisémite », le problème relève surtout « de la gauche radicale et de la sous-culture islamo-gauchiste qui sévit sur les forums », chez qui le complotisme aboutit, « comme toujours depuis quinze ans, à exonérer totalement l'islamisme et l'islamisme radical de toute responsabilité morale et matérielle dans le terrorisme et l'intimidation intellectuelle qui sévissent en France ».
Gilles Rof, correspondant du Monde à Marseille, est allé à la rencontre de « quatre copains » pour tenter de comprendre le succès de « la thèse du complot [qui] galope chez les jeunes musulmans ». En notant que leurs certitudes reposent sur « les détails qui coincent […] vus sur Internet », il remarque que « les explications flottent. Comme si, pour ces jeunes des quartiers nord de Marseille, l'hypothèse d'un attentat perpétré au nom de l'islam était taboue ».
Dans un sondage de l'Institut CSA publié par le site Internet Atlantico le 25 janvier 2015, 17 % des personnes interrogées déclarent penser que les attentats de janvier 2015 en France sont le résultat d’un complot.

### Présentation des événements aux enfants et aux adolescents
Les psychologues estiment qu'il est nécessaire de parler de ces événements aux enfants,,. En effet, il est impossible de les isoler de ces informations. Or, si les parents ou les professeurs ne leur en parlent pas, les enfants vont fantasmer la réalité et imaginer des choses bien pires encore que la réalité. Les professeurs et instituteurs ont préparé des documents d'aide à l'analyse et ont souvent demandé aux enfants de dessiner leur perception de ces événements. D'après un psychologue : « Il ne faut pas faire vivre les enfants dans un monde truqué… Si vous leur racontez des mensonges, ils n'auront plus confiance en vous et iront chercher les informations auprès de sources pas forcément fiables. Ne fuyez aucune question. »
Le pédopsychiatre Marcel Rufo conseille d'aller acheter Charlie Hebdo avec ses enfants, « comme une balade du souvenir, de la mémoire, de la discussion ». Selon lui, « c'est à partir du support réel de ce journal, ce que représentait ce journal, et ce pourquoi ce journal a été attaqué, justement, pour l'idée de la liberté, qu'on doit parler aux enfants. Les enfants comprennent vraiment la liberté, ils aspirent à la liberté, c'est l'avenir d'une nation que d'aspirer à la liberté par ses enfants. […] On ne peut pas ne pas en parler, parce que finalement, ça nous attaque au niveau des gens les plus importants, ceux qui assurent notre sécurité mais aussi ceux qui ont la chance d'être drôle, de manipuler l'humour, la contestation. Et donc ça touche ce vers quoi tous on tend et on rêve. Ils ont attaqué notre part d'enfance ».
Beaucoup d'enseignants regrettent de s’être sentis « démunis » pour parler des attentats. « On a bien reçu la belle lettre de la ministre mais on a été peu aidés, confie la directrice d’une école maternelle parisienne. J’ai cherché des ressources pédagogiques dans l’urgence : on n’avait rien. ». Ce courrier du ministère précisait que des ressources pédagogiques avaient été mises en ligne dès le jeudi matin, et insistait sur le rôle de l’école dans la transmission des « valeurs essentielles de (la) République ». Il les invitait « à répondre favorablement aux besoins ou demandes d’expression » dans les classes. Et il renvoyait vers des ressources pédagogiques mises en ligne « dès le jeudi matin ».
Le Centre de prévention des dérives sectaires liées à l'islam (CPDSI) dirigée par Dounia Bouzar prépare une réponse argumentée pour démonter la théorie du complot selon laquelle cet attentat serait une manipulation organisée par « les juifs » pour nuire aux musulmans. Cette théorie, ainsi que d'autres désignant différents responsables, se trouvent relayées par certains sites internet, souvent à l'aide de vidéos censées prouver que la version officielle est mensongère, avant d'être reprises sur les réseaux sociaux. Un faux site d'information a même été mis en ligne en imitant parfaitement le site officiel de la BBC. Ce type de propagande peut déstabiliser les enseignants et faire douter les élèves de la véracité des faits. Ainsi, la ministre de Éducation nationale Najat Vallaud-Belkacem estime que 20 % des jeunes croient à la théorie d'un complot.

### Commission d'enquête parlementaire
La création d'une commission d'enquête parlementaire pour étudier l'événement fait l'unanimité dans la classe politique française.

### Mémoire de l'attentat

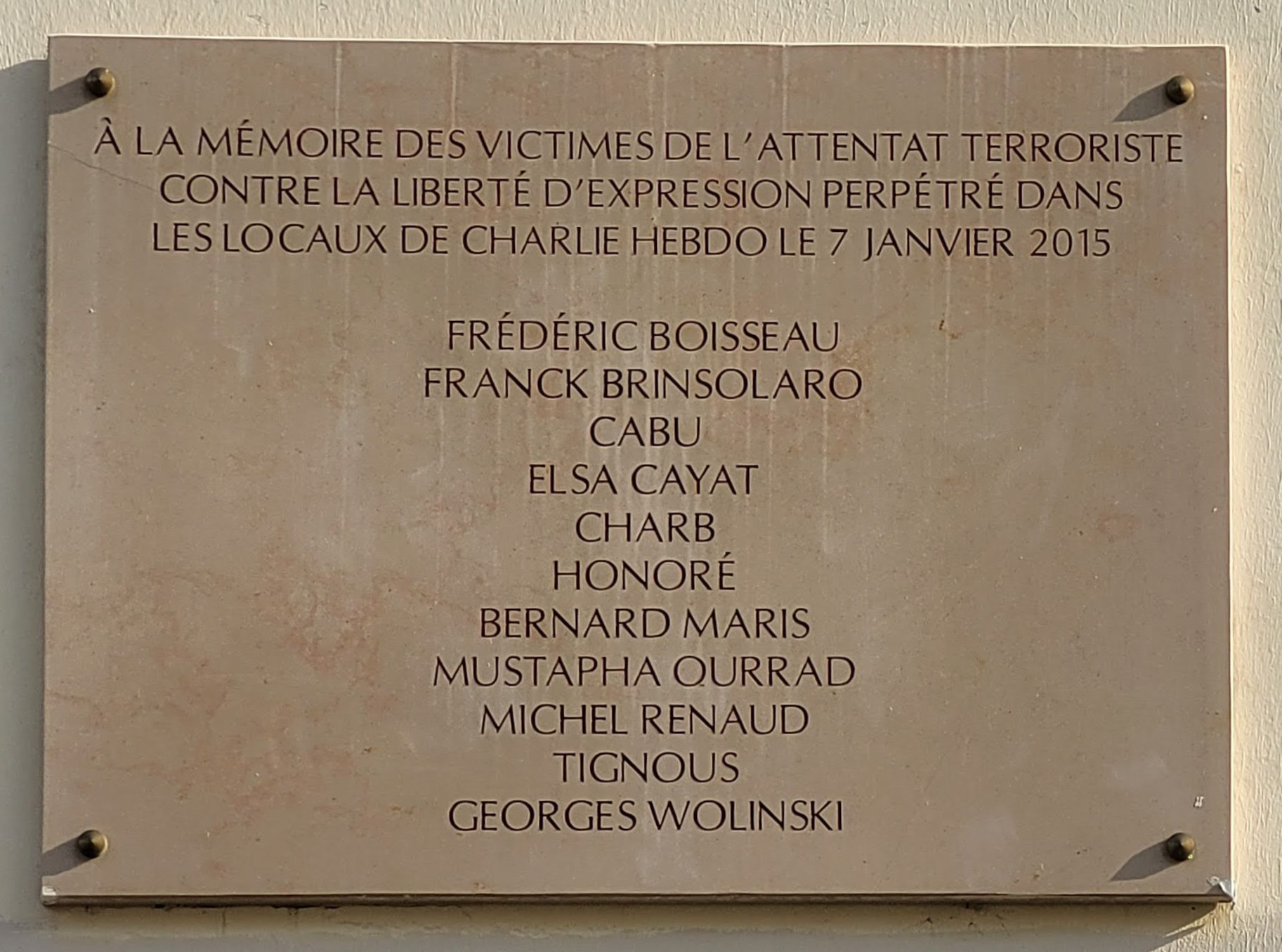
Plaque commémorative de l'attentat contre le journal Charlie Hebdo apposée au 10, rue Nicolas-Appert, 75011 Paris, siège du journal jusqu'au jour de l'attentat.

Du 5 au 10 janvier 2016, le premier anniversaire des attentats, dont celui de Charlie Hebdo, est marqué par une série de commémorations,.
En particulier, un chêne chevelu est planté le 6 janvier 2016 sur la place de la République à Paris en hommage aux victimes des attentats de Paris et Saint-Denis de 2015.
L'odonyme « Rond-point du 7-Janvier-2015 », dans le 13e arrondissement de Marseille, au quartier des Mourets, rappelle la tuerie de Charlie Hebdo.
Le bouquet de tulipes de Jeff Koons qui est situé dans le jardin des Champs-Élysées.
Charlie Hebdo et le Conseil représentatif des institutions juives de France organisent conjointement une soirée commune dix ans après les attentats, en janvier 2015. Cette soirée s'intitule: « nous sommes la République ». Son but est de « retrouver l'esprit de la manifestation du 11 janvier 2015 », de « réaffirmer un engagement républicain partagé pour la liberté d'expression, contre l'antisémitisme et l'islamisme, pour la laïcité ».
La Tribune Dimanche prévoit un numéro d'hommage aux victimes de l'attentat avec une caricature du reporter-dessinateur Juin (arrivé à Charlie Hebdo quelques mois après l'attaque). Le dessin est déprogrammé, ce que dénoncent les journalistes qui voient dans ce choix l'intervention de l’actionnaire du journal, Rodolphe Saadé.

## Procès
Le procès de l'attentat, qui couvre également la prise d'otages du magasin Hyper Cacher de la porte de Vincennes et l'attaque mortelle de Montrouge, débute le mercredi 2 septembre 2020, devant la cour d’assises spéciale de Paris.
Durant le procès, un Pakistanais âgé de 25 ans (ayant menti de 7 ans sur son âge réel), armé d'un large couteau tranchant, une feuille de boucher, agresse le 25 septembre 2020, vers 11 h 45, deux employés de la société de production audiovisuelle Premières Lignes, devant ses locaux situés rue Nicolas-Appert, à l'ancienne adresse du journal Charlie Hebdo. Les deux victimes, grièvement blessées, sont évacuées dans un état grave. Arrêté peu après les faits, l'agresseur présumé est un demandeur d'asile pakistanais de 18 ans. Le parquet antiterroriste se saisit de l'enquête pour « tentative d’assassinat en relation avec une entreprise terroriste ».
Le fondateur de Premières Lignes télévision, le journaliste et réalisateur de documentaires Paul Moreira, a été témoin de cette attaque contre deux de ses collègues, alors qu'elle se produisait à l'extérieur de son bureau.

### Documentaires et reportages sur le sujet

#### Télévision française
- Cellule de crise, « Attentats 2015 : dans le secret des cellules de crise », sur France 2 le 3 janvier 2016.
- Enquête exclusive, « Attentats de janvier 2015 : enquête sur les premières attaques qui ont frappé Paris », sur M6 le 3 janvier 2016.
- Lundi en histoires, « Attentats : Au cœur du pouvoir » et « Attentats : Les visages du pouvoir », sur France 3 le 4 janvier 2016.
- Crimes, « Janvier 2015, la France tremble », sur NRJ 12 le 4 janvier 2016.
- Infrarouge, « Du côté des vivants », sur France 2 le 5 janvier 2015.
- Janvier 2015, Paris face à la terreur et Charlie 712 : Histoire d'une couverture sur France 5 le 5 janvier 2015.
- 2015, Paris est une cible (documentaire sur les attentats du 7 janvier et du 13 novembre 2015), sur Arte le 5 janvier 2016.
- Docs interdits, « Attentats : Charlie, le rire en éclats », sur France 3 le 6 janvier 2016.
- En quête d'actualité, « De Charlie au 13 novembre : comment les attentats ont changé la France », sur D8 le 6 janvier 2016.
- Charlie : 1 an après ils racontent et Attentats 2015 : Les jours d'après, sur TMC le 6 janvier 2016.
- Envoyé spécial, émission spéciale consacrée aux conséquences des attentats en France en 2015, sur France 2 le 7 janvier 2016
- Complément d'enquête, « Janvier 2015 : Au cœur des attaques », sur France 2 le 7 janvier 2016.

#### Autres
- Même pas peur de Ana Dumitrescu, documentaire français (1 h 45), projeté en avant-première à 18 h au cinéma Méliès (Port-de-Bouc) le 3 octobre 2015.
- L'Humour à mort (« Je suis Charlie »), d'Emmanuel Leconte et Daniel Leconte, projeté pour la première fois au Festival international du film de Toronto[439] le 14 septembre 2015[440].
- (en) Charlie Hebdo: 3 Days That Shook Paris, documentaire britannique réalisé par Ursula Macfarlane, diffusé en 2015 sur Channel 4[441].

#### Vidéographie (source primaire)
- Martin Boudot, agence Premières Lignes, Images de l'attaque au siège de Charlie Hebdo